# 1969
Portal Geschichte | Portal Biografien | Aktuelle Ereignisse | Jahreskalender | Tagesartikel

◄ |
19. Jahrhundert |
20. Jahrhundert
| 21. Jahrhundert

◄ |
1930er |
1940er |
1950er |
1960er
| 1970er | 1980er | 1990er | ►

◄◄ |
◄ |
1965 |
1966 |
1967 |
1968 |
1969
| 1970 | 1971 | 1972 | 1973 | ► | ►►
Staatsoberhäupter · Wahlen · Nekrolog   · Musikjahr · Filmjahr · Rundfunkjahr · Sportjahr
| Januar | Januar | Januar | Januar | Januar | Januar | Januar | Januar |
| Kw     | Mo     | Di     | Mi     | Do     | Fr     | Sa     | So     |
| ------ | ------ | ------ | ------ | ------ | ------ | ------ | ------ |
| 1      |        |        | 1      | 2      | 3      | 4      | 5      |
| 2      | 6      | 7      | 8      | 9      | 10     | 11     | 12     |
| 3      | 13     | 14     | 15     | 16     | 17     | 18     | 19     |
| 4      | 20     | 21     | 22     | 23     | 24     | 25     | 26     |
| 5      | 27     | 28     | 29     | 30     | 31     |        |        |

| Februar | Februar | Februar | Februar | Februar | Februar | Februar | Februar |
| Kw      | Mo      | Di      | Mi      | Do      | Fr      | Sa      | So      |
| ------- | ------- | ------- | ------- | ------- | ------- | ------- | ------- |
| 5       |         |         |         |         |         | 1       | 2       |
| 6       | 3       | 4       | 5       | 6       | 7       | 8       | 9       |
| 7       | 10      | 11      | 12      | 13      | 14      | 15      | 16      |
| 8       | 17      | 18      | 19      | 20      | 21      | 22      | 23      |
| 9       | 24      | 25      | 26      | 27      | 28      |         |         |

| März | März | März | März | März | März | März | März |
| Kw   | Mo   | Di   | Mi   | Do   | Fr   | Sa   | So   |
| ---- | ---- | ---- | ---- | ---- | ---- | ---- | ---- |
| 9    |      |      |      |      |      | 1    | 2    |
| 10   | 3    | 4    | 5    | 6    | 7    | 8    | 9    |
| 11   | 10   | 11   | 12   | 13   | 14   | 15   | 16   |
| 12   | 17   | 18   | 19   | 20   | 21   | 22   | 23   |
| 1    | 24   | 25   | 26   | 27   | 28   | 29   | 30   |
| 14   | 31   |      |      |      |      |      |      |

| April | April | April | April | April | April | April | April |
| Kw    | Mo    | Di    | Mi    | Do    | Fr    | Sa    | So    |
| ----- | ----- | ----- | ----- | ----- | ----- | ----- | ----- |
| 14    |       | 1     | 2     | 3     | 4     | 5     | 6     |
| 15    | 7     | 8     | 9     | 10    | 11    | 12    | 13    |
| 16    | 14    | 15    | 16    | 17    | 18    | 19    | 20    |
| 17    | 21    | 22    | 23    | 24    | 25    | 26    | 27    |
| 18    | 28    | 29    | 30    |       |       |       |       |

| Mai | Mai | Mai | Mai | Mai | Mai | Mai | Mai |
| Kw  | Mo  | Di  | Mi  | Do  | Fr  | Sa  | So  |
| --- | --- | --- | --- | --- | --- | --- | --- |
| 18  |     |     |     | 1   | 2   | 3   | 4   |
| 19  | 5   | 6   | 7   | 8   | 9   | 10  | 11  |
| 20  | 12  | 13  | 14  | 15  | 16  | 17  | 18  |
| 21  | 19  | 20  | 21  | 22  | 23  | 24  | 25  |
| 22  | 26  | 27  | 28  | 29  | 30  | 31  |     |

| Juni | Juni | Juni | Juni | Juni | Juni | Juni | Juni |
| Kw   | Mo   | Di   | Mi   | Do   | Fr   | Sa   | So   |
| ---- | ---- | ---- | ---- | ---- | ---- | ---- | ---- |
| 22   |      |      |      |      |      |      | 1    |
| 23   | 2    | 3    | 4    | 5    | 6    | 7    | 8    |
| 24   | 9    | 10   | 11   | 12   | 13   | 14   | 15   |
| 25   | 16   | 17   | 18   | 19   | 20   | 21   | 22   |
| 26   | 23   | 24   | 25   | 26   | 27   | 28   | 29   |
| 27   | 30   |      |      |      |      |      |      |

| Juli | Juli | Juli | Juli | Juli | Juli | Juli | Juli |
| Kw   | Mo   | Di   | Mi   | Do   | Fr   | Sa   | So   |
| ---- | ---- | ---- | ---- | ---- | ---- | ---- | ---- |
| 27   |      | 1    | 2    | 3    | 4    | 5    | 6    |
| 2    | 7    | 8    | 9    | 10   | 11   | 12   | 13   |
| 29   | 14   | 15   | 16   | 17   | 18   | 19   | 20   |
| 30   | 21   | 22   | 23   | 24   | 25   | 26   | 27   |
| 31   | 28   | 29   | 30   | 31   |      |      |      |

| August | August | August | August | August | August | August | August |
| Kw     | Mo     | Di     | Mi     | Do     | Fr     | Sa     | So     |
| ------ | ------ | ------ | ------ | ------ | ------ | ------ | ------ |
| 31     |        |        |        |        | 1      | 2      | 3      |
| 32     | 4      | 5      | 6      | 7      | 8      | 9      | 10     |
| 33     | 11     | 12     | 13     | 14     | 15     | 16     | 17     |
| 34     | 18     | 19     | 20     | 21     | 22     | 23     | 24     |
| 35     | 25     | 26     | 27     | 28     | 29     | 30     | 31     |

| September | September | September | September | September | September | September | September |
| Kw        | Mo        | Di        | Mi        | Do        | Fr        | Sa        | So        |
| --------- | --------- | --------- | --------- | --------- | --------- | --------- | --------- |
| 36        | 1         | 2         | 3         | 4         | 5         | 6         | 7         |
| 37        | 8         | 9         | 10        | 11        | 12        | 13        | 14        |
| 38        | 15        | 16        | 17        | 18        | 19        | 20        | 21        |
| 39        | 22        | 23        | 24        | 25        | 26        | 27        | 28        |
| 40        | 29        | 30        |           |           |           |           |           |

| Oktober | Oktober | Oktober | Oktober | Oktober | Oktober | Oktober | Oktober |
| Kw      | Mo      | Di      | Mi      | Do      | Fr      | Sa      | So      |
| ------- | ------- | ------- | ------- | ------- | ------- | ------- | ------- |
| 40      |         |         | 1       | 2       | 3       | 4       | 5       |
| 41      | 6       | 7       | 8       | 9       | 10      | 11      | 12      |
| 42      | 13      | 14      | 15      | 16      | 17      | 18      | 19      |
| 43      | 20      | 21      | 22      | 23      | 24      | 25      | 26      |
| 44      | 27      | 28      | 29      | 30      | 31      |         |         |

| November | November | November | November | November | November | November | November |
| Kw       | Mo       | Di       | Mi       | Do       | Fr       | Sa       | So       |
| -------- | -------- | -------- | -------- | -------- | -------- | -------- | -------- |
| 44       |          |          |          |          |          | 1        | 2        |
| 45       | 3        | 4        | 5        | 6        | 7        | 8        | 9        |
| 46       | 10       | 11       | 12       | 13       | 14       | 15       | 16       |
| 47       | 17       | 18       | 19       | 20       | 21       | 22       | 23       |
| 48       | 24       | 25       | 26       | 27       | 28       | 29       | 30       |

| Dezember | Dezember | Dezember | Dezember | Dezember | Dezember | Dezember | Dezember |
| Kw       | Mo       | Di       | Mi       | Do       | Fr       | Sa       | So       |
| -------- | -------- | -------- | -------- | -------- | -------- | -------- | -------- |
| 49       | 1        | 2        | 3        | 4        | 5        | 6        | 7        |
| 50       | 8        | 9        | 10       | 11       | 12       | 13       | 14       |
| 51       | 15       | 16       | 17       | 18       | 19       | 20       | 21       |
| 52       | 22       | 23       | 24       | 25       | 26       | 27       | 28       |
| 1        | 29       | 30       | 31       |          |          |          |          |

| Januar | Januar | Januar | Januar | Januar | Januar | Januar | Januar |
| Kw     | Mo     | Di     | Mi     | Do     | Fr     | Sa     | So     |
| ------ | ------ | ------ | ------ | ------ | ------ | ------ | ------ |
| 1      |        |        | 1      | 2      | 3      | 4      | 5      |
| 2      | 6      | 7      | 8      | 9      | 10     | 11     | 12     |
| 3      | 13     | 14     | 15     | 16     | 17     | 18     | 19     |
| 4      | 20     | 21     | 22     | 23     | 24     | 25     | 26     |
| 5      | 27     | 28     | 29     | 30     | 31     |        |        |

| Februar | Februar | Februar | Februar | Februar | Februar | Februar | Februar |
| Kw      | Mo      | Di      | Mi      | Do      | Fr      | Sa      | So      |
| ------- | ------- | ------- | ------- | ------- | ------- | ------- | ------- |
| 5       |         |         |         |         |         | 1       | 2       |
| 6       | 3       | 4       | 5       | 6       | 7       | 8       | 9       |
| 7       | 10      | 11      | 12      | 13      | 14      | 15      | 16      |
| 8       | 17      | 18      | 19      | 20      | 21      | 22      | 23      |
| 9       | 24      | 25      | 26      | 27      | 28      |         |         |

| März | März | März | März | März | März | März | März |
| Kw   | Mo   | Di   | Mi   | Do   | Fr   | Sa   | So   |
| ---- | ---- | ---- | ---- | ---- | ---- | ---- | ---- |
| 9    |      |      |      |      |      | 1    | 2    |
| 10   | 3    | 4    | 5    | 6    | 7    | 8    | 9    |
| 11   | 10   | 11   | 12   | 13   | 14   | 15   | 16   |
| 12   | 17   | 18   | 19   | 20   | 21   | 22   | 23   |
| 1    | 24   | 25   | 26   | 27   | 28   | 29   | 30   |
| 14   | 31   |      |      |      |      |      |      |

| April | April | April | April | April | April | April | April |
| Kw    | Mo    | Di    | Mi    | Do    | Fr    | Sa    | So    |
| ----- | ----- | ----- | ----- | ----- | ----- | ----- | ----- |
| 14    |       | 1     | 2     | 3     | 4     | 5     | 6     |
| 15    | 7     | 8     | 9     | 10    | 11    | 12    | 13    |
| 16    | 14    | 15    | 16    | 17    | 18    | 19    | 20    |
| 17    | 21    | 22    | 23    | 24    | 25    | 26    | 27    |
| 18    | 28    | 29    | 30    |       |       |       |       |

| Mai | Mai | Mai | Mai | Mai | Mai | Mai | Mai |
| Kw  | Mo  | Di  | Mi  | Do  | Fr  | Sa  | So  |
| --- | --- | --- | --- | --- | --- | --- | --- |
| 18  |     |     |     | 1   | 2   | 3   | 4   |
| 19  | 5   | 6   | 7   | 8   | 9   | 10  | 11  |
| 20  | 12  | 13  | 14  | 15  | 16  | 17  | 18  |
| 21  | 19  | 20  | 21  | 22  | 23  | 24  | 25  |
| 22  | 26  | 27  | 28  | 29  | 30  | 31  |     |

| Juni | Juni | Juni | Juni | Juni | Juni | Juni | Juni |
| Kw   | Mo   | Di   | Mi   | Do   | Fr   | Sa   | So   |
| ---- | ---- | ---- | ---- | ---- | ---- | ---- | ---- |
| 22   |      |      |      |      |      |      | 1    |
| 23   | 2    | 3    | 4    | 5    | 6    | 7    | 8    |
| 24   | 9    | 10   | 11   | 12   | 13   | 14   | 15   |
| 25   | 16   | 17   | 18   | 19   | 20   | 21   | 22   |
| 26   | 23   | 24   | 25   | 26   | 27   | 28   | 29   |
| 27   | 30   |      |      |      |      |      |      |

| Juli | Juli | Juli | Juli | Juli | Juli | Juli | Juli |
| Kw   | Mo   | Di   | Mi   | Do   | Fr   | Sa   | So   |
| ---- | ---- | ---- | ---- | ---- | ---- | ---- | ---- |
| 27   |      | 1    | 2    | 3    | 4    | 5    | 6    |
| 2    | 7    | 8    | 9    | 10   | 11   | 12   | 13   |
| 29   | 14   | 15   | 16   | 17   | 18   | 19   | 20   |
| 30   | 21   | 22   | 23   | 24   | 25   | 26   | 27   |
| 31   | 28   | 29   | 30   | 31   |      |      |      |

| August | August | August | August | August | August | August | August |
| Kw     | Mo     | Di     | Mi     | Do     | Fr     | Sa     | So     |
| ------ | ------ | ------ | ------ | ------ | ------ | ------ | ------ |
| 31     |        |        |        |        | 1      | 2      | 3      |
| 32     | 4      | 5      | 6      | 7      | 8      | 9      | 10     |
| 33     | 11     | 12     | 13     | 14     | 15     | 16     | 17     |
| 34     | 18     | 19     | 20     | 21     | 22     | 23     | 24     |
| 35     | 25     | 26     | 27     | 28     | 29     | 30     | 31     |

| September | September | September | September | September | September | September | September |
| Kw        | Mo        | Di        | Mi        | Do        | Fr        | Sa        | So        |
| --------- | --------- | --------- | --------- | --------- | --------- | --------- | --------- |
| 36        | 1         | 2         | 3         | 4         | 5         | 6         | 7         |
| 37        | 8         | 9         | 10        | 11        | 12        | 13        | 14        |
| 38        | 15        | 16        | 17        | 18        | 19        | 20        | 21        |
| 39        | 22        | 23        | 24        | 25        | 26        | 27        | 28        |
| 40        | 29        | 30        |           |           |           |           |           |

| Oktober | Oktober | Oktober | Oktober | Oktober | Oktober | Oktober | Oktober |
| Kw      | Mo      | Di      | Mi      | Do      | Fr      | Sa      | So      |
| ------- | ------- | ------- | ------- | ------- | ------- | ------- | ------- |
| 40      |         |         | 1       | 2       | 3       | 4       | 5       |
| 41      | 6       | 7       | 8       | 9       | 10      | 11      | 12      |
| 42      | 13      | 14      | 15      | 16      | 17      | 18      | 19      |
| 43      | 20      | 21      | 22      | 23      | 24      | 25      | 26      |
| 44      | 27      | 28      | 29      | 30      | 31      |         |         |

| November | November | November | November | November | November | November | November |
| Kw       | Mo       | Di       | Mi       | Do       | Fr       | Sa       | So       |
| -------- | -------- | -------- | -------- | -------- | -------- | -------- | -------- |
| 44       |          |          |          |          |          | 1        | 2        |
| 45       | 3        | 4        | 5        | 6        | 7        | 8        | 9        |
| 46       | 10       | 11       | 12       | 13       | 14       | 15       | 16       |
| 47       | 17       | 18       | 19       | 20       | 21       | 22       | 23       |
| 48       | 24       | 25       | 26       | 27       | 28       | 29       | 30       |

| Dezember | Dezember | Dezember | Dezember | Dezember | Dezember | Dezember | Dezember |
| Kw       | Mo       | Di       | Mi       | Do       | Fr       | Sa       | So       |
| -------- | -------- | -------- | -------- | -------- | -------- | -------- | -------- |
| 49       | 1        | 2        | 3        | 4        | 5        | 6        | 7        |
| 50       | 8        | 9        | 10       | 11       | 12       | 13       | 14       |
| 51       | 15       | 16       | 17       | 18       | 19       | 20       | 21       |
| 52       | 22       | 23       | 24       | 25       | 26       | 27       | 28       |
| 1        | 29       | 30       | 31       |          |          |          |          |

Prägend für das Jahr 1969 war die erste bemannte Mondlandung in der Geschichte der Menschheit. Weitere bedeutende Ereignisse waren Regierungswechsel in Deutschland, den USA und Frankreich. Auch die brutalen Morde der Manson Family in Kalifornien sowie der andauernde Vietnamkrieg beeinflussten das Zeitgeschehen. Musikalisch und kulturell blieb das Woodstock-Festival in Erinnerung.

## Ereignisse

### Politik und Weltgeschehen
- 1. Januar: Ludwig von Moos wird erneut Bundespräsident der Schweiz.
- 16. Januar: Der Student Jan Palach setzt sich auf dem Prager Wenzelsplatz aus Protest gegen die Niederschlagung des Prager Frühlings durch Truppen des Warschauer Paktes in Brand.
- 20. Januar: Der Republikaner Richard Nixon wird als 37. Präsident der USA vereidigt. Er löst Lyndon B. Johnson ab.
- 20. Januar: Mit Ellinor von Puttkamer wird die erste Frau in der Geschichte des Diplomatischen Dienstes der Bundesrepublik Deutschland Botschafterin. Sie leitet die deutsche Vertretung beim Straßburger Europarat.
- 8. Februar: Über dem mexikanischen Bundesstaat Chihuahua zerplatzt der sogenannte Allende-Meteorit. Eines der vielen niedergehenden Trümmerteile verfehlt nur knapp das Postamt im Ort Pueblito de Allende, der zur Namensgebung führt.
- 2. März: Zwischenfall am Ussuri – Grenzkonflikt zwischen China und der Sowjetunion
- 5. März: Gustav Heinemann (SPD) wird zum Bundespräsidenten der Bundesrepublik Deutschland gewählt.
- 15. März: Nach einem neuerlichen Grenzkonflikt bekriegen sich sowjetische und chinesische Soldaten am Fluss Ussuri.
- 18. März: Demokratische Republik Kongo. Investitionsförderungsvertrag zwischen der Bundesrepublik Deutschland und dem damaligen Zaire
- 31. März: Die Bundesrepublik Deutschland schließt mit Argentinien ein Rahmenabkommen über die Zusammenarbeit in der wissenschaftlichen Forschung und technologischen Entwicklung.
- 28. April: Charles de Gaulle tritt nach der Abstimmungsniederlage beim Referendum zur Senats- und Regionalreform vom Amt des Staatspräsidenten zurück.
- 5. Mai: Queen Elizabeth II. absolviert ihren ersten und einzigen Staatsbesuch in Österreich. Es ist der erste offizielle britische Staatsbesuch in Österreich seit 61 Jahren.
- 15. Juni: Frankreich. Georges Pompidou wird neuer Staatspräsident.
- 28. Juni: New York: Stonewall-Aufstand in der Christopher Street (Christopher Street Day)
- 14. Juli: Ausbruch des Fußballkrieges zwischen Honduras und El Salvador
- 18. Juli: Edward Kennedy kommt auf einer Brücke in Chappaquiddick Island von der Straße ab, dabei kommt seine Begleiterin Mary Jo Kopechne ums Leben.
- 20. Juli: Die USA gewinnen den Wettlauf ins All, indem sie mit Apollo 11 die ersten Menschen zum Mond bringen.
- 22. Juli: Der greise General und Diktator Francisco Franco bestimmt Juan Carlos zu seinem Nachfolger an der Spitze Spaniens. Die Cortes Generales billigt dies und verleiht dem Auserkorenen den Titel Prinz von Spanien.
- 13. August: Schwere Grenzkonfrontation zwischen der Sowjetunion und China
- 14. August: Einsatz britischer Truppen in Nordirland
- 16. August: Präsidentschaftswahl in Indien: V. V. Giri wird zum Präsidenten gewählt.
- 1. September: Umsturz in Libyen
- 1. September: In der Bundesrepublik Deutschland tritt das 1. Strafrechtsreformgesetz teilweise in Kraft. Dies bewirkt auch eine Änderung des § 175, wodurch gleichgeschlechtliche Sexualkontakte unter erwachsenen Männern (damals ab 21 Jahren) erstmals seit 1532 im gesamten zu Deutschland zählenden Gebiet nicht mehr strafbar waren.
- 26. September: In Bolivien kommt durch einen Putsch der General Alfredo Ovando Candía wieder ins Amt des Staatspräsidenten.
- 15. Oktober: 250.000 Menschen protestieren in Washington, D.C. gegen den Vietnamkrieg.
- 21. Oktober: Willy Brandt wird nach dem Sieg seiner SPD bei den Bundestagswahlen am 28. September vom Bundestag zum Bundeskanzler der Bundesrepublik Deutschland gewählt.
- 9. November: Versuch eines Bombenanschlages auf das Jüdische Gemeindehaus Berlin durch die linksterroristische Gruppe Tupamaros West-Berlin
- 19. November: Apollo 12 landet auf dem Mond, Charles Conrad betritt als dritter Mensch den Mond.
- 24. November: Gustav Heinemann besucht als erster deutscher Bundespräsident die Niederlande
- 3. Dezember: Der Barrington-Tops-Nationalpark entsteht im australischen New South Wales.
- 5. Dezember: Das US-Magazin Life berichtet über das Massaker von My Lai und schockiert damit die Weltöffentlichkeit.
- 12. Dezember: Bei dem Bombenanschlag auf der Piazza Fontana in Mailand werden 17 Menschen getötet und 88 schwer verletzt.
- 17. Dezember: In Chile schließen sich Parteien und Gruppierungen des politisch linken Spektrums zum Wahlbündnis Unidad Popular zusammen, um einen Machtwechsel anzustreben.
- Act of Free Choice in Westneuguinea

### Wirtschaft
- 31. März: Im Aachener Steinkohlenrevier wird die schon im Jahr 1599 erwähnte Grube Gouley in Morsbach stillgelegt.
- 1. Mai: Das eurocheque-System kann erstmals und grenzüberschreitend von Scheckausstellern genutzt werden. Zahlungen mittels Scheck sind bei Vorlage seiner ec-Karte bis zu einer Höhe von 400 Deutsche Mark (oder dem Gegenwert in fremder Währung) durch sein Kreditinstitut dem Zahlungsempfänger gegenüber bei Einlösung garantiert.
- 1. Mai: Das Techunternehmen AMD wird unter dem Namen „Sanders Association“ von Jerry Sanders III und Ed Turney in Sunnyvale gegründet.

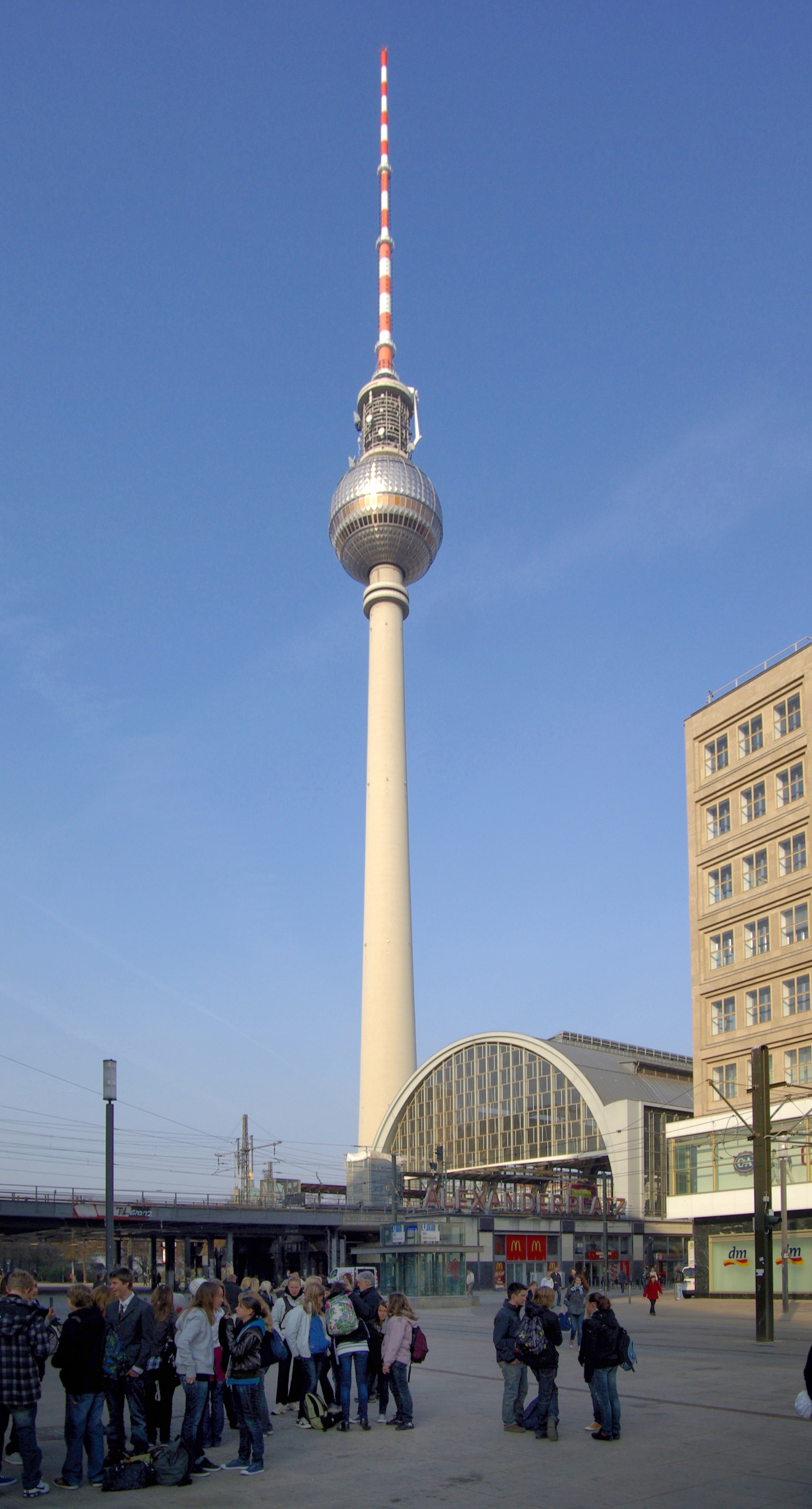
Berliner Fernsehturm

- 3. Oktober: Der Berliner Fernsehturm am Alexanderplatz wird eröffnet.
- 3. Oktober: Der Gouverneursrat des Internationalen Währungsfonds beschließt die Einführung von Sonderziehungsrechten als künstliche Währung ins internationale Finanzsystem.
- 3. November: Der Bau der U-Bahn Wien wird an der Station Karlsplatz begonnen.
- CompuServe wird gegründet.
- Die ersten Bundesschatzbriefe werden ausgegeben.
- George Soros gründet die Quantum Funds.

### Wissenschaft und Technik
- 9. Februar: Erstflug des sogenannten Jumbo-Jets Boeing 747.
- 2. März: Erstflug eines Prototyps des Überschall-Verkehrsflugzeuges Concorde.
- 17. Mai: Im Rahmen der sowjetischen Venera-Missionen erreicht die Landesonde Venera 6 den Planeten Venus. Sie sendet 51 Minuten lang Daten, ehe sie der Atmosphärendruck zerstört.
- 25. Mai: Thor Heyerdahl startet mit seiner Crew auf dem Papyrusboot Ra von Safi in Marokko aus zur Überquerung des Atlantiks. Er will eine mögliche Besiedlung Amerikas vor Augen führen.
- 19. Juni: Am Universitätsklinikum Bonn nimmt Alfred Gütgemann die erste Lebertransplantation in Deutschland an einem Patienten vor.
- 5. Juli: Die chinesische Volksbefreiungsarmee testet den Abfangjäger Shenyang J-8 beim Erstflug.
- 18. Juli: Thor Heyerdahl muss sein Projekt, mit dem Papyrusboot Ra von Afrika aus die Karibik zu erreichen, abbrechen. Das Boot beginnt sich relativ nah bei Barbados aufzulösen.
- 20. Juli: Im Rahmen der Raumfahrtmission Apollo 11 erfolgt die erste bemannte Mondlandung.
- 21. Juli: Neil Armstrong betritt um 3 Uhr 56 MEZ als erster Mensch den Mond.

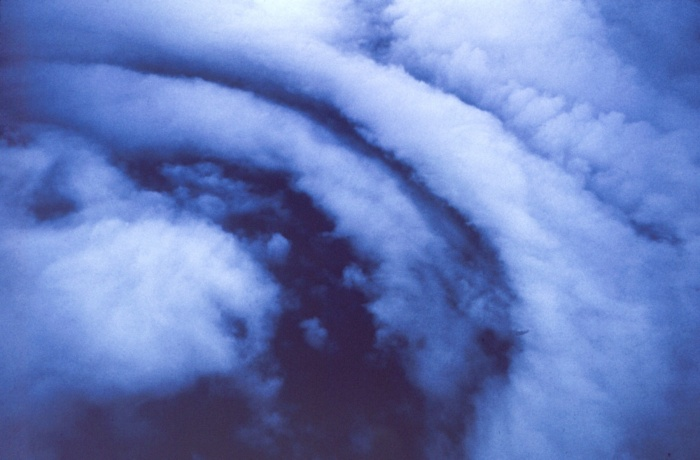
Das Auge des Sturms Debbie

- 18./20. August: Im Rahmen des Projekts Stormfury wird im Hurrikan Debbie Silberiodid verstreut. Die Intensität des Hurrikans schwächt sich nach dieser „Impfung“ am ersten Tag um 31 %, am zweiten Tag um 18 % ab.
- 5. September: Gründung der Universität Bielefeld
- 27. Oktober: Erstmals wird der Alfred-Nobel-Gedächtnispreis für Wirtschaftswissenschaften vergeben. Die bekannt gegebenen Preisträger sind Ragnar Anton Kittil Frisch und Jan Tinbergen, die ökonometrische Modelle entwickelt haben.
- 29. Oktober: In der University of California in Los Angeles wurde die erste Nachricht über zwei weit entfernte Rechner verschickt und somit das Internet geboren.
- 29. Oktober: Auf der Seymour-Insel wird mit der Marambio-Station die größte argentinische Forschungsstation in der Antarktis gegründet.
- November: Gründung des ARPANET, dem Vorläufer des Internets
- 8. November: Der erste deutsche Satellit namens Azur wird von der kalifornischen Vandenberg Air Force Base in eine Erdumlaufbahn gestartet. Er dient dem Einstieg in die bundesdeutsche Weltraumforschung.
- 23. November: Dem Forscher Jonathan Beckwith und seinem Team gelingt an der Harvard University das Isolieren eines einzelnen Gens der Bakterienart Escherichia coli. Er setzt damit einem Meilenstein in der Genetik.
- Die erste deutsche Atomuhr CS1 (Caesium-Eins) wird in der Physikalisch-Technischen Bundesanstalt in Braunschweig in Betrieb genommen.

### Kultur
- 3. Januar: Das ZDF beginnt mit der Ausstrahlung der Fernsehserie Der Kommissar mit Erik Ode in der Titelrolle.
- 18. Januar: Die erste ZDF-Hitparade wird live im Fernsehen ausgestrahlt.
- 26. Februar: Der Film Z, ein Politthriller des Regisseurs Constantin Costa-Gavras, wird erstmals in Frankreich aufgeführt.
- 9. März: Im ZDF ist die erste Peter Alexander Show zu sehen.
- 13. März: Kulturabkommen zwischen Deutschland und Ecuador. In Kraft seit dem 22. März 1970
- 16. März: Uraufführung des Balletts Der Widerspenstigen Zähmung von John Cranko (Libretto, Choreografie) und Kurt-Heinz Stolze (Musik) durch das Stuttgarter Ballett im Großen Haus der Württembergischen Staatstheater in Stuttgart.
- 20. März: Kulturabkommen zwischen der Bundesrepublik Deutschland und Indien. In Kraft seit dem 11. September 1969
- 30. April: Uraufführung der Oper Maître Pathelin oder Die Hammelkomödie von Rainer Kunad an der Staatsoper in Dresden
- 15. Mai: Uraufführung der Oper Das Märchen von der schönen Lilie von Giselher Klebe bei den Schwetzinger Festspielen
- 9. Juni: Kulturabkommen zwischen der Bundesrepublik Deutschland und Brasilien. In Kraft seit dem 17. Dezember 1970
- 20. Juni: Uraufführung der Oper Die Teufel von Loudun von Krzysztof Penderecki an der Hamburgischen Staatsoper
- 1. Juli: Kulturabkommen zwischen der Bundesrepublik Deutschland und Senegal
- 28. Juli: Kulturabkommen zwischen Deutschland und Jugoslawien. In Kraft seit dem 26. Januar 1970
- 14. August: In den bundesdeutschen Filmtheatern läuft der Sergio-Leone-Western „Spiel mir das Lied vom Tod“ an. Die Musik von Ennio Morricone prägt sich den Kinogängern ein.
- 24. September: Das Concerto for Group and Orchestra wird erstmals von Deep Purple mit dem Royal Philharmonic Orchestra unter der Leitung von Malcolm Arnold in der Royal Albert Hall in London aufgeführt.
- 25. September: Uraufführung der Oper Zweihunderttausend Taler von Boris Blacher an der Deutschen Oper Berlin
- 3. November: In London gründet sich das Pasadena Roof Orchestra.
- 24. November: Urmel aus dem Eis der Augsburger Puppenkiste im Fernsehen
- 1. Dezember: In Frankreich hat Henri Verneuils Gangsterfilm Der Clan der Sizilianer Premiere.
- 6. Dezember: Während eines Free Concerts der Rolling Stones auf dem Altamont-Speedway nahe San Francisco erstechen die als Ordner angeheuerten Hells Angels in Notwehr einen 18-jährigen Zuschauer. Drei weitere Menschen kommen bei Unfällen zu Tode.
- 13. Dezember: Uraufführung der Oper Die Geschichte von Aucassin und Nicolette von Günter Bialas am Cuvilliés-Theater in München
- 13. Dezember: Der erste deutsche abendfüllende Zeichentrickfilm Die Konferenz der Tiere, basierend auf dem gleichnamigen Buch Erich Kästners, kommt in die bundesdeutschen Kinos.
- 19. Dezember: Uraufführung der Oper Lanzelot von Paul Dessau an der Deutschen Staatsoper
- 19. Dezember: Der Spielfilm Easy Rider, von und mit Dennis Hopper und Peter Fonda, hat seine Erstaufführung in den Kinos der Bundesrepublik Deutschland. Die Premiere war am 8. Mai bei den Filmfestspielen in Cannes.
- 20. Dezember: Die erste Folge der federführend vom ORF gestalteten Spielshow Wünsch Dir was mit dem Moderatorenpaar Dietmar Schönherr und Vivi Bach ist im Fernsehen zu verfolgen. Mit dem Lichttest können die Zuschauer mitmachen.
- 31. Dezember: Der durch die Auftritte der Beatles legendär gewordene Hamburger Star-Club schließt.
- Eröffnung des Archivs der sozialen Demokratie
- Das Kultusministerium verbietet Immendorffs Aktionsprogramm LIDL. Immendorff wird wegen der „LIDL“-Aktionen von der Akademie verwiesen.
- Die erste Staffel von Monty Pythons Flying Circus geht auf der BBC auf Sendung.
- Gründung des College of the Atlantic

### Musik
- 12. Januar: Led Zeppelin veröffentlichen ihr Debütalbum Led Zeppelin.
- 18. Januar: Erstausstrahlung der ZDF-Hitparade
- 30. Januar: Die Beatles spielen ihr letztes öffentliches Konzert auf dem Dach der Apple-Studios in der Londoner Savile Row.
- 29. März: Bei der 14. Auflage des Eurovision Song Contest in Madrid gibt es vier Sieger:

Salomé, die für Spanien antrat, mit dem Lied Vivo cantando,
Lulu, die Großbritannien vertrat, mit dem Lied Boom Bang-a-Bang,
Lenny Kuhr, die für die Niederlande antrat, mit dem Lied De troubadour,
Frida Boccara, die für Frankreich an den Start ging, mit dem Lied Un jour, un enfant.
- 6. Juni: Elton John veröffentlicht sein Debütalbum Empty Sky.
- 15.–18. August (geplant bis zum 17. August): Woodstock Music and Art Fair
- 22. Oktober: Led Zeppelin veröffentlichen ihr zweites Album Led Zeppelin II.
- Die britische Heavy-Metal-Band Judas Priest wird gegründet.
- Die britische Pop-/Rockband Supertramp formiert sich.
- Liste der Nummer-eins-Hits in Deutschland (1969)

### Gesellschaft
- Januar: In West-Berlin entsteht der erste Schülerladen.
- 20. Januar: Zwei Bewaffnete dringen in ein Munitionsdepot der Bundeswehr im saarländischen Lebach ein und verüben den aufsehenerregenden Soldatenmord von Lebach. Die Täter werden später nach einem Fahndungsaufruf in der ZDF-Sendung Aktenzeichen XY … ungelöst festgenommen.
- 20. März: Das „Beatles“-Mitglied John Lennon und die Künstlerin Yoko Ono heiraten in Gibraltar. Die Wege der Band beginnen sich auch hierdurch langsam zu trennen.
- 17. Juni: Der Sexualkunde-Atlas für das an bundesdeutschen Schulen neu eingeführte Lehrfach Sexualkunde wird vorgestellt. Das Schulbuch löst ein heftiges Pro und Kontra von an Sexualethik interessierten Kreisen aus.
- 9./10. August: Die Manson Family geht mit den Tate-LaBianca-Morden in die Geschichte ein.

### Religion
- 10. Juni: Der Bund der Evangelischen Kirchen in der DDR entsteht. Die Mitarbeit der dortigen Landeskirchen in der EKD war von staatlicher Seite seit 1957 mehr und mehr erschwert worden.
- Joseph Höffner wird Erzbischof von Köln.

### Katastrophen
- 21. Januar: Lucens, Schweiz: Nach kurzer Betriebszeit ereignete sich im Reaktor Lucens ein folgenschwerer atomarer Zwischenfall, als es nach Problemen mit dem Kühlsystem zu einer partiellen Kernschmelze kam. Der Unfall wird heute auf der INES-Skala als Ereignis der Stufe 5 klassiert.
- 28. Januar: Unkontrolliert ausfließendes Erdöl aus einer Unocal-Bohrplattform im Santa-Barbara-Kanal verursacht eine Ölpest an der Küste und den vier nördlichen Channel Islands vor Kalifornien.
- 16. März: Maracaibo, Venezuela. Eine venezolanische Douglas DC-8 mit 83 Menschen an Bord stürzt in einen Vorort. 155 Menschen sterben, 100 werden verletzt.
- Im Juni kommt es zu einem Fischsterben im Rhein
- 25. Juni: Lenzen (Elbe), DDR (heutiges Brandenburg): Gasexplosion bei einer Gasbohrung, bei der ein Mann starb und sechs schwer verletzt wurden, woraufhin die Bohrungen nach Erdgas in diesem Gebiet eingestellt wurden.
- 25. Juli: Erdbeben unbekannter Stärke in der Volksrepublik China, rund 3.000 Tote
- 17. August: Die US-Golfküste wird von Stufe-5-Hurrikan Camille heimgesucht, 256 Menschen verlieren ihr Leben.
- 26. Oktober: Bosnien und Herzegowina: Um 15:36 Uhr (Weltzeit) wird Banja Luka von einem Erdbeben der Magnitude 5,9 erschüttert.
- 27. Oktober: Bosnien und Herzegowina: Um 08:10 Uhr (Weltzeit) wird Banja Luka von einem weiteren Beben der Magnitude 6,4 erschüttert. Das Beben fordert 20 Todesopfer. Etwa 64000 Menschen werden obdachlos. Eine große Anzahl an Gebäuden werden beschädigt oder zerstört. Darunter 15 Schulen, das Rathaus und eine Textilfabrik, aus der Chemikalien austreten und das Grundwasser kontaminieren.

### Sport
Einträge von Leichtathletik-Weltrekorden siehe unter der jeweiligen Disziplin unter Leichtathletik.
- 1. März bis 19. Oktober: Austragung der 20. Formel-1-Weltmeisterschaft
- März: Der Österreicher Karl Schranz beendet die Ski-Saison 1969 als Weltcup-Gesamtsieger.
- 27. April: Der Japaner Shigeo Itō wird in München Tischtennis-Weltmeister im Herren-Einzel.
- 14. Juni: Der FC Bayern München gewinnt nach der deutschen Fußballmeisterschaft auch den DFB-Pokal.
- 17. Juni: Boris Spasski wird durch den Wettkampfsieg über Tigran Petrosjan zehnter Schachweltmeister.
- 12. Juli: Der britische Motorrad-Weltmeister Bill Ivy stürzt im Training zum Großen Preis der DDR auf dem Sachsenring schwer und erliegt wenig später seinen schweren Verletzungen.
- August: 1. Internationales Fallschirm-Schauspringen im Rosenaustadion.
- 7. September: das letzte internationale Gaisbergrennen bei Salzburg findet statt.
- 19. Oktober: Der Schotte Jackie Stewart wird auf Matra-Ford erstmals Formel-1-Weltmeister.
- 22. Oktober: Die deutsche Fußballnationalmannschaft qualifiziert sich mit einem 3:2 gegen Schottland in Hamburg für die WM-Endrunde 1970 in Mexiko.
- 19. November: Der beim FC Santos spielende brasilianische Fußballstar Pelé erzielt in seiner Vereinslaufbahn das tausendste Tor.

## Geboren

### Januar
- 01. Januar: Andrea Ashworth, englische Autorin und Literaturwissenschaftlerin
- 01. Januar: Yvonne Sciò, italienische Schauspielerin
- 01. Januar: Verne Troyer, US-amerikanischer Schauspieler († 2018)
- 02. Januar: Chalid Abdulaziz al-'Aid, saudi-arabischer Springreiter
- 02. Januar: Lorenz Funk jr., deutscher Eishockeyspieler
- 02. Januar: Robby Gordon, US-amerikanischer Automobilrennfahrer
- 02. Januar: Patrick Huard, kanadischer Schauspieler
- 02. Januar: Christy Turlington, US-amerikanisches Fotomodell
- 03. Januar: Michael Binzer, dänisch-grönländischer Skilangläufer und Unternehmer
- 03. Januar: Ingo Brosch, deutscher Schauspieler
- 03. Januar: James Carter, US-amerikanischer Tenorsaxofonist
- 03. Januar: Marie Darrieussecq, französische Schriftstellerin
- 03. Januar: Oliver Janich, deutscher Journalist, Autor und Politiker

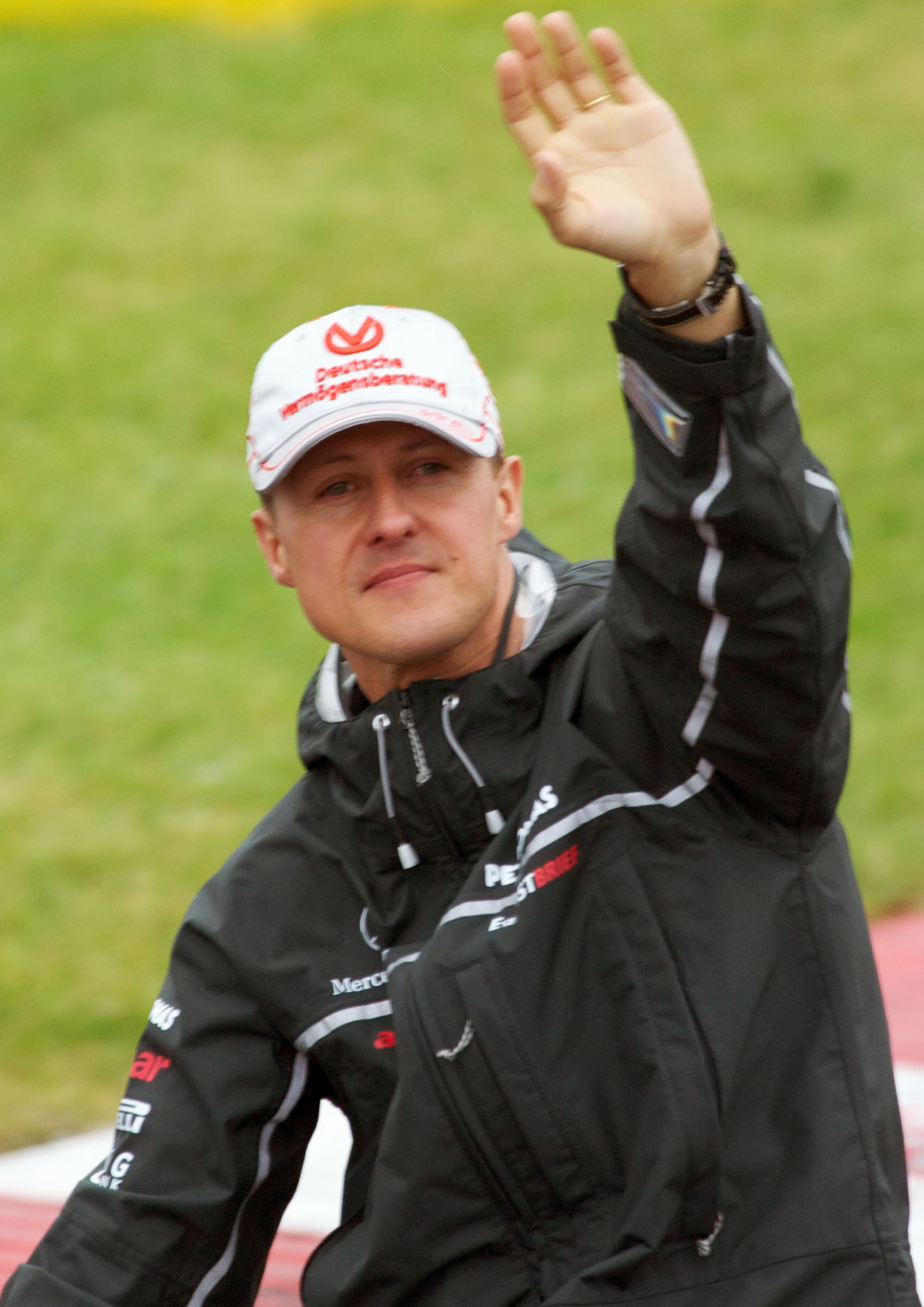
Michael Schumacher, 2011

- 03. Januar: Michael Schumacher, deutscher Automobilrennfahrer
- 03. Januar: Nicola Spaldin, britische Chemikerin und Materialforscherin
- 04. Januar: Julio Aparicio Díaz, spanischer Torero
- 04. Januar: Luise Kinseher, deutsche Kabarettistin und Schauspielerin
- 04. Januar: Markus Seidel, deutscher Schriftsteller
- 05. Januar: Petra Behle, deutsche Biathletin
- 05. Januar: Lamin Bojang, gambischer Politiker († 2025)
- 05. Januar: Chuck Campbell, kanadischer Schauspieler
- 05. Januar: Brian Hugh Warner, Musiker und Mitglied der Rockband Marilyn Manson
- 06. Januar: Nicholas Mark A’Hern, australischer Geher
- 06. Januar: Aron Eisenberg, US-amerikanischer Schauspieler († 2019)
- 06. Januar: Stephan Harlander, deutscher Basketballtrainer
- 06. Januar: Norman Reedus, US-amerikanischer Schauspieler
- 06. Januar: Karin Ersson, schwedische Skilangläuferin
- 07. Januar: Cristián Gálvez, deutscher Autor, Coach, Moderator, Redner und Unternehmer
- 07. Januar: Hsu Chia-cheng, ehemalige taiwanische Fußballspielerin
- 08. Januar: Qanat Bosymbajew, kasachischer Politiker
- 08. Januar: Teresa Salgueiro, portugiesische Sängerin
- 09. Januar: Warren Hughes, britischer Automobilrennfahrer
- 10. Januar: Andreas Reinke, deutscher Fußballspieler
- 11. Januar: Eden Atwood, US-amerikanische Jazz-Sängerin und Schauspielerin
- 12. Januar: Dickson Dee, chinesischer Klangkünstler, DJ, Turntablist, Komponist, Musikproduzent und -veranstalter
- 12. Januar: Eduardo Hurtado, ecuadorianischer Fußballspieler
- 12. Januar: Robert Prosinečki, kroatischer Fußballspieler
- 12. Januar: Holger Zastrow, deutscher Politiker und MdL
- 13. Januar: Stefania Belmondo, italienische Skilangläuferin
- 13. Januar: Stephen Hendry, schottischer Snooker-Spieler
- 14. Januar: Dave Grohl, US-amerikanischer Musiker
- 14. Januar: Marek Kalbus, deutscher Opern- und Konzertsänger
- 14. Januar: Sergio Fabián Zárate, argentinischer Fußballspieler
- 15. Januar: Meret Becker, deutsche Schauspielerin und Sängerin
- 15. Januar: Wita Pawlysch, ukrainische Leichtathletin
- 16. Januar: Axel Britz, deutscher Fußballspieler
- 16. Januar: Per Yngve Ohlin, bekannt als „Dead“, schwedischer Sänger der norwegischen Black-Metal-Band Mayhem († 1991)
- 16. Januar: Roy Jones Jr., US-amerikanischer Boxer
- 17. Januar: Naveen Andrews, britischer Schauspieler

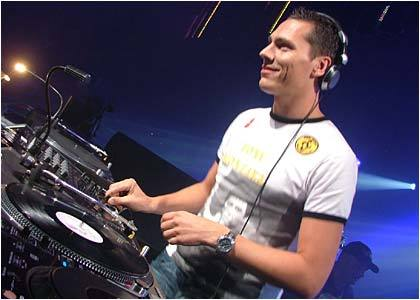
Tiësto, 2007

- 17. Januar: Tiësto, niederländischer DJ und Produzent
- 18. Januar: Dave Bautista, US-amerikanischer Profi-Wrestler
- 18. Januar: Raphaëlle Monod, französische Freestyle-Skierin
- 19. Januar: Edwidge Danticat, amerikanische Schriftstellerin
- 19. Januar: Predrag Mijatović, serbischer Fußballspieler
- 19. Januar: Oliver Mommsen, deutscher Schauspieler
- 20. Januar: Emil Anka, ungarischer Schach-Großmeister und Schiedsrichter
- 21. Januar: Mike Arnold, deutscher Skispringer
- 21. Januar: Karina Lombard, US-amerikanische Schauspielerin
- 21. Januar: Birgit Peter, deutsche Handballspielerin
- 22. Januar: Olivia d’Abo, britische Schauspielerin und Sängerin
- 22. Januar: Santiago Aguilera, spanischer Beachvolleyballspieler
- 22. Januar: Markus Eggler, Schweizer Curling-Sportler
- 22. Januar: Markus Reinecke, deutscher Trödel- und Antiquitätenhändler
- 23. Januar: Thomas Askebrand, schwedischer Fußballtrainer
- 23. Januar: Thomas Kumm, deutscher Eisschnellläufer
- 23. Januar: Stefano Zanini, italienischer Radrennfahrer
- 23. Januar: Ileana Ianoșiu-Hangan, rumänische Biathletin und Skilangläuferin
- 24. Januar: Franz-Josef Dickhut, deutscher Go-Spieler
- 25. Januar: Tanja Brakensiek, deutsche Politikerin
- 26. Januar: Maarten den Bakker, niederländischer Radrennfahrer
- 26. Januar: Leif Schrader, deutscher Politiker
- 27. Januar: Éliette Abécassis, französische Schriftstellerin
- 27. Januar: Patton Oswalt, US-amerikanischer Schauspieler
- 28. Januar: Edi Glieder, österreichischer Fußballspieler
- 28. Januar: Gerrit Grass, deutscher Schauspieler
- 28. Januar: Steffen Menze, deutscher Fußballspieler und -trainer
- 28. Januar: Kathryn Morris, US-amerikanische Schauspielerin
- 29. Januar: Lara Magoni, italienische Skirennläuferin
- 29. Januar: Mirjam Müntefering, deutsche Schriftstellerin
- 29. Januar: Saša Obradović, serbischer Basketballspieler und -trainer
- 29. Januar: Daniel Zupanc, österreichischer Fotograf
- 30. Januar: Flavio Anastasia, italienischer Radrennfahrer
- 30. Januar: Alexei Drejew, russischer Schachspieler
- 30. Januar: Antje Pieper, deutsche Moderatorin und Reporterin
- 31. Januar: Bill Huizenga, US-amerikanischer Politiker
- 31. Januar: Katjuša Pušnik, slowenische Skirennläuferin

### Februar

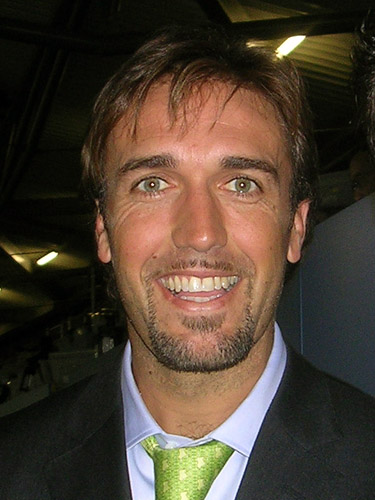
Gabriel Batistuta

- 01. Februar: Dwayne Adway, US-amerikanischer Schauspieler
- 01. Februar: Ange Barde, französischer Unternehmer und Automobilrennfahrer
- 01. Februar: Gabriel Batistuta, argentinischer Fußballspieler
- 01. Februar: Brian Krause, US-amerikanischer Schauspieler
- 01. Februar: Joshua Redman, US-amerikanischer Jazz-Saxofonist
- 01. Februar: Victor Smolski, belarussischer Musiker
- 02. Februar: João Aguardela, portugiesischer Sänger und Musiker († 2009)
- 02. Februar: Dana International, israelische Popsängerin
- 02. Februar: Knut Kircher, deutscher Fußballschiedsrichter
- 02. Februar: Christian Ortner, österreichischer Historiker
- 03. Februar: Jean-Pierre Bohard, französischer Nordischer Kombinierer
- 03. Februar: Patrick Cramer, deutscher Chemiker
- 04. Februar: René Bochmann, deutscher Baufacharbeiter, Bürokaufmann und Politiker
- 04. Februar: Claudia Michelsen, deutsche Schauspielerin
- 04. Februar: Reinhard Neuner, österreichischer Biathlet
- 05. Februar: Karsten Schwanke, deutscher Meteorologe und Fernsehmoderator
- 05. Februar: Michael Sheen, walisischer Schauspieler
- 06. Februar: Scott Amendola, US-amerikanischer Jazz-Schlagzeuger und Bandleader
- 06. Februar: David Hayter, US-amerikanischer Synchronsprecher, Schauspieler und Drehbuchautor
- 06. Februar: John Bauer, US-amerikanischer Skilangläufer
- 07. Februar: Chris Minh Doky, dänischer Jazzbassist
- 07. Februar: Matthias Hinze, deutscher Schauspieler und Synchronsprecher († 2007)
- 07. Februar: Wiktor Maigurow, russischer Biathlet
- 08. Februar: Kim Myong-nam, nordkoreanischer Gewichtheber
- 09. Februar: Pawel Tonkow, russischer Radrennfahrer
- 09. Februar: Gianantonio Zanetel, italienischer Skilangläufer
- 10. Februar: Marc-Henric Asbeck, deutscher Unternehmer
- 10. Februar: Carsten Knop, deutscher Journalist und Autor

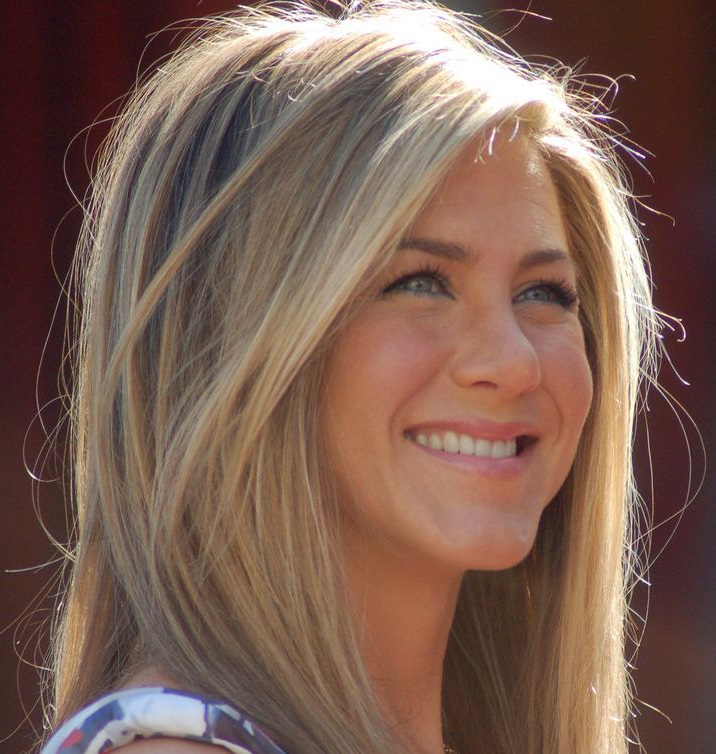
Jennifer Aniston

- 11. Februar: Jennifer Aniston, US-amerikanische Schauspielerin
- 12. Februar: Darren Aronofsky, US-amerikanischer Filmregisseur und Drehbuchautor
- 12. Februar: Steve Backley, britischer Leichtathlet
- 12. Februar: Johnny Mowlem, britischer Automobilrennfahrer
- 13. Februar: Patrícia Filler Amorim, brasilianische Schwimmerin
- 13. Februar: Erkan Arıkan, deutscher Fernsehmoderator
- 13. Februar: Holger Müller, deutscher Comedian und Schauspieler
- 13. Februar: Kate Pace, kanadische Skirennläuferin
- 13. Februar: Frédéric Sausset, französischer Unternehmer und Automobilrennfahrer
- 13. Februar: Barbara Heeb, Schweizer Radrennfahrerin
- 14. Februar: Susanne Gannott, deutsche Schauspielerin und Sängerin
- 15. Februar: Anja Andersen, dänische Handballspielerin und -trainerin
- 15. Februar: Clemens Aufderklamm, österreichischer Drehbuchautor und Schauspieler
- 15. Februar: Birdman, US-amerikanischer Rapper
- 15. Februar: Katja Thimm, deutsche Journalistin
- 15. Februar: Fulvio Valbusa, italienischer Skilangläufer
- 16. Februar: Fermín Cacho, spanischer Mittelstreckenläufer und Olympiasieger
- 16. Februar: Zlatko Perica, kroatischer Gitarrist
- 16. Februar: Dimas Teixeira, portugiesischer Fußballspieler
- 16. Februar: Slawtscho Batinkow, bulgarischer Skilangläufer
- 17. Februar: Željko Mavrović, kroatischer Boxer
- 18. Februar: Alexander Mogilny, russischer Eishockeyspieler
- 19. Februar: Pejman Hadadi, iranischer Perkussionist, Komponist und Musikpädagoge
- 19. Februar: Tom Mikulla, deutscher Schauspieler
- 19. Februar: Ståle Storløkken, norwegischer Jazzmusiker

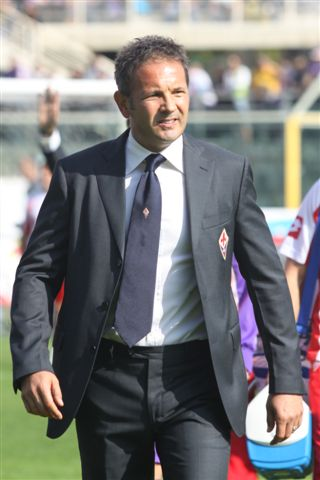
Siniša Mihajlović

- 20. Februar: Siniša Mihajlović, serbischer Fußballspieler und -trainer († 2022)
- 21. Februar: William David, französischer Automobilrennfahrer
- 21. Februar: Corey Harris, US-amerikanischer Blues-Gitarrist, Sänger und Songschreiber
- 21. Februar: Petra Kronberger, österreichische Skirennläuferin
- 21. Februar: Anian Zollner, deutscher Schauspieler und Synchronsprecher
- 21. Februar: Alexander Marent, österreichischer Skilangläufer
- 22. Februar: Peter Auwärter, deutscher Tischtennisspieler
- 22. Februar: Mark Chmura, US-amerikanischer American-Football-Spieler
- 22. Februar: Hans Klok, niederländischer Zauberkünstler
- 22. Februar: Brian Laudrup, dänischer Fußballspieler
- 22. Februar: Juri Stepanow, russischer Badmintonspieler
- 22. Februar: Marc Wilmots, belgischer Fußballspieler und -trainer
- 23. Februar: Michael Campbell, neuseeländischer Golfspieler
- 23. Februar: Chris Reifert, US-amerikanischer Schlagzeuger und Sänger
- 23. Februar: Maria Vassilakou, österreichische Politikerin
- 23. Februar: Yūji Hirayama, japanischer Extremkletterer
- 23. Februar: Håkan Nordbäck, schwedischer Skilangläufer
- 24. Februar: Dirk Borchardt, deutscher Schauspieler
- 24. Februar: Sonja Rom, deutsche Kamerafrau
- 24. Februar: Katrin Schreiter, deutsche Leichtathletin
- 25. Februar: Solveig August, deutsche Schauspielerin
- 25. Februar: Paolo „Paul“ Vincenzo Trimboli, australischer Fußballspieler
- 26. Februar: Hendrik Ochel, deutscher Handballspieler
- 27. Februar: Frank Arens, deutscher Handballspieler
- 27. Februar: Moisés Carlos Atisha Contreras, chilenischer Bischof
- 27. Februar: Gareth Llewellyn, walisischer Rugbyspieler
- 27. Februar: Julia Schmitt, deutsche Schauspielerin
- 27. Februar: Katharina Wagner, deutsche Juristin
- 28. Februar: Eva Glawischnig, österreichische Politikerin, Nationalratsabgeordnete
- 28. Februar: Butch Leitzinger, US-amerikanischer Automobilrennfahrer

### März

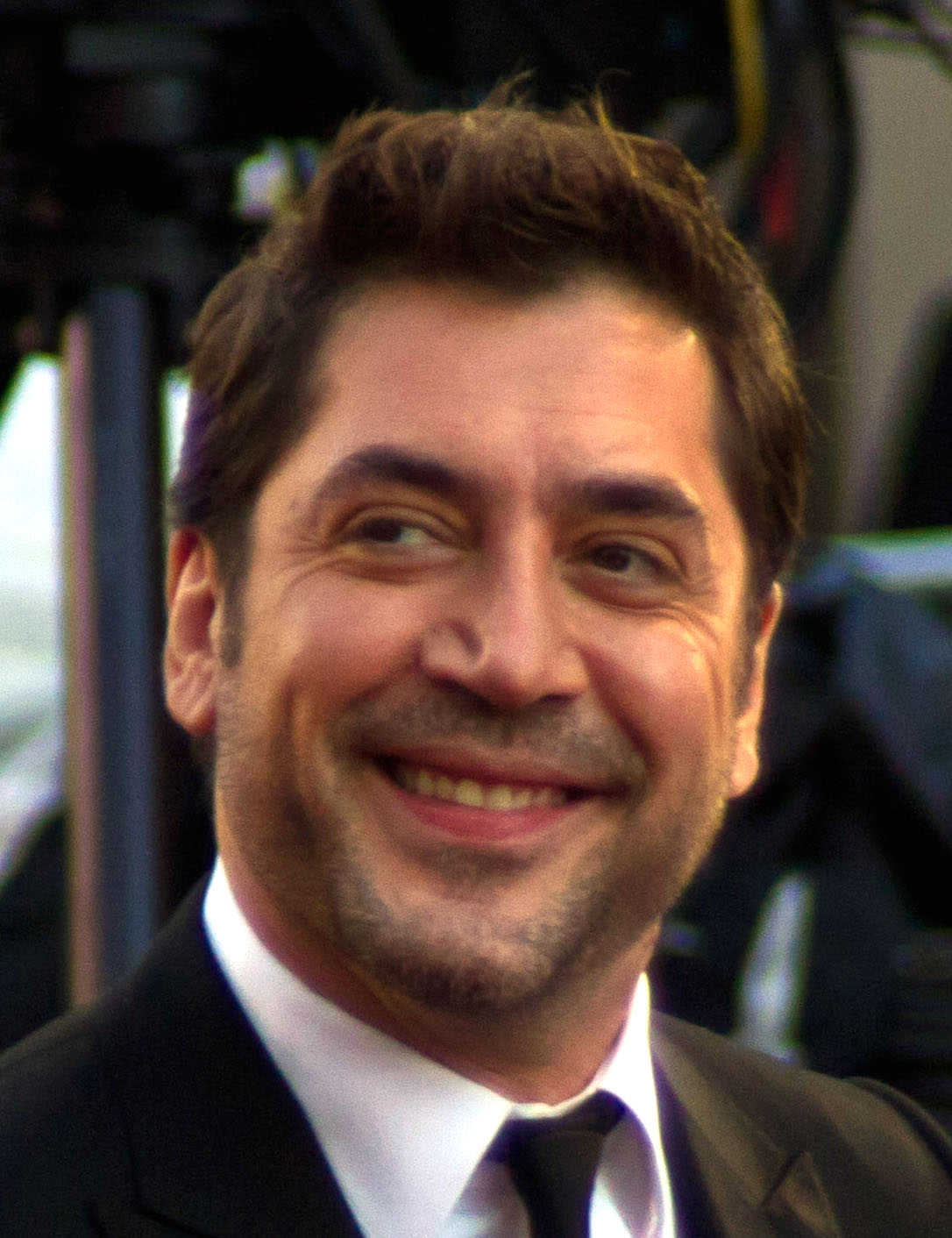
Javier Bardem

- 01. März: Javier Bardem, spanischer Schauspieler
- 02. März: Ben Oxenbould, australischer Schauspieler und Comedian
- 02. März: Corinna Schumacher, deutsche Westernreiterin
- 03. März: Jason Plummer, australischer Schwimmer († 2021)
- 03. März: Horst Steffen, deutscher Fußballspieler und -trainer
- 04. März: Pierluigi Casiraghi, italienischer Fußballspieler und -trainer
- 04. März: Jonas-Philipp Dallmann, deutscher Architekt und Schriftsteller
- 04. März: Matthias Kahle, deutscher Rallye-Fahrer
- 04. März: Francis Repellin, französischer Nordischer Kombinierer
- 04. März: Henrik Rödl, deutscher Basketballspieler
- 05. März: MC Solaar, französischer Rap und Hip-Hop-Musiker
- 06. März: Andrea Elson, US-amerikanische Schauspielerin
- 06. März: Malahat Nasibova, aserbaidschanische Journalistin und Menschenrechtsaktivistin
- 06. März: Amy Pietz, US-amerikanische Schauspielerin
- 07. März: Sam Gash, US-amerikanischer American-Football-Spieler
- 07. März: Klaus Hüppchen, deutscher Handballspieler und -trainer
- 07. März: Hideki Noda, japanischer Automobilrennfahrer
- 07. März: Humberto Rodríguez, mexikanischer Boxer
- 07. März: Jacqueline Vogt, liechtensteinische Skirennläuferin
- 08. März: Martina Accola, Schweizer Skirennläuferin
- 08. März: Derrick Freeman, US-amerikanisch-deutscher Basketballspieler († 2025)
- 08. März: Jens Nünemann, deutscher Schauspieler
- 08. März: Stefan Zahradnik, deutscher Wirtschaftswissenschaftler
- 08. März: Grigori Menschenin, russischer Skilangläufer
- 09. März: Mahmoud Abdul-Rauf, US-amerikanischer Basketballspieler
- 09. März: Izaline Calister, karibisch-niederländische Musikerin
- 09. März: La India, puerto-ricanische Salsasängerin
- 10. März: Rolando Gutierrez Andaya, Jr., philippinischer Politiker († 2022)
- 10. März: Paget Brewster, US-amerikanische Schauspielerin
- 10. März: Hany Guda Ramzy, ägyptischer Fußballspieler
- 10. März: Ximena Restrepo, kolumbianische Leichtathletin
- 12. März: Graham Coxon, Gitarrist und Maler
- 12. März: Beyazıt Öztürk, türkischer Showmaster, Schauspieler und Entertainer
- 13. März: Luca Bucci, italienischer Fußballtorhüter
- 13. März: Michael Fischer-Art, deutscher Maler und Bildhauer
- 14. März: Axel Hager, deutscher Volleyballspieler
- 14. März: Jukka Hartonen, finnischer Skilangläufer
- 14. März: Beulah McGillicutty, ehemalige US-amerikanische Wrestlingmanagerin und Wrestlerin sowie Kinderbuchautorin
- 15. März: Alena Piirajnen, belarussische Skilangläuferin
- 15. März: Sheila Wolf, deutscher Travestiekünstler
- 16. März: Judah Friedlander, US-amerikanischer Schauspieler und Komiker
- 16. März: Alina Petrowna Iwanowa, russische Leichtathletin

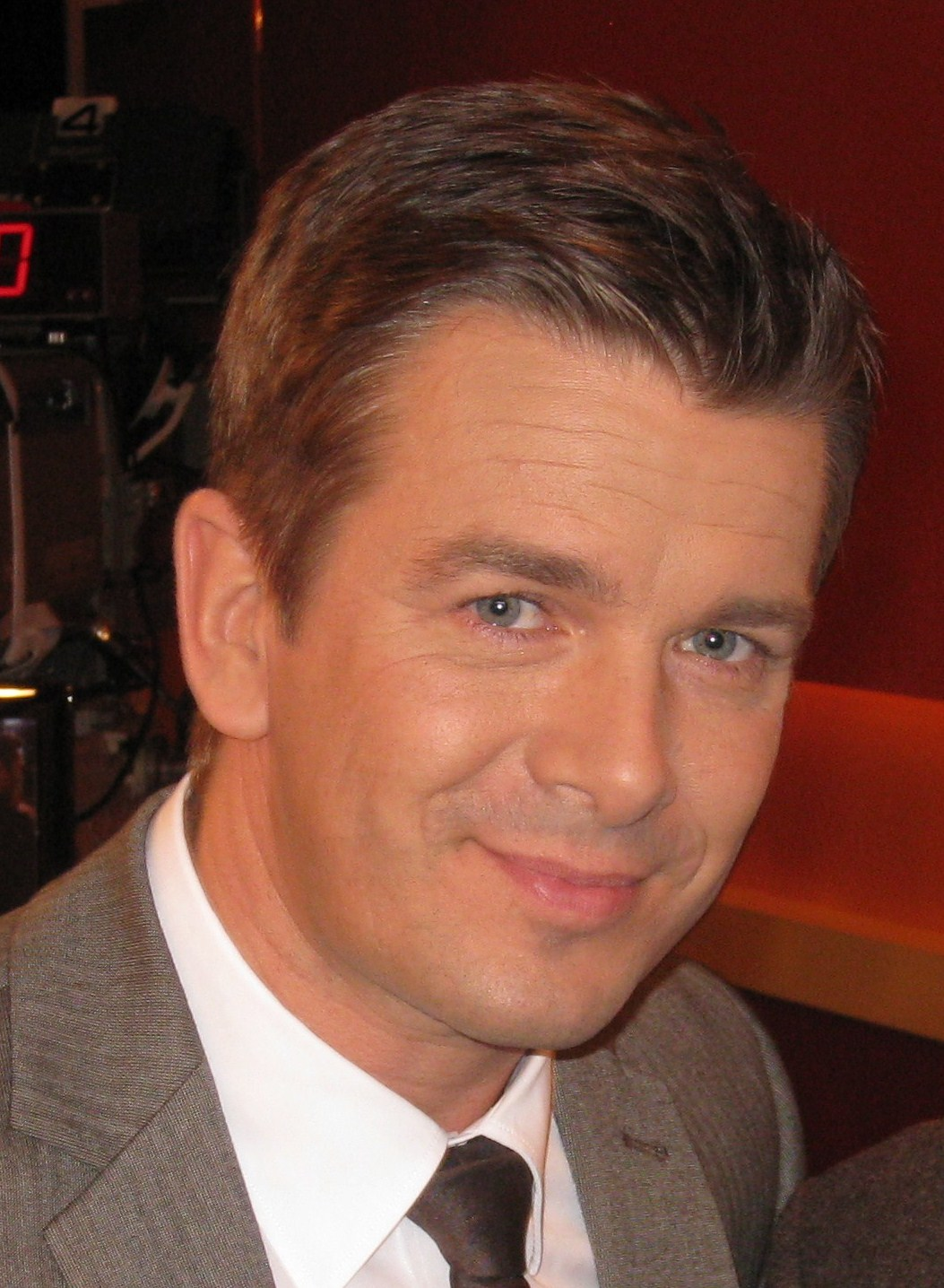
Markus Lanz, 2009

- 16. März: Markus Lanz, italienisch-deutscher Fernsehmoderator
- 17. März: Steffen Görig, deutscher Unternehmer und Automobilrennfahrer
- 17. März: Werner Hasler, Schweizer Jazztrompeter
- 17. März: Alexander McQueen, britischer Modeschöpfer († 2010)
- 17. März: Bernhard Röthlisberger, Schweizer Klarinettist und Musikpädagoge
- 17. März: Bronwen Thomas, kanadische Freestyle-Skierin
- 18. März: Wassyl Iwantschuk, ukrainischer Schachgroßmeister
- 19. März: Tuulikki Laesson, estnische Schachspielerin

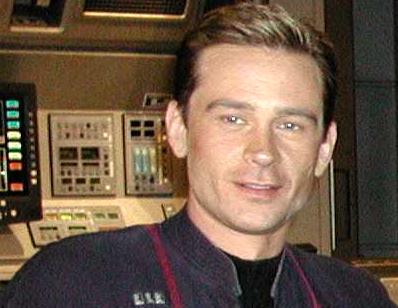
Connor Trinneer als Commander Charles Tucker

- 19. März: Connor Trinneer, US-amerikanischer Schauspieler
- 20. März: Simon Busuttil, maltesischer Politiker
- 20. März: Dan Steele, US-amerikanischer Leichtathlet, Bobfahrer, Leichtathletiktrainer
- 20. März: Darrin Steele, US-amerikanischer Zehnkämpfer, Bobfahrer, Sportmanager und -funktionär
- 21. März: Ali Daei, iranischer Fußballspieler
- 21. März: Michael Weiner, deutscher Fußballschiedsrichter
- 23. März: Franz Stocher, österreichischer Bahn-Radrennfahrer
- 24. März: Lisa Arrindell Anderson, US-amerikanische Schauspielerin
- 24. März: Stephan Eberharter, österreichischer Skirennläufer
- 24. März: Ilir Meta, albanischer Politiker
- 24. März: Airton Barroso Oliveira, brasilianisch-belgischer Fußballspieler
- 24. März: Gregor Steinbrenner, deutscher Fernsehmoderator
- 25. März: Cathy Dennis, Sängerin, Songwriterin und Produzentin
- 26. März: Mahsun Kırmızıgül, türkischer Sänger
- 27. März: Gianluigi Lentini, italienischer Fußballspieler
- 28. März: Rodney Austin Atkins, US-amerikanischer Countrysänger
- 28. März: Brett Ratner, US-amerikanischer Regisseur
- 28. März: Ingrid Stöckl, österreichische Skirennläuferin
- 28. März: Ilke Wyludda, deutsche Leichtathletin († 2024)
- 29. März: Kim Batten, US-amerikanische Leichtathletin
- 29. März: Patrick Schöpf, Schweizer Eishockeytorwart
- 30. März: Mark Astley, kanadisch-schweizerischer Eishockeyspieler
- 30. März: Troy Bayliss, australischer Motorradrennfahrer
- 30. März: Thomas Großbölting, deutscher Historiker († 2025)
- 31. März: Frédéric Chassot, Schweizer Fußballspieler
- 31. März: Attik Kargar, deutscher Schauspieler, Cartoonist und Autor († 2023)
- 31. März: Francesco Moriero, italienischer Fußballspieler und -trainer

### April
- 01. April: Jean-Michel Bayle, französischer Motorradrennfahrer
- 01. April: Urs Lehmann, Schweizer Skirennläufer
- 01. April: Manfred Weber-Wien, österreichischer Maler und Zeichner
- 02. April: Mariella Ahrens, deutsche Schauspielerin
- 02. April: José Miguel Sánchez, kubanischer Schriftsteller
- 03. April: Ben Mendelsohn, australischer Schauspieler und Musiker
- 04. April: Piotr Anderszewski, polnischer Pianist
- 04. April: Erich Altenkopf, österreichischer Schauspieler
- 04. April: Ihar Obuchou, sowjetisch-belarussischer Skilangläufer
- 05. April: Tomislav Piplica, bosnisch-herzegowinischer Fußballtorhüter
- 05. April: Stefan Romberg, deutscher Politiker
- 06. April: Peter Boehringer, deutscher Informatiker, Kaufmann und Politiker
- 06. April: Philipp Peter, österreichischer Automobilrennfahrer
- 06. April: Paul Rudd, US-amerikanischer Schauspieler
- 07. April: Marc Acardipane, deutscher Musikproduzent und DJ
- 07. April: Jon Chol-ho, nordkoreanischer Gewichtheber
- 08. April: Kelvin Atkinson, US-amerikanischer Politiker
- 08. April: Arabella Kiesbauer, deutsche Fernsehmoderatorin
- 08. April: Lyane Leigh, deutsche Popsängerin
- 08. April: Dulce Pontes, portugiesische Sängerin
- 08. April: Silke Braun-Schwager, deutsch-schweizerische Skilangläuferin
- 09. April: Linda Kisabaka, deutsche Leichtathletin
- 10. April: Jochen Lettmann, deutscher Kanute
- 10. April: Georg Nüßlein, deutscher Politiker
- 10. April: Fikret Ören, türkischer Skilangläufer
- 11. April: Timo Aaltonen, finnischer Kugelstoßer
- 11. April: Carsten Arriens, deutscher Tennisspieler
- 11. April: Michael von Grünigen, Schweizer Skirennläufer
- 11. April: Oriol Junqueras, katalanischer Historiker, Publizist und Politiker
- 11. April: Caren Miosga, deutsche Journalistin und Moderatorin
- 11. April: Chalee Tennison, US-amerikanische Countrysängerin
- 11. April: Steffen Uslar, deutscher Radrennfahrer
- 12. April: Lucas Radebe, südafrikanischer Fußballspieler
- 13. April: Lars Jessen, deutscher Regisseur und Drehbuchautor
- 14. April: Jan Alston, kanadisch-schweizerischer Eishockeyspieler, -trainer und -funktionär
- 14. April: David J. Archibald, kanadischer Eishockeyspieler und -trainer
- 14. April: Markus Moser, österreichischer Skibobfahrer
- 15. April: Craig Andrew Foster, australischer Fußballspieler
- 15. April: Jimmy Waite, kanadischer Eishockeyspieler
- 16. April: Thomas Scott Asbridge, englischer Professor
- 16. April: Germán Burgos, argentinischer Fußballspieler
- 16. April: Olivia Del Rio, brasilianische Pornodarstellerin
- 16. April: Marcus Jehner, deutscher Eishockeyspieler
- 17. April: Kim Fisher, deutsche Sängerin und Fernsehmoderatorin Kim Fisher

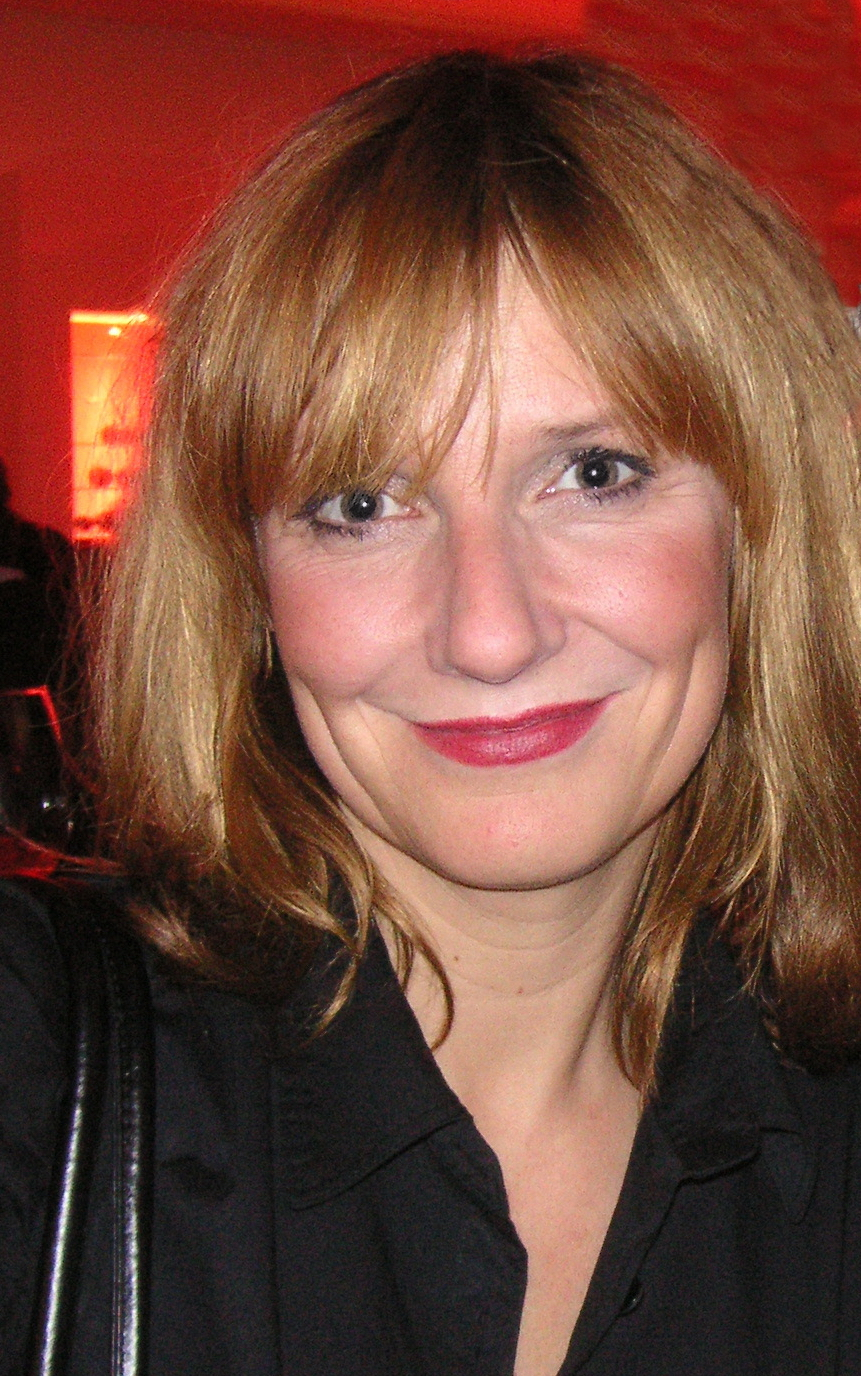
Kim Fisher

- 17. April: Wadym Kulabuchow, ukrainischer Eishockeyspieler
- 17. April: Oliver Piper, deutscher Schauspieler
- 18. April: Thorsten Ehrig, deutscher Handballspieler
- 18. April: Anja Greb, deutsche Taekwondo-Kämpferin sowie Inlinehockey- und Eishockeyspielerin
- 18. April: Bettina Stucky, Schweizer Schauspielerin
- 19. April: Zsuzsa Polgár, ungarisch-US-amerikanische Schachspielerin
- 19. April: Stefanie Schuster, österreichische Skirennläuferin
- 20. April: Felix Baumgartner, österreichischer Base-Jumper und Extremsportler († 2025)
- 20. April: Marietta Slomka, deutsche Journalistin
- 21. April: Holger Daemgen, deutscher Schauspieler
- 21. April: Kirstie Marshall, australische Freestyle-Skierin
- 21. April: Claus Schromm, deutscher Fußballtrainer
- 21. April: Toby Stephens, britischer Schauspieler
- 22. April: Ina Rudolph, deutsche Schauspielerin und Autorin
- 23. April: Kai Lentrodt, deutscher Schauspieler
- 24. April: Melinda Clarke, US-amerikanische Schauspielerin
- 24. April: Jan Stankiewicz, schwedischer Handballspieler
- 25. April: Martin Koolhoven, niederländischer Regisseur, Drehbuchautor und Schauspieler
- 25. April: Gina Torres, US-amerikanische Schauspielerin
- 25. April: Renée Zellweger, US-amerikanische Schauspielerin Renée Zellweger

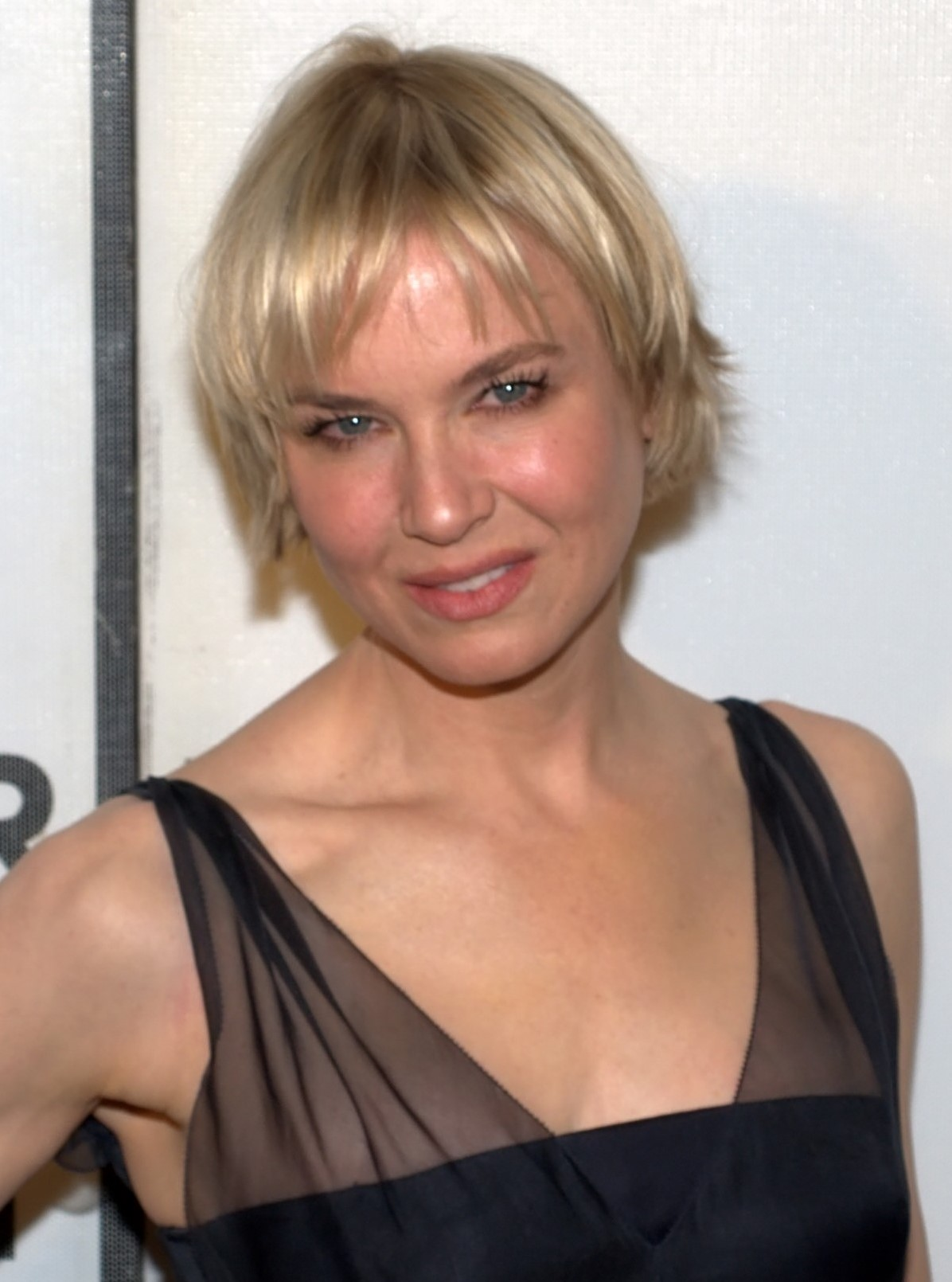
Renée Zellweger

- 28. April: Athanasios Athanasiadis, österreichischer Journalist
- 28. April: Carl Rosenblad, schwedischer Automobilrennfahrer
- 29. April: Paul Adelstein, US-amerikanischer Schauspieler
- 29. April: Bettina Gundermann, deutsche Schriftstellerin
- 29. April: Markus Stangl, deutscher Schachgroßmeister († 2020)
- 29. April: Kazutoshi Nagahama, japanischer Skilangläufer
- 30. April: Stephanie Forrester, ehemalige britische Duathletin
- 30. April: Hubert Haupt, deutscher Automobilrennfahrer
- 30. April: Ine Wigernæs, norwegische Skilangläuferin

### Mai

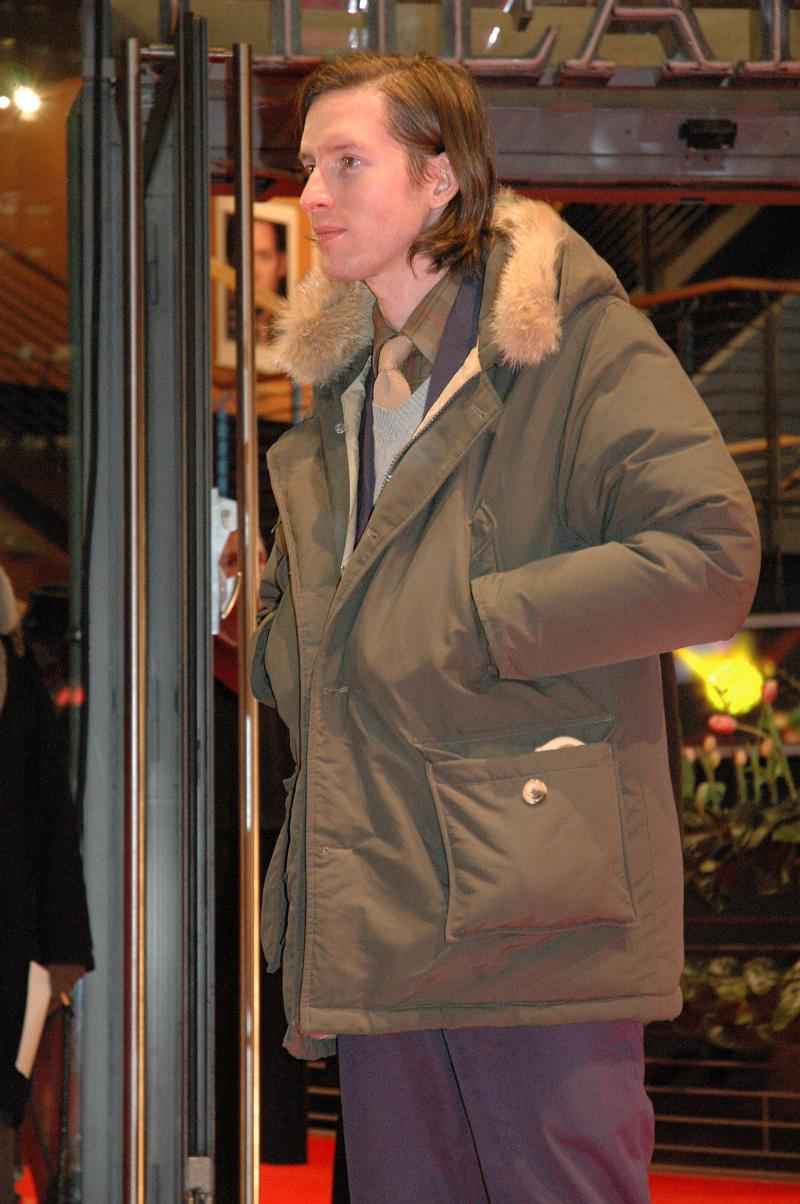
Wes Anderson

- 01. Mai: Wes Anderson, US-amerikanischer Filmregisseur
- 02. Mai: Juha Alm, finnischer Skilangläufer
- 06. Mai: Manu Larcenet, französischer Comiczeichner und -autor
- 07. Mai: Marie Bäumer, deutsche Schauspielerin
- 08. Mai: Tarō Akebono, japanischer Sumōringer († 2024)
- 09. Mai: Jelena Andrejewa, russische Leichtathletin
- 09. Mai: Marek Erhardt, deutscher Schauspieler
- 09. Mai: Hugo Maradona, argentinischer Fußballspieler und -trainer († 2021)
- 10. Mai: Dennis Bergkamp, niederländischer Fußballspieler
- 10. Mai: Hilary Lindh, US-amerikanische Skirennläuferin
- 10. Mai: Shary Reeves, deutsche Schauspielerin und Moderatorin
- 10. Mai: Olena Hajassowa, ukrainische Skilangläuferin
- 11. Mai: Yasutaka Hinoi, japanischer Automobilrennfahrer
- 11. Mai: Tanja Petry, deutsche Filmeditorin
- 12. Mai: Walter Ablinger, österreichischer Behindertensportler
- 12. Mai: Lucy Steele, kanadische Skilangläuferin
- 13. Mai: Buckethead, US-amerikanischer Musiker
- 13. Mai: Miles Griffith, amerikanischer Jazzsänger († 2025)
- 13. Mai: Oliver Schmidt-Gutzat, deutscher Politiker (SPD)
- 14. Mai: Irinel Anghel, rumänische Komponistin

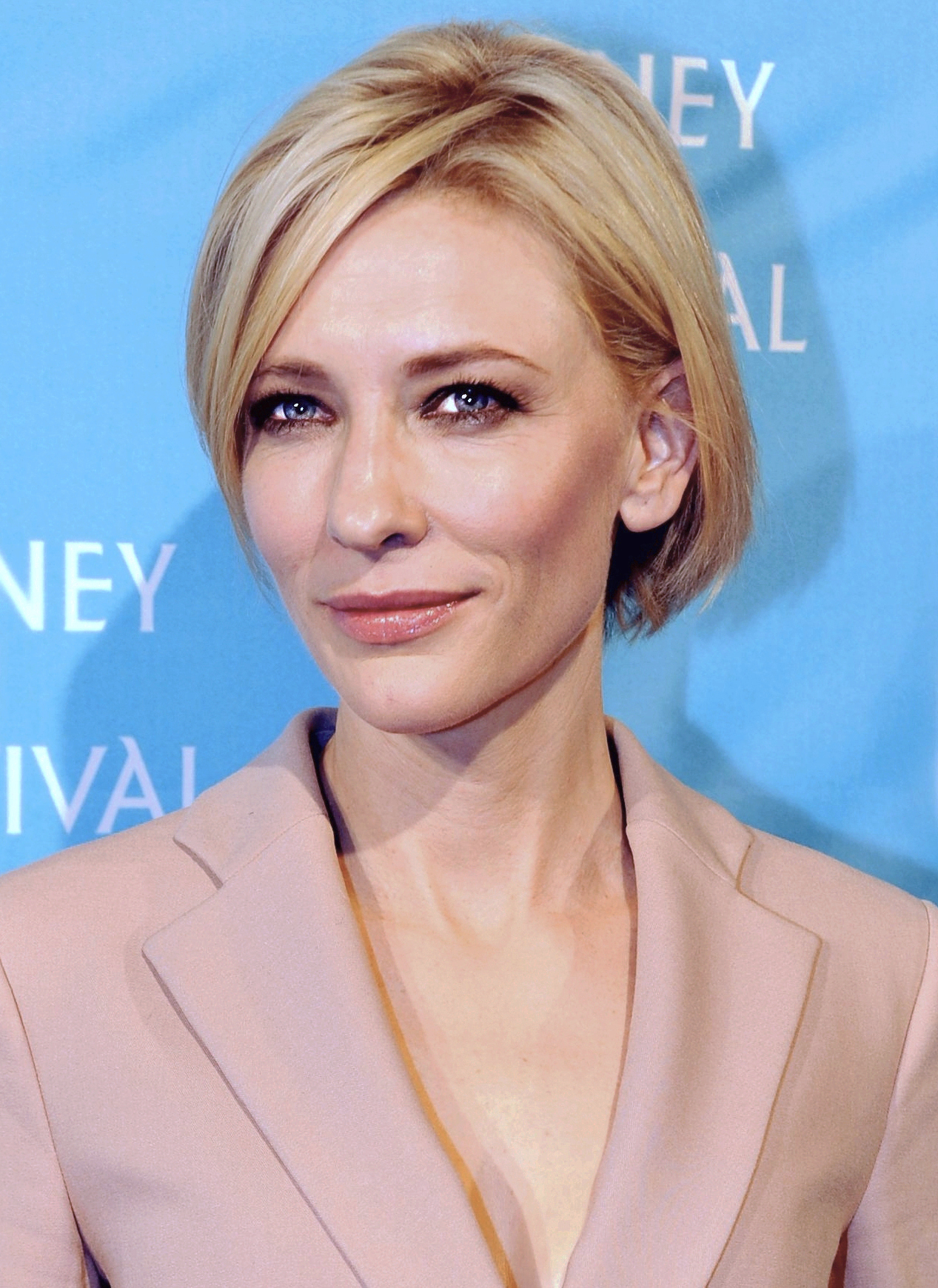
Cate Blanchett

- 14. Mai: Cate Blanchett, australische Filmschauspielerin
- 14. Mai: Stephen DeCesare, US-amerikanischer Komponist und Sänger
- 14. Mai: Stéphan Grégoire, französischer Automobilrennfahrer und Unternehmer
- 14. Mai: Sabine Schmitz, deutsche Automobilrennfahrerin († 2021)
- 15. Mai: Michael Gudo, deutscher Biologe und Philosoph
- 15. Mai: Jesper Nielsen, dänischer Unternehmer
- 15. Mai: Emmitt Smith, US-amerikanischer American-Football-Spieler
- 16. Mai: Matthias Asche, deutscher Historiker
- 16. Mai: David Boreanaz, US-amerikanischer Schauspieler
- 16. Mai: Ursula Buschhorn, deutsche Schauspielerin
- 16. Mai: Marco Kurz, deutscher Fußballspieler und -trainer
- 16. Mai: Steve Lewis, US-amerikanischer Leichtathlet
- 17. Mai: José Antonio Chamot, argentinischer Fußballspieler
- 18. Mai: Sybille Gruner, deutsche Handballspielerin
- 18. Mai: Thekla Krause, deutsche Fußballspielerin
- 18. Mai: Helena Noguerra, belgische Sängerin, Schauspielerin und Schriftstellerin
- 19. Mai: Thomas Vinterberg, dänischer Regisseur
- 20. Mai: Simon Dolan, britischer Unternehmer und Automobilrennfahrer
- 20. Mai: Laurent Dufaux, Schweizer Radrennfahrer
- 20. Mai: Alberto Mancini, argentinischer Tennisspieler
- 20. Mai: Mike Jacoby, US-amerikanischer Snowboarder
- 20. Mai: Peter Göransson, schwedischer Skilangläufer
- 21. Mai: Heorhij Gongadse, ukrainischer Journalist († 2000)
- 21. Mai: George LeMieux, US-amerikanischer Politiker
- 21. Mai: Federico Villagra, argentinischer Rallyefahrer
- 22. Mai: Cathy McMorris Rodgers, US-amerikanische Politikerin

Jörg Roßkopf

- 22. Mai: Jörg Roßkopf, deutscher Tischtennisspieler
- 23. Mai: Laurent Aïello, französischer Automobilrennfahrer
- 23. Mai: Natasha Arthy, dänische Regisseurin, Produzentin und Drehbuchautorin
- 23. Mai: Cathy Féchoz, französische Freestyle-Skierin
- 24. Mai: Karin Bachmann, Schweizer Schriftstellerin
- 24. Mai: Paolo Coloni, italienischer Automobilrennfahrer und Motorsportmanager
- 24. Mai: Garett Maggart, US-amerikanischer Schauspieler
- 25. Mai: Mariano Aguerre, argentinischer Polospieler
- 25. Mai: Anne Heche, US-amerikanische Schauspielerin († 2022)
- 25. Mai: Hiroshi Koizumi, japanischer Autorennfahrer
- 27. Mai: Anthony Evans, australischer Skilangläufer
- 28. Mai: Werner Amon, österreichischer Politiker
- 28. Mai: Eric Fish, deutscher Musiker und Sänger von Subway to Sally
- 29. Mai: Mark Krys, kanadischer Eishockeyspieler
- 29. Mai: Patrick Weaver, US-amerikanischer Skilangläufer
- 30. Mai: Bernd Flessner, deutscher Windsurfer
- 31. Mai: Mindi Abair, US-amerikanische Saxophonistin
- 31. Mai: Stefanie Dehnen, deutsche Chemikerin
- 31. Mai: Niklas Jonsson, schwedischer Skilangläufer

### Juni
- 01. Juni: André Bastian, deutscher Theaterregisseur, Dramaturg, Übersetzer und Autor
- 01. Juni: Miranda Graf, 1. Weltmeisterin in Minigolf
- 01. Juni: Damon Minchella, britischer Musiker
- 01. Juni: Taylor St. Claire, US-amerikanische Pornodarstellerin
- 02. Juni: Kurt Abbott, US-amerikanischer Baseballspieler
- 02. Juni: Alexander Leipold, deutscher Ringer
- 02. Juni: Túlio Humberto Pereira da Costa, brasilianischer Fußballspieler
- 03. Juni: Naomi Hoshikawa, japanische Skilangläuferin
- 04. Juni: Zeresenay Alemseged, äthiopischer Paläoanthropologe
- 04. Juni: Iwona Mironiuk, polnische Pianistin
- 04. Juni: Horatio Sanz, US-amerikanischer Schauspieler und Comedian
- 06. Juni: Len Barrie, kanadischer Eishockeyspieler
- 06. Juni: Fernando Redondo, argentinischer Fußballspieler
- 06. Juni: Taivo Kuus, estnischer Skilangläufer
- 07. Juni: Álex Aguinaga, ecuadorianischer Fußballspieler
- 07. Juni: Alina Astafei, deutsche Leichtathletin
- 07. Juni: Siegbert Droese, deutscher Politiker
- 07. Juni: Joachim, Prinz von Dänemark
- 08. Juni: George Adam, schottischer Politiker
- 08. Juni: Jörg Hartmann, deutscher Schauspieler
- 08. Juni: David Sutcliffe, kanadischer Schauspieler
- 08. Juni: Dariusz Wosz, deutscher Fußballspieler und -trainer
- 08. Juni: Marc Gilbertson, US-amerikanischer Skilangläufer
- 10. Juni: Andreas Maria Schwaiger, deutscher Schauspieler und Volkswirt
- 11. Juni: Peter Dinklage, US-amerikanischer Schauspieler
- 11. Juni: Matthias Maucksch, deutscher Fußballspieler und -trainer
- 11. Juni: Shūichi Sekiya, japanischer Biathlet

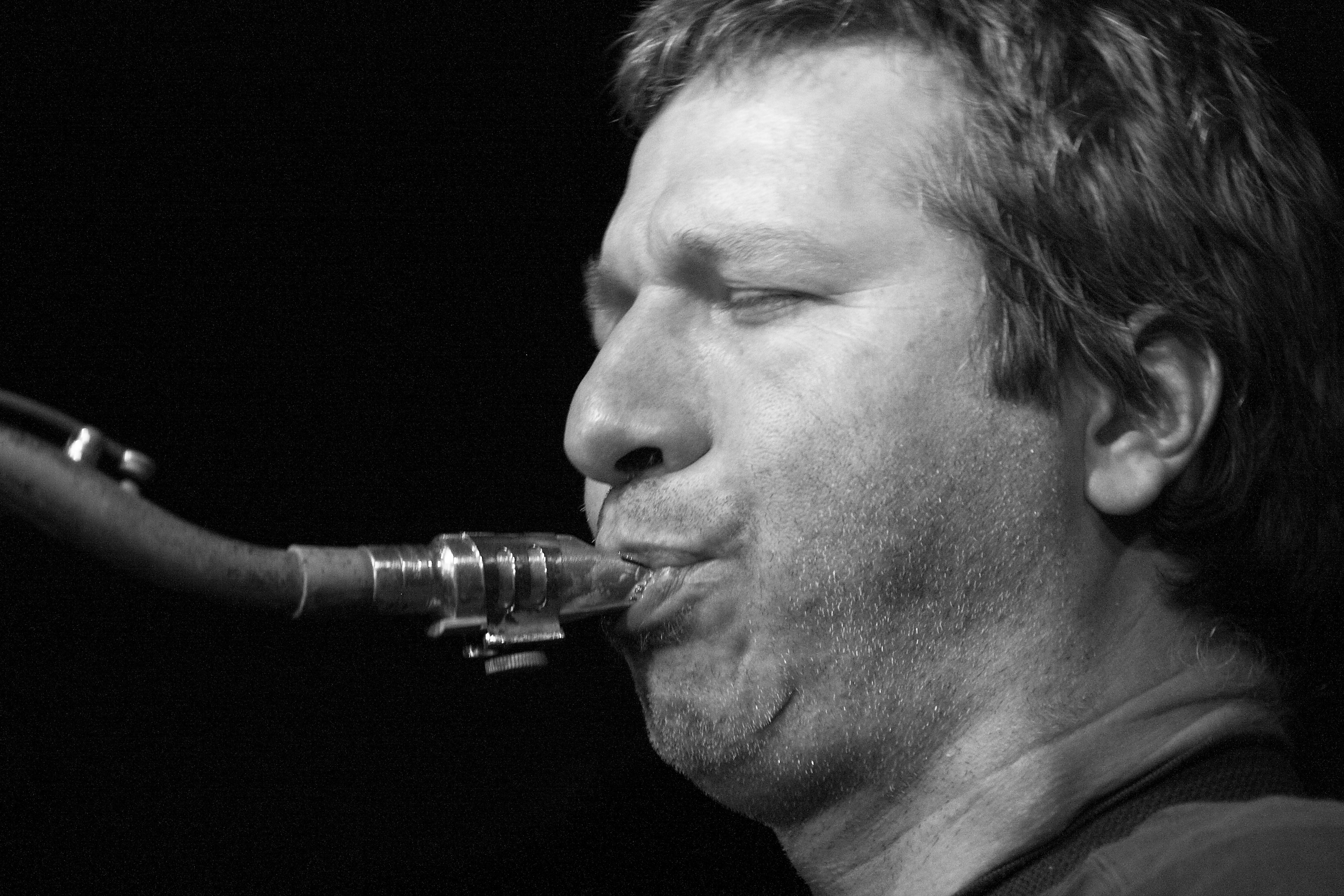
Assif Tsahar.

- 11. Juni: Assif Tsahar, israelischer Jazzmusiker
- 12. Juni: Heinz-Christian Strache, österreichischer Politiker
- 13. Juni: Virginie Despentes, französische Schriftstellerin, Regisseurin und Feministin
- 13. Juni: Swetlana Wladimirowna Kriweljowa, russische Leichtathletin

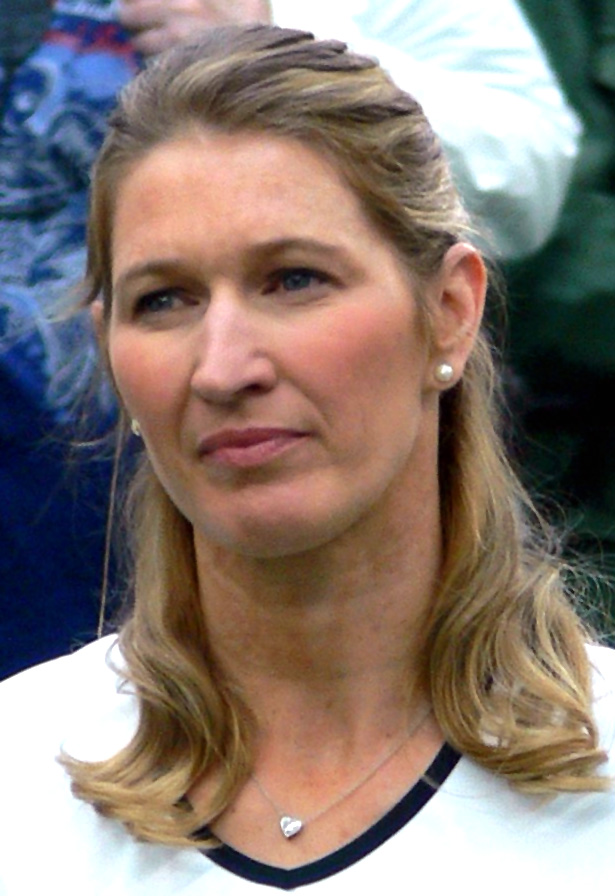
Steffi Graf.

- 14. Juni: Steffi Graf, deutsche Tennisspielerin
- 14. Juni: MC Ren, US-amerikanischer Rapper
- 14. Juni: Jackson Richardson, französischer Handballspieler
- 15. Juni: Hatice Akyün, deutsche Journalistin und Schriftstellerin
- 15. Juni: Ice Cube, US-amerikanischer Rap-Musiker und Filmschauspieler

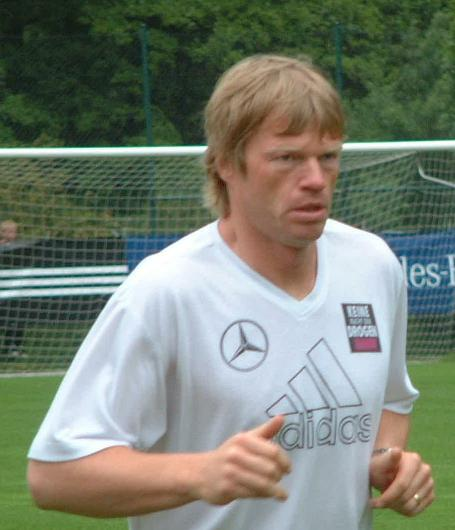
Oliver Kahn.

- 15. Juni: Oliver Kahn, deutscher Fußballspieler
- 15. Juni: Uwe Scheuch, österreichischer Politiker
- 16. Juni: Fabrizio Puglisi, italienischer Jazzbassist
- 16. Juni: Luís Tinoco, portugiesischer Komponist und Musikpädagoge
- 16. Juni: Anette Fanqvist, schwedische Skilangläuferin
- 17. Juni: Astrid Kohrs, deutsche Schauspielerin
- 17. Juni: Peter Rist, deutscher Musiker und Politiker
- 17. Juni: Ulrike Schielke-Ziesing, deutsche Politikerin
- 17. Juni: Paul Tergat, kenianischer Leichtathlet
- 17. Juni: Ilja Wladimirowitsch Zymbalar, ukrainisch-russischer Fußballspieler und -trainer († 2013)
- 18. Juni: Dirk Brand, deutscher Schlagzeuger und Musikpädagoge
- 19. Juni: Tobias Barnerssoi, deutscher Skirennläufer

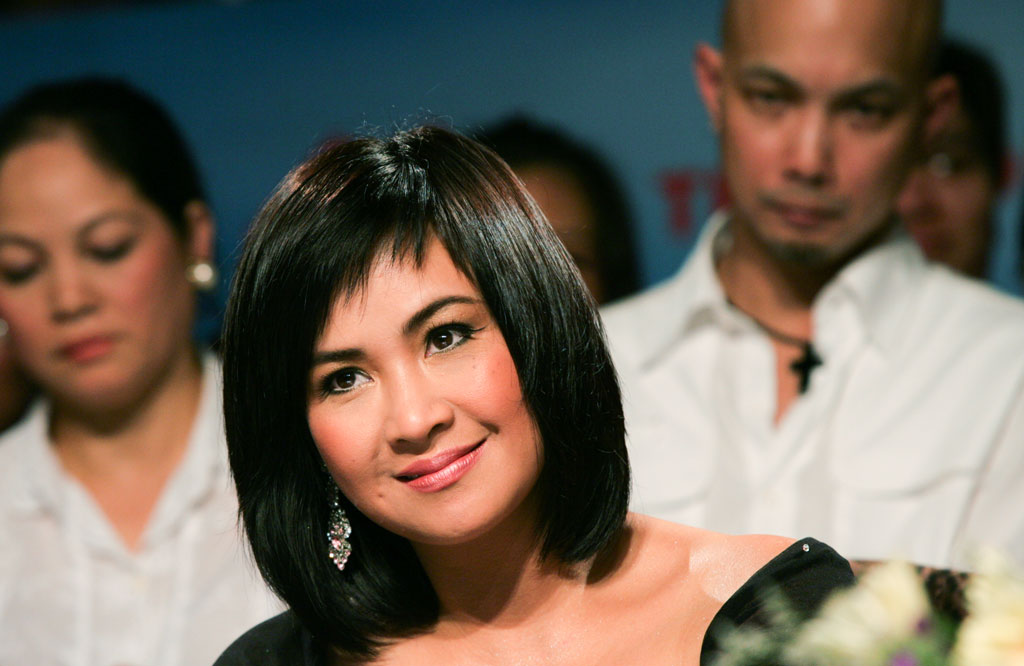
Thanh Lam.

- 19. Juni: Thanh Lam, vietnamesische Sängerin
- 20. Juni: Erkan Aki, Schweizer Tenor
- 20. Juni: Giovanni Lombardi, italienischer Radrennfahrer
- 20. Juni: Alexander Schallenberg, österreichischer Politiker (ÖVP), Bundeskanzler
- 20. Juni: MaliVai Washington, US-amerikanischer Tennisspieler
- 21. Juni: Lloyd Avery II, US-amerikanischer Schauspieler († 2005)
- 21. Juni: Harun Isa, albanischer Fußballspieler
- 21. Juni: Sebastian Maack, deutscher Ingenieur und Politiker
- 21. Juni: Gabriella Paruzzi, italienische Skilangläuferin
- 23. Juni: Achinoam Nini, israelische Sängerin
- 23. Juni: Fernanda Ribeiro, portugiesische Leichtathletin
- 24. Juni: Randy Jones, US-amerikanischer Bobfahrer
- 24. Juni: Michael Vergers, niederländischer Automobilrennfahrer
- 26. Juni: Nurschan Äschimbetow, kasachischer Politiker
- 26. Juni: Juan Jesús Gutiérrez, spanischer Skilangläufer
- 27. Juni: Patrick Hünerfeld, deutscher Arzt und Journalist, Autor und Regisseur
- 28. Juni: Angeline Ball, irische Schauspielerin
- 28. Juni: Tichina Arnold, US-amerikanische Filmschauspielerin
- 28. Juni: Stéphane Chapuisat, Schweizer Fußballspieler
- 28. Juni: Phil Masinga, südafrikanischer Fußballspieler († 2019)
- 28. Juni: Ayelet Zurer, israelische Schauspielerin
- 30. Juni: Stéphane Azambre, französischer Skilangläufer und Biathlet
- 30. Juni: Volker Mudrow, deutscher Handballtrainer
- 30. Juni: Uta Rohländer, deutsche Leichtathletin
- 30. Juni: Christian Zaum, deutscher Politiker

### Juli
- 01. Juli: Sven Liesegang, deutscher Handballspieler und Handballtrainer
- 01. Juli: Mabel Mosquera, kolumbianische Gewichtheberin

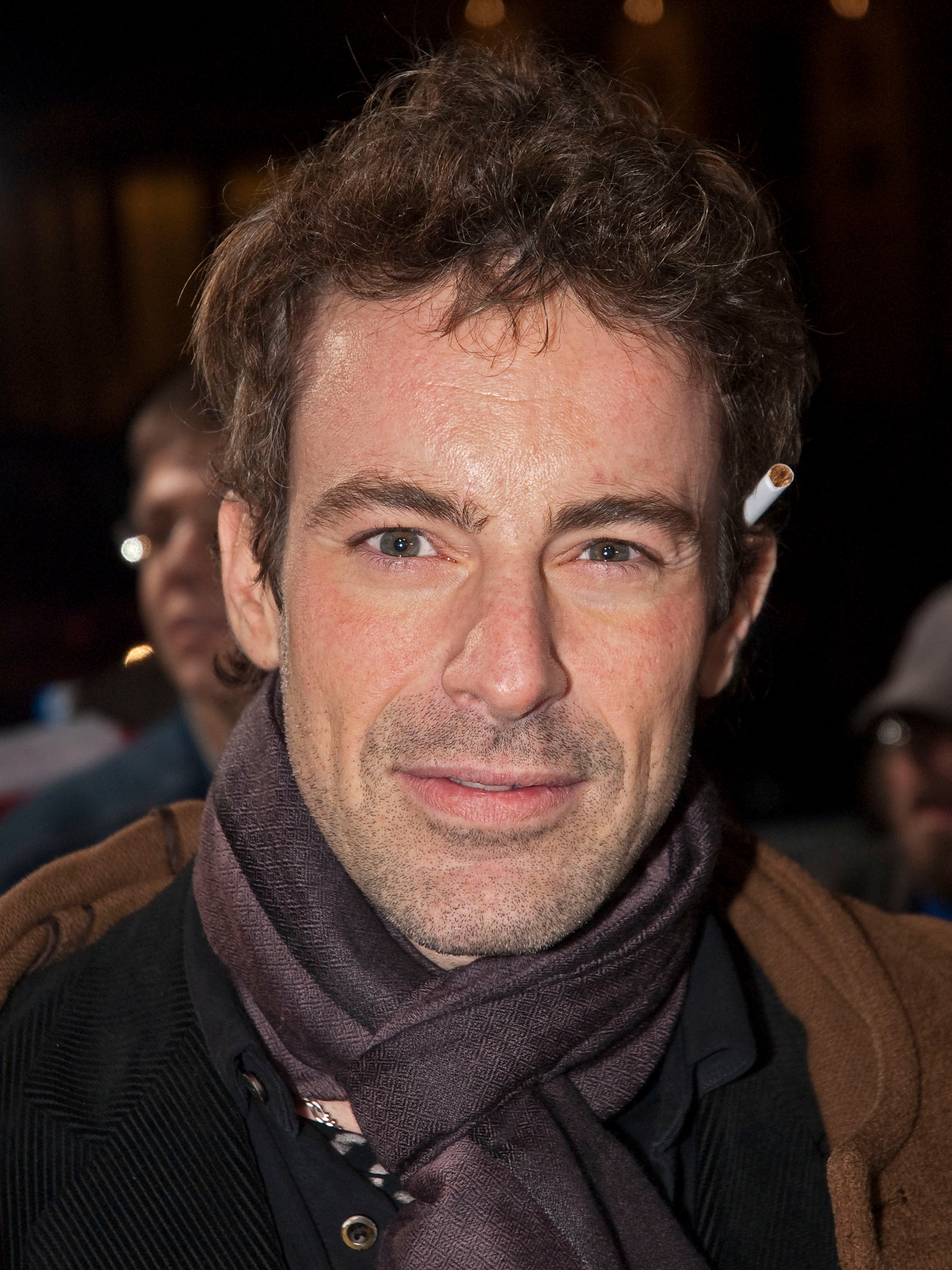
Gedeon Burkhard

- 03. Juli: Gedeon Burkhard, deutscher Schauspieler
- 03. Juli: Garrett Hines, US-amerikanischer Bobfahrer
- 03. Juli: Alain Whyte, englischer Gitarrist
- 03. Juli: Stephan Zünd, Schweizer Skispringer
- 05. Juli: Ansgar Brinkmann, deutscher Fußballspieler
- 05. Juli: Robert Diggs, US-amerikanischer Rap-Musiker
- 05. Juli: Glenn Magnusson, schwedischer Radrennfahrer
- 06. Juli: Liz Baffoe, deutsche Schauspielerin
- 06. Juli: Monchy Capricho, dominikanischer Sänger
- 06. Juli: Frank Meyer, deutscher Fernsehmoderator und Journalist
- 06. Juli: Manu Théron, französischer Sänger
- 07. Juli: Thomas Fetsch, deutscher Politiker
- 07. Juli: Johan Furhoff, schwedischer Schachspieler
- 07. Juli: Clemens Haipl, österreichischer Autor, Zeichner, Kabarettist und Musikproduzent
- 07. Juli: Sylke Otto, deutsche Rodlerin
- 07. Juli: Joe Sakic, kanadischer Eishockeyspieler
- 07. Juli: Hans Sigl, österreichischer Schauspieler
- 07. Juli: Cree Summer, US-amerikanische Synchronsprecherin, Schauspielerin und Sängerin
- 08. Juli: Lisa Arce, US-amerikanische Beachvolleyballspielerin
- 08. Juli: François-Xavier Houlet, französischer Handballspieler
- 08. Juli: Joana Schümer, deutsche Schauspielerin
- 09. Juli: Munkhbayar Dorjsuren, deutsch-mongolische Sportschützin
- 09. Juli: Carlos Leal, Schweizer Schauspieler und Rapper
- 10. Juli: Dirk Adorf, deutscher Automobilrennfahrer
- 10. Juli: Juliane Banse, deutsche Violinistin und Sopranistin
- 10. Juli: Jonas Kaufmann, deutscher Opernsänger, Tenor
- 10. Juli: Charlotte Richter-Peill, deutsche Schriftstellerin
- 11. Juli: Jyri Tapani Aalto, finnischer Badmintonspieler
- 11. Juli: John Kiffmeyer, US-amerikanischer Musiker
- 12. Juli: Jesse Pintado, US-amerikanischer E-Gitarrist († 2006)
- 12. Juli: Marcin Wierzbicki, polnischer Komponist und Musikpädagoge
- 13. Juli: Gesine Dreyer, deutsche Harfenistin
- 14. Juli: Thomas Ambrosius, dänischer Fußballspieler
- 16. Juli: Karina Arroyave, US-amerikanische Schauspielerin
- 16. Juli: Mike Crocenzi, san-marinesischer Bobfahrer
- 16. Juli: Bjørn Dunkerbeck, deutscher Windsurfer

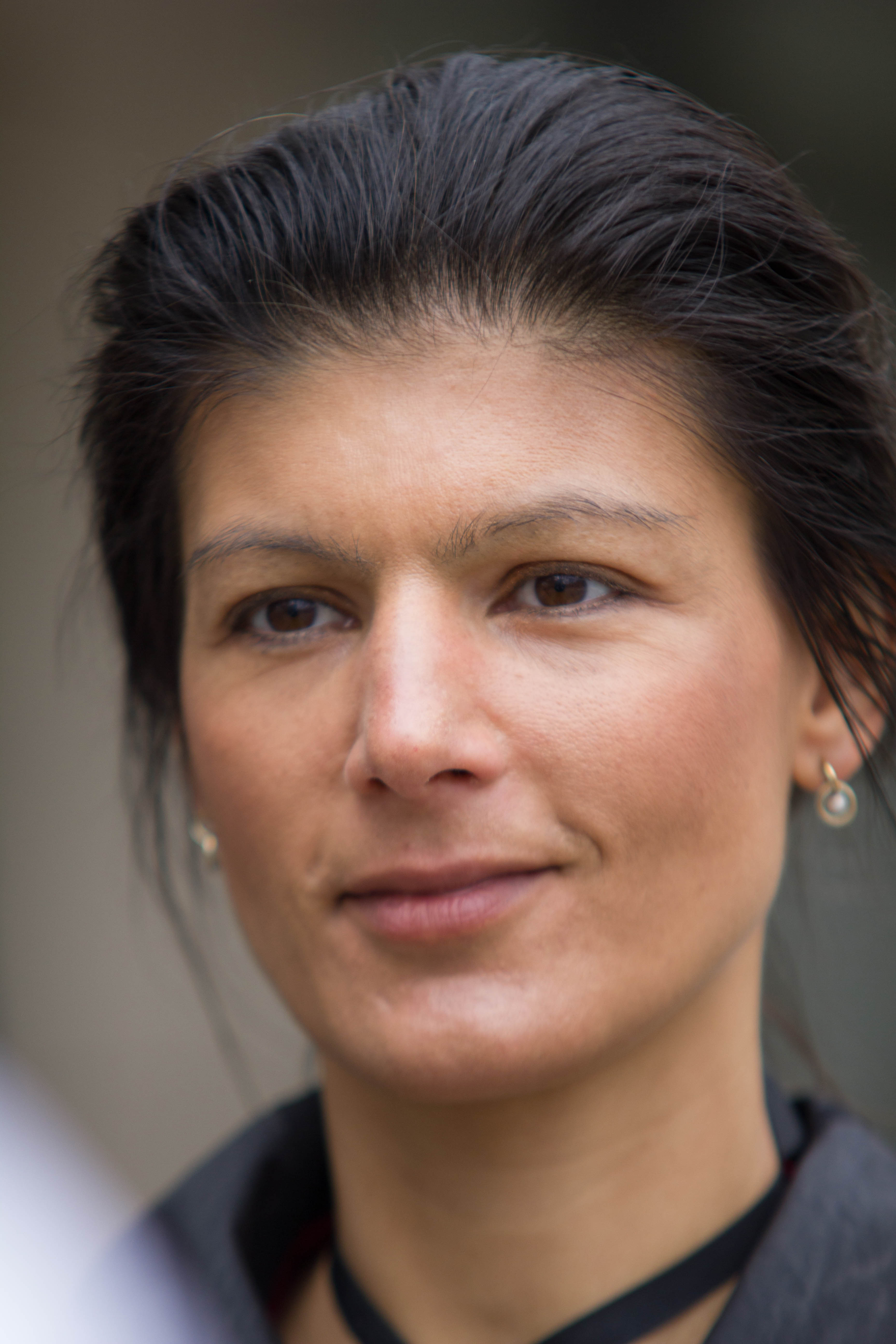
Sahra Wagenknecht

- 16. Juli: Sahra Wagenknecht, deutsche Politikerin, Autorin
- 17. Juli: Jean-Bernard Bouvet, französischer Automobilrennfahrer
- 17. Juli: Jaan Kirsipuu, estnischer Radrennfahrer
- 17. Juli: Ulrich Sigmar Schubert, deutscher Wissenschaftler
- 18. Juli: Johann Höfinger, österreichischer Politiker
- 18. Juli: Hege Riise, norwegische Fußballspielerin
- 18. Juli: Lazaros Voreadis, griechischer Schiedsrichter
- 19. Juli: Sabine Bau, deutsche Florett-Fechterin
- 19. Juli: Anders Lindström, schwedischer Organist und Pianist
- 20. Juli: Daniel S. Aegerter, Schweizer Financier und Chairman
- 20. Juli: Josh Holloway, US-amerikanischer Schauspieler
- 21. Juli: Klaus Graf, deutscher Automobilrennfahrer

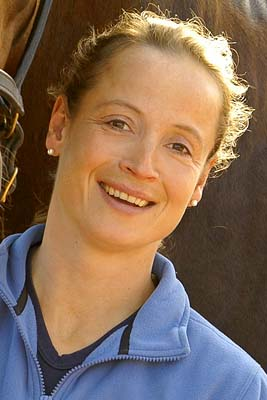
Isabell Werth

- 21. Juli: Isabell Werth, deutsche Dressurreiterin
- 21. Juli: Volker Wertich, Erfinder und Entwickler von Computerspielen
- 22. Juli: Jason Becker, US-amerikanischer Gitarrist
- 22. Juli: Henrik Gunde Pedersen, dänischer Jazzpianist
- 22. Juli: Ronny Weller, deutscher Gewichtheber
- 23. Juli: Kai Abruszat, deutscher Politiker
- 23. Juli: Clark Adams, US-amerikanischer Freidenker und Atheist († 2007)
- 23. Juli: Marco Bode, deutscher Fußballspieler
- 23. Juli: Tanja Gönner, deutsche Politikerin
- 23. Juli: Armelle Lesniak, französische Schauspielerin
- 23. Juli: Kai Meyer, deutscher Schriftsteller, Journalist, Drehbuchautor

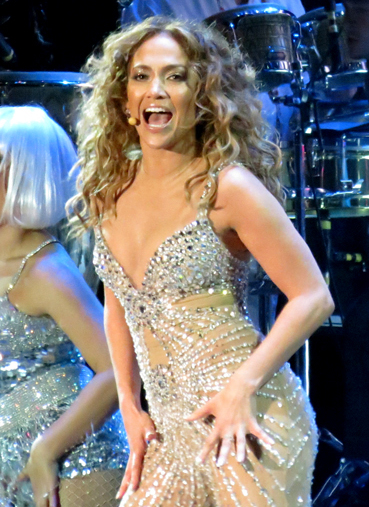
Jennifer Lopez

- 24. Juli: Jennifer Lopez, US-amerikanische Rhythm-and-Blues-Sängerin und Schauspielerin
- 25. Juli: Alexander Falk, deutscher Unternehmer und Verlagserbe
- 25. Juli: Mike Hezemans, niederländischer Automobilrennfahrer
- 25. Juli: Artur Partyka, polnischer Leichtathlet
- 26. Juli: Courtney Rumbolt, britischer Bobfahrer und Leichtathlet
- 27. Juli: Pavel Hapal, tschechischer Fußballspieler
- 27. Juli: Paul Levesque, US-amerikanischer Wrestler (Triple H)
- 28. Juli: Alexis Arquette, US-amerikanische Sängerin und Schauspielerin († 2016)
- 28. Juli: Nilze Carvalho, brasilianische Mandolinistin, Cavaquinhospielerin, Sängerin und Komponistin
- 28. Juli: Alexander Schubert, deutscher Historiker und Kulturmanager
- 28. Juli: Sandra Schwittau, deutsche Schauspielerin, Synchronsprecherin und Autorin
- 28. Juli: Filiz Zeyno, deutsch-türkische Sängerin
- 29. Juli: Joel Fan, US-amerikanischer Pianist
- 30. Juli: Simon Baker, australischer Schauspieler
- 30. Juli: Martin Reichardt, deutscher Politiker

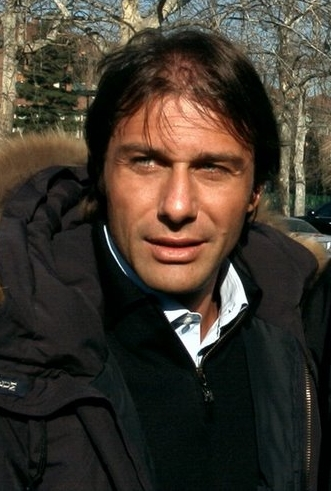
Antonio Conte

- 31. Juli: Antonio Conte, italienischer Fußballspieler und -trainer

### August
- 01. August: Matthias Bleyer, österreichischer Fußballspieler
- 01. August: Tomasz Łapiński, polnischer Fußballspieler
- 01. August: Ibrahim Okyay, türkischer Automobilrennfahrer
- 01. August: Torsten Raspe, deutscher Fußballspieler
- 01. August: Naoki Yasuzaki, japanischer Skispringer
- 01. August: Rodin Younessi, US-amerikanischer Automobilrennfahrer
- 01. August: Norbert Zeilberger, österreichischer Organist, Cembalist und Hammerklavierspieler († 2012)
- 02. August: Jan Axel Blomberg, norwegischer Schlagzeuger der Black-Metal-Band Mayhem
- 02. August: Fernando Couto, portugiesischer Fußballspieler
- 02. August: Erik Meijer, niederländischer Fußballspieler
- 02. August: Ioan Codruț Șereș, rumänischer Politiker und Vizepräsident
- 03. August: Ingo Oschmann, deutscher Comedian und Kleinkünstler
- 04. August: Max Cavalera, brasilianischer Rockmusiker
- 05. August: Bettina Lohmeyer, deutsche Schauspielerin
- 05. August: Aaron Schrein, US-amerikanischer Pädagoge und Schiedsrichter im American Football
- 06. August: Maximilian zu Bentheim-Tecklenburg, deutscher Unternehmer und Kunsthistoriker, 7. Fürst und Oberhaupt des Hauses Bentheim-Tecklenburg
- 06. August: Martin Haidinger, österreichischer Journalist und Schriftsteller
- 06. August: Sören Lausberg, deutscher Radrennfahrer
- 06. August: Alejandro Maclean, spanischer Kunstflugpilot und Filmproduzent († 2010)
- 06. August: Ole Puppe, deutscher Schauspieler
- 06. August: Elliott Smith, US-amerikanischer Songwriter und Musiker († 2003)
- 07. August: Todd Brunson, US-amerikanischer Pokerspieler
- 07. August: Domino Harvey, US-amerikanisches Fotomodell und Kopfgeldjägerin († 2005)
- 07. August: Günter Krings, deutscher Politiker und MdB
- 08. August: Stefan Krempl, deutscher Journalist
- 08. August: Faye Wong, chinesische Sängerin und Schauspielerin
- 09. August: Rolf von Uslar, deutscher Generalarzt
- 11. August: Dru Berrymore, deutsche Pornodarstellerin
- 11. August: Ashley Jensen, schottische Schauspielerin
- 11. August: Vanderlei de Lima, brasilianischer Marathonläufer
- 12. August: Tanita Tikaram, britische Sängerin
- 12. August: Andrzej Piotrowski, polnischer Skilangläufer
- 12. August: Paul Gray, australischer Skilangläufer
- 14. August: Maj Helen Sorkmo, norwegische Skilangläuferin

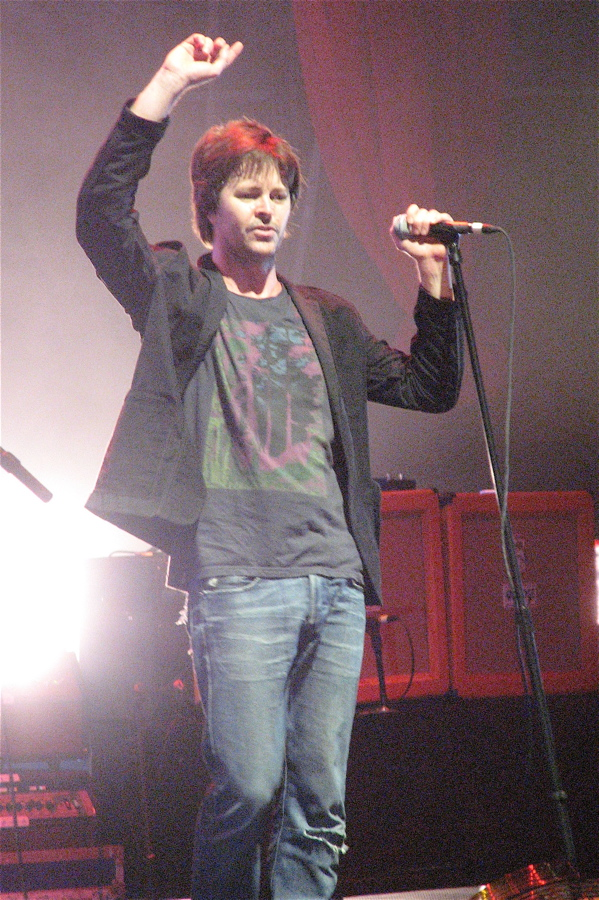
Bernard Fanning

- 15. August: Yoshiyuki Abe, japanischer Radrennfahrer
- 15. August: Bernard Fanning, australischer Sänger
- 15. August: Carlos Roa, argentinischer Fußballtorhüter
- 16. August: Joaquim Andrade, portugiesischer Radrennfahrer
- 16. August: Yvan Muller, französischer Automobilrennfahrer
- 17. August: Markus Gisdol, deutscher Fußballspieler und Trainer
- 17. August: Christian Laettner, US-amerikanischer Basketballspieler
- 17. August: Susanne Stichler, deutsche Fernsehmoderatorin
- 17. August: Massimo Strazzer, italienischer Radrennfahrer
- 17. August: Donnie Wahlberg, US-amerikanischer Sänger und Schauspieler
- 18. August: Everlast, US-amerikanischer Rapper
- 18. August: Edward Norton, US-amerikanischer Schauspieler und Regisseur
- 18. August: Christian Slater, US-amerikanischer Schauspieler
- 19. August: Olapade Adeniken, nigerianischer Sprinter
- 19. August: Nate Dogg, US-amerikanischer Sänger und Musiker († 2011)
- 19. August: Matthew Perry, US-amerikanischer Schauspieler († 2023)
- 19. August: Clay Walker, Country-Sänger
- 19. August: Arne Kluge, deutscher Biathlet und Skilangläufer
- 19. August: Adina Țuțulan-Șotropa, rumänische Biathletin und Skilangläuferin

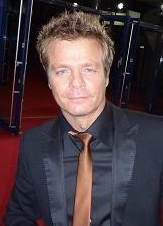
Oliver Geissen

- 21. August: Sharon Brauner, deutsche Schauspielerin und Musikerin
- 21. August: Oliver Geissen, deutscher Fernsehmoderator
- 22. August: Jale Arıkan, deutsch-türkische Schauspielerin
- 23. August: Alessandro Gini, italienischer Automobilrennfahrer
- 23. August: Sandra Marks, deutsche Juristin
- 25. August: Enrico Poitschke, deutscher Radrennfahrer
- 26. August: Nicole Arendt, US-amerikanische Tennisspielerin
- 26. August: Jorge Sanz, spanischer Schauspieler
- 26. August: Sarah Sorge, deutsche Politikerin
- 27. August: Christof Straub, österreichischer Musiker und Komponist
- 28. August: Christoph Ahlhaus, deutscher Politiker
- 28. August: Jack Black, US-amerikanischer Schauspieler
- 28. August: Philipp Brammer, deutscher Schauspieler und Synchronsprecher († 2014)
- 29. August: Michael Pinnella, US-amerikanischer Keyboarder
- 29. August: Stephani Victor, US-amerikanisch-schweizerische Monoskibobfahrerin
- 30. August: Vladimir Jugović, serbischer Fußballspieler
- 30. August: Michael Steiner, Schweizer Filmregisseur
- 31. August: Andreas Arnstedt, deutscher Schauspieler, Drehbuchautor, Produzent und Regisseur
- 31. August: Justo Ruiz González, andorranischer Fußballspieler
- 31. August: Jeff Russo, US-amerikanischer Komponist, Gitarrist und Musikproduzent

### September
- 01. September: Enric Masip, spanischer Handballspieler und -funktionär
- 02. September: Robert Habeck, deutscher Politiker und Schriftsteller Robert Habeck

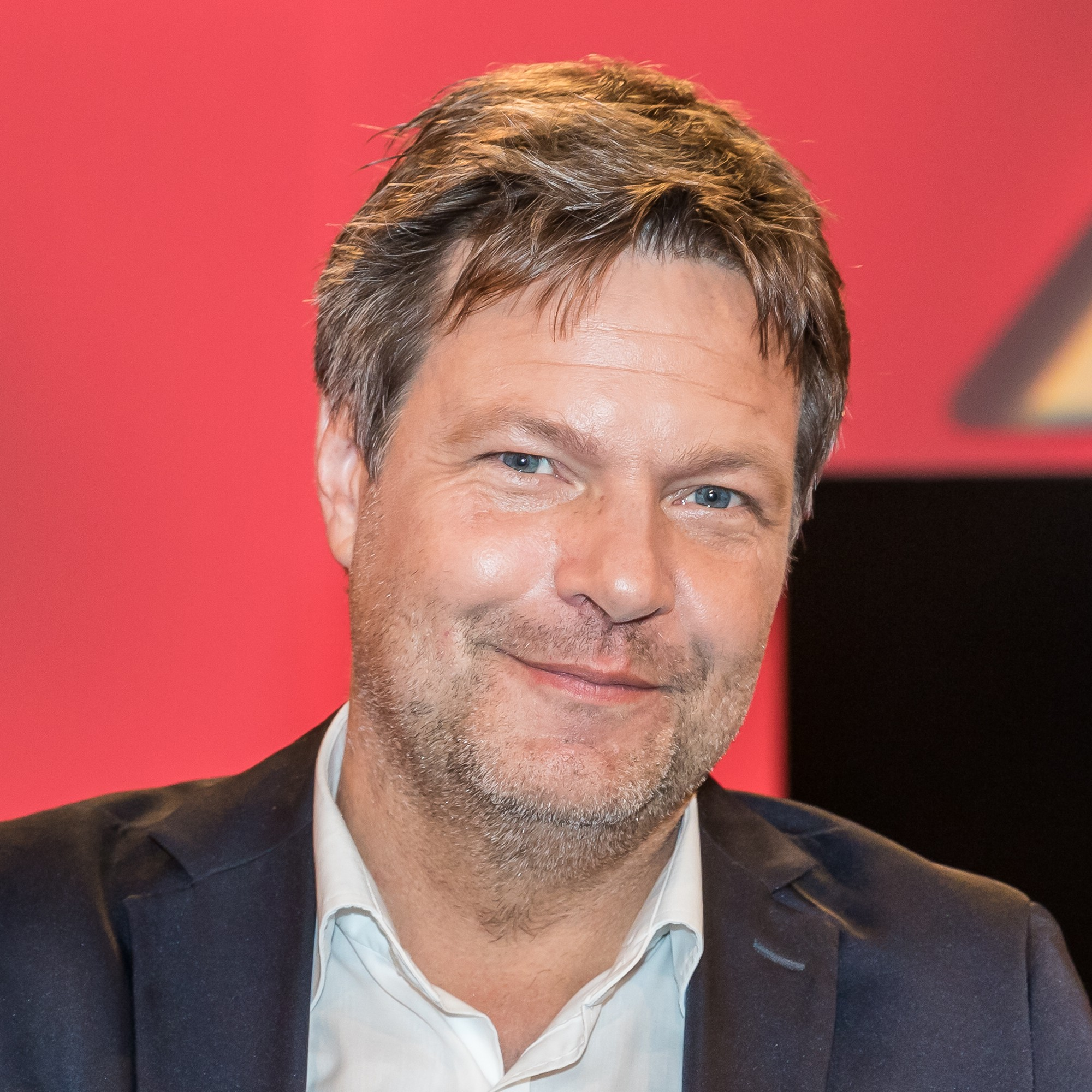
Robert Habeck

- 02. September: Dorothee Oberlinger, deutsche Blockflötistin
- 03. September: Jörg Müller, deutscher Automobilrennfahrer
- 04. September: Louis Aliot, französischer Politiker
- 04. September: Alex Hicks, kanadischer Eishockeyspieler
- 04. September: Kristen Wilson, US-amerikanische Schauspielerin
- 05. September: Sebastian Edathy, deutscher Politiker
- 05. September: Dweezil Zappa, US-amerikanischer Heavy-Metal-Gitarrist Dweezil Zappa

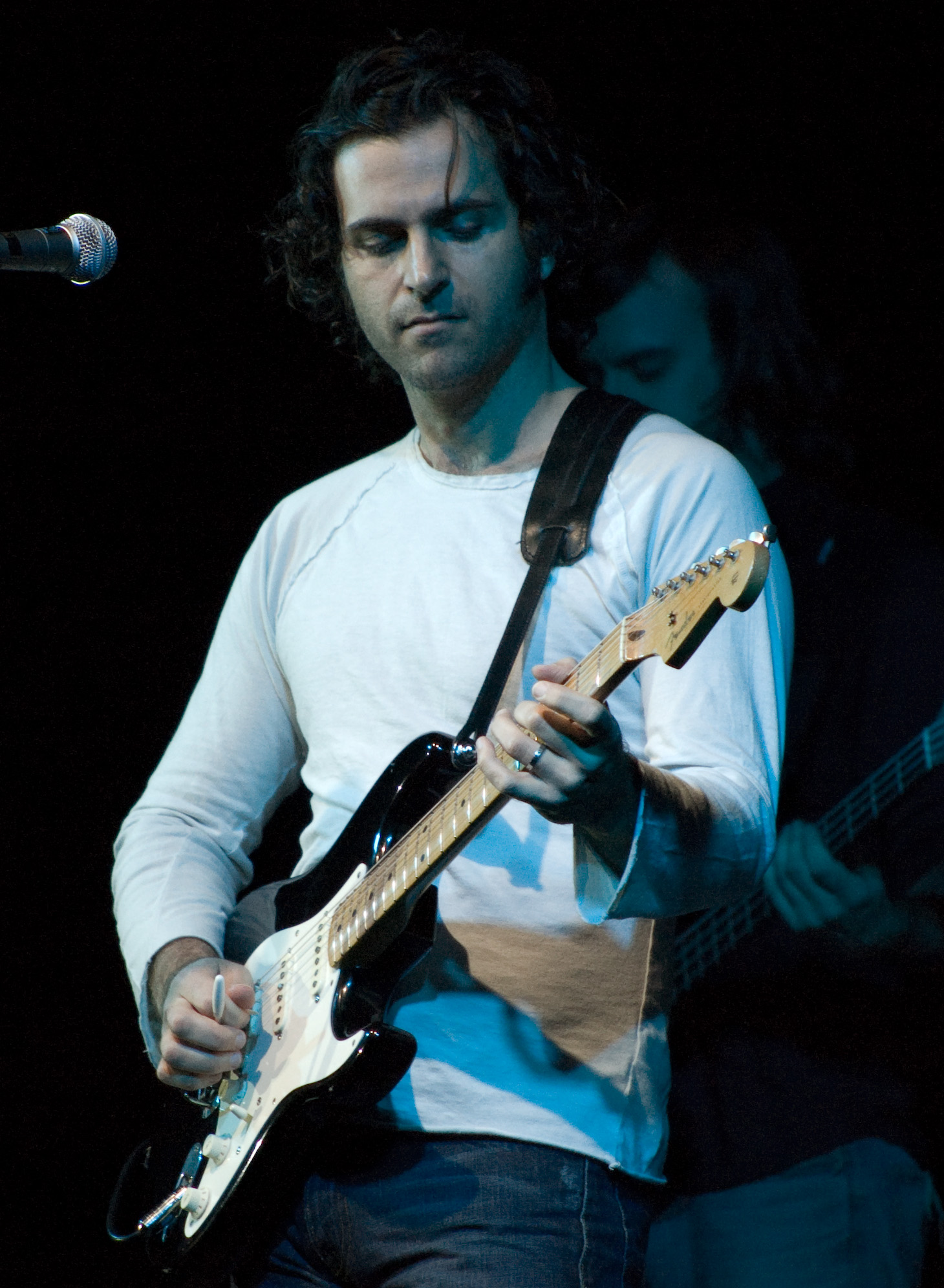
Dweezil Zappa

- 06. September: Ce Ce Peniston, US-amerikanische Sängerin
- 07. September: Angie Everhart, US-amerikanische Schauspielerin
- 07. September: Roseli de Belo, brasilianische Fußballspielerin
- 08. September: Eusebio Di Francesco, italienischer Fußballspieler und -trainer
- 08. September: Holger Klein, deutscher Radiomoderator
- 08. September: Peter Scharff, deutscher Koch
- 10. September: Mathilde ter Heijne, niederländische Künstlerin
- 10. September: Oliver Rössel, deutscher Gleitschirmflieger
- 10. September: David Trueba, spanischer Schriftsteller, Journalist, Schauspieler und Regisseur
- 11. September: Toni-L, deutscher Musiker und Rapper
- 12. September: Mika Myllylä, finnischer Skilangläufer († 2011)
- 13. September: Daniel Fonseca, uruguayischer Fußballspieler
- 13. September: Matthias X. Oberg, deutscher Regisseur
- 13. September: Shane Warne, australischer Cricketspieler († 2022)
- 13. September: Sandra Farmand, deutsche Snowboarderin
- 14. September: Francesco Antonioli, italienischer Fußballtorhüter
- 14. September: Bong Joon-ho, südkoreanischer Regisseur und Drehbuchautor
- 14. September: Grigory Serper, US-amerikanischer Schachspieler
- 15. September: Rewas Arweladse, georgischer Fußballspieler
- 16. September: Justine Elinor Frischmann, britisch-amerikanische Musikerin
- 16. September: Reiner Kirsten, deutscher Volksmusiksänger
- 17. September: Ken Doherty, irischer Snooker-Spieler
- 17. September: Bismarck Barreto Faria, brasilianischer Fußballspieler
- 17. September: Keith Flint, britischer Sänger († 2019)
- 17. September: Matthew Settle, US-amerikanischer Schauspieler
- 18. September: Juha Ahokas, finnischer Ringer
- 18. September: Nezha Bidouane, marokkanische Leichtathletin
- 18. September: Al Pilcher, kanadischer Skilangläufer
- 19. September: Jóhann Jóhannsson, isländischer Komponist († 2018)
- 19. September: Candy Dulfer, niederländische Saxophonistin und Jazz-Musikerin
- 19. September: Jan „Fege“ Fegter, deutscher Handballspieler
- 20. September: Keiko Atori, japanische Manga-Zeichnerin und Illustratorin († 2004)
- 20. September: Victoria Dillard, US-amerikanische Schauspielerin
- 20. September: Peter Felser, deutscher Politiker
- 20. September: Emiliano Gonzáles, andorranischer Fußballspieler
- 20. September: Karri Hietamäki, finnischer Skilangläufer
- 21. September: Billy Boyo, jamaikanischer Kinderstar-DJ der frühen Reggae-Dancehalls († 2000)
- 21. September: Ivan Shvedoff, russischer Schauspieler und Theaterregisseur
- 22. September: Junko Asari, japanische Marathonläuferin
- 22. September: Pawel Kolobkow, russischer Degenfechter
- 22. September: Jelena Schalina, russische Skilangläuferin und Biathletin
- 23. September: Toni Anzenberger, österreichischer Radsportler, Reisejournalist und Fotograf
- 23. September: Donald Audette, kanadischer Eishockeyspieler
- 23. September: Tapio Laukkanen, finnischer Rallyefahrer
- 23. September: Michael Rich, deutscher Radrennfahrer
- 23. September: Silvia Seidel, deutsche Schauspielerin († 2012)
- 24. September: Hussain Ghulum Abbas, Fußballspieler der Vereinigten Arabischen Emirate
- 24. September: Miyoko Asahina, japanische Langstreckenläuferin
- 24. September: Shawn Crahan, US-amerikanischer Rockmusiker Shawn Crahan

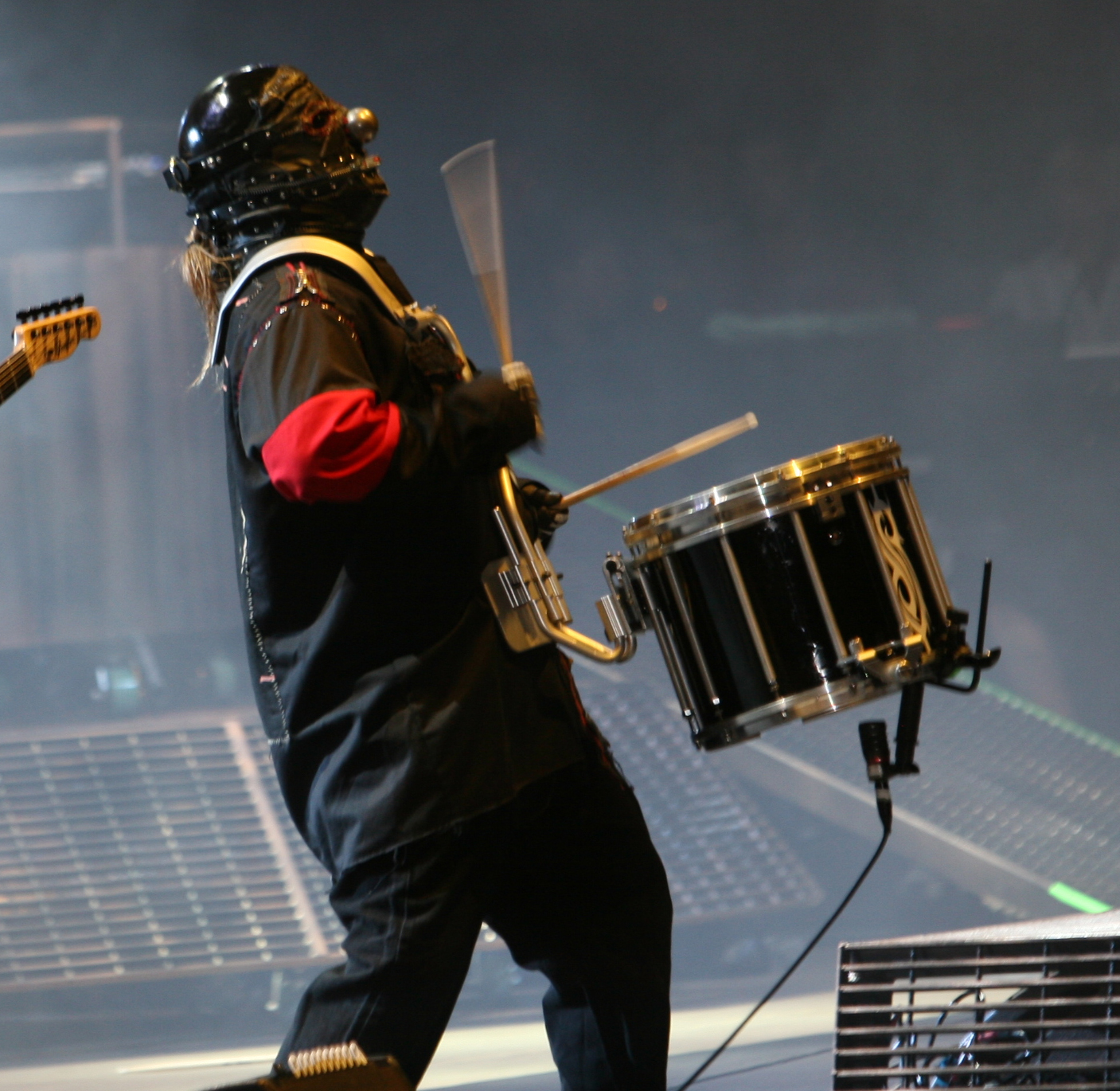
Shawn Crahan

- 24. September: Amparo Sánchez, spanische Sängerin
- 24. September: Goya Toledo, spanische Schauspielerin
- 25. September: Adalberto Madero, mexikanischer Jurist und Politiker
- 25. September: Robert Schupp, deutscher Schauspieler
- 25. September: Hal Sparks, US-amerikanischer Schauspieler, Komiker und Sänger
- 25. September: Catherine Zeta-Jones, britische Schauspielerin Catherine Zeta-Jones

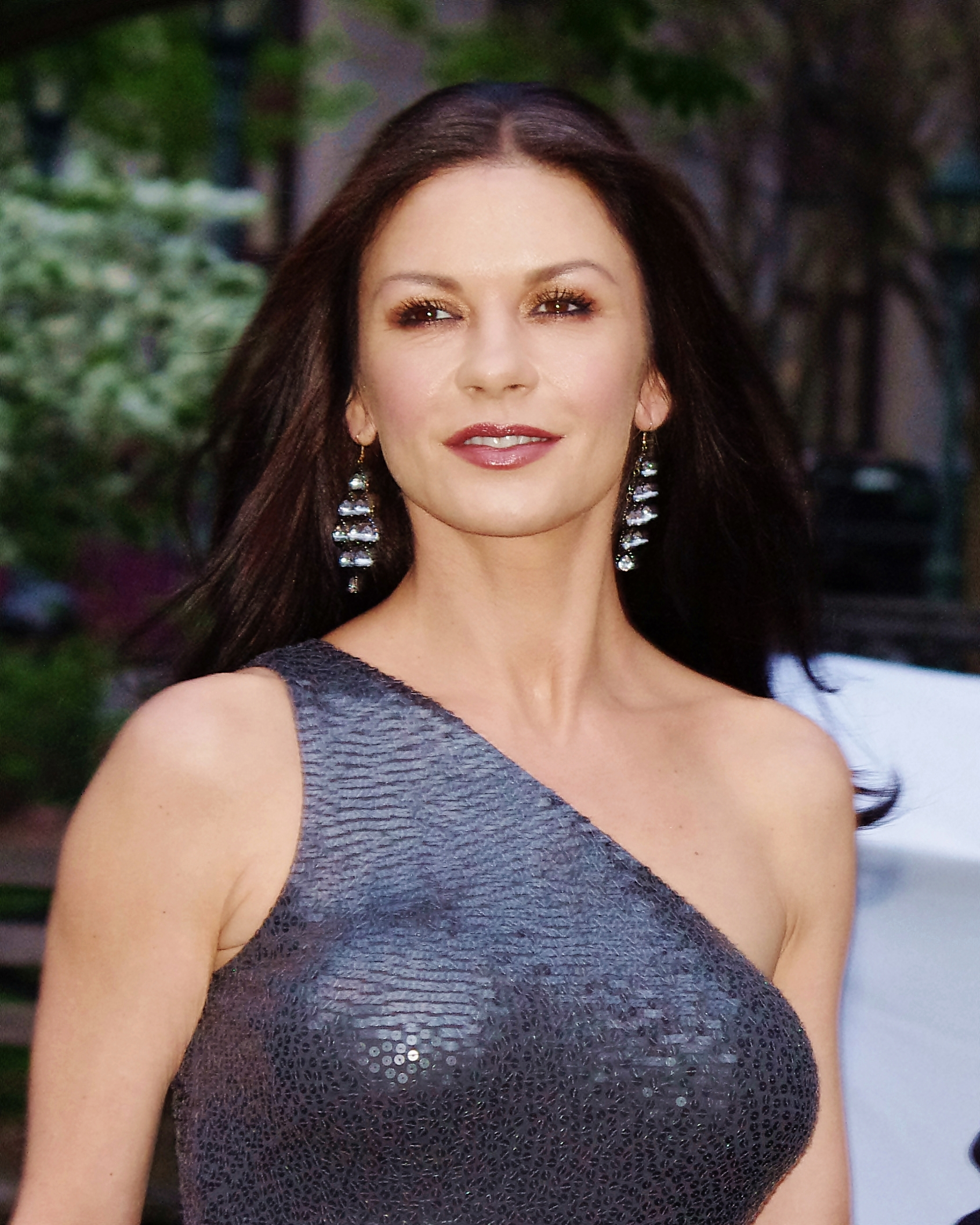
Catherine Zeta-Jones

- 26. September: Peter Asplund, schwedischer Trompeter, Bandleader und Komponist
- 26. September: Aurelio Martínez, honduranischer Musiker und Politiker († 2025)
- 26. September: Philippe Sanchez, französischer Skilangläufer
- 27. September: Claudia Mandrysch, deutsche Fußballspielerin
- 27. September: Tanja Kinkel, deutsche Schriftstellerin
- 27. September: Vesa Hietalahti, finnischer Biathlet
- 27. September: Laura Wilson, US-amerikanische Skilangläuferin
- 28. September: Ines Arland, deutsche Journalistin und Moderatorin
- 29. September: Jon Auer, US-amerikanischer Musiker
- 29. September: Nico Brina, Schweizer Boogie Woogie-, Blues- und Rock-’n’-Roll-Pianist und Sänger
- 29. September: Erika Eleniak, US-amerikanische Schauspielerin und Playmate
- 29. September: Jürgen Oelschläger, deutscher Motorradrennfahrer († 2004)
- 29. September: Ivica Vastić, österreichischer Fußballspieler
- 30. September: Andres Anvelt, estnischer Politiker
- 30. September: Amy Landecker, US-amerikanische Schauspielerin

### Oktober
- 01. Oktober: Johannes Berg, deutscher Jurist
- 01. Oktober: Heather Hunter, US-amerikanische Pornodarstellerin, Tänzerin und Sängerin
- 01. Oktober: Jimmy Panetta, US-amerikanischer Politiker
- 01. Oktober: Simone Stelzer, österreichische Sängerin und Schauspielerin
- 01. Oktober: Marcus Stephen, nauruischer Gewichtheber und Abgeordneter des Parlaments Marcus Stephen

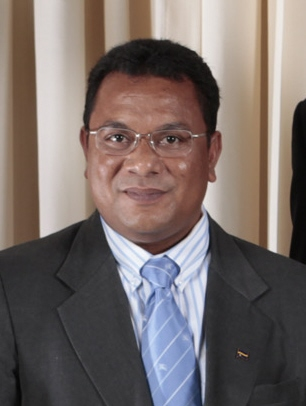
Marcus Stephen

- 02. Oktober: Mustafa Atici, Schweizer Politiker
- 02. Oktober: Badly Drawn Boy, britischer Musiker und Songwriter
- 02. Oktober: Peter Gerfen, deutscher Handballtrainer und Handballspieler
- 02. Oktober: Anne Gesthuysen, deutsche Journalistin und Moderatorin
- 03. Oktober: Martin Jiranek, deutsch-kanadischer Eishockeyspieler
- 03. Oktober: Massimiliano Papis, italienischer Automobilrennfahrer
- 03. Oktober: Gerhard Schebler, deutscher Schachspieler
- 03. Oktober: Gwen Stefani, US-amerikanische Sängerin
- 04. Oktober: Abraham Benrubi, US-amerikanischer Schauspieler
- 04. Oktober: Andrea Fischer Schulthess, Schweizer Schriftstellerin
- 04. Oktober: Mat Maneri, US-amerikanischer Jazzviolinist
- 05. Oktober: Sven Dietrich, deutscher Lokalpolitiker
- 06. Oktober: Byron Black, Tennisspieler aus Simbabwe
- 06. Oktober: Petra Hartung, deutsche Schauspielerin
- 06. Oktober: Ebele Okoye, nigerianische Malerin
- 06. Oktober: Peter Sippel, deutscher Fußballschiedsrichter
- 07. Oktober: Hartmut Abendschein, deutsch-schweizerischer Schriftsteller, Herausgeber und Verleger
- 08. Oktober: Julia Ann, US-amerikanische Tänzerin und Pornodarstellerin
- 08. Oktober: Dimitri Ashkenazy, isländischer Klarinettist
- 08. Oktober: Marcus Mittermeier, deutscher Schauspieler und Regisseur
- 08. Oktober: Hagen Rether, deutscher Kabarettist
- 08. Oktober: Karin Sonnenmoser, deutsche Managerin
- 09. Oktober: PJ Harvey, britische Sängerin und Songwriterin
- 10. Oktober: Nina von Arx, deutsche Schauspielerin
- 10. Oktober: Manu Bennett, neuseeländischer Schauspieler und Model
- 10. Oktober: Brett Favre, US-amerikanischer American-Football-Spieler
- 10. Oktober: Wendi McLendon-Covey, US-amerikanische Schauspielerin Wendi McLendon-Covey

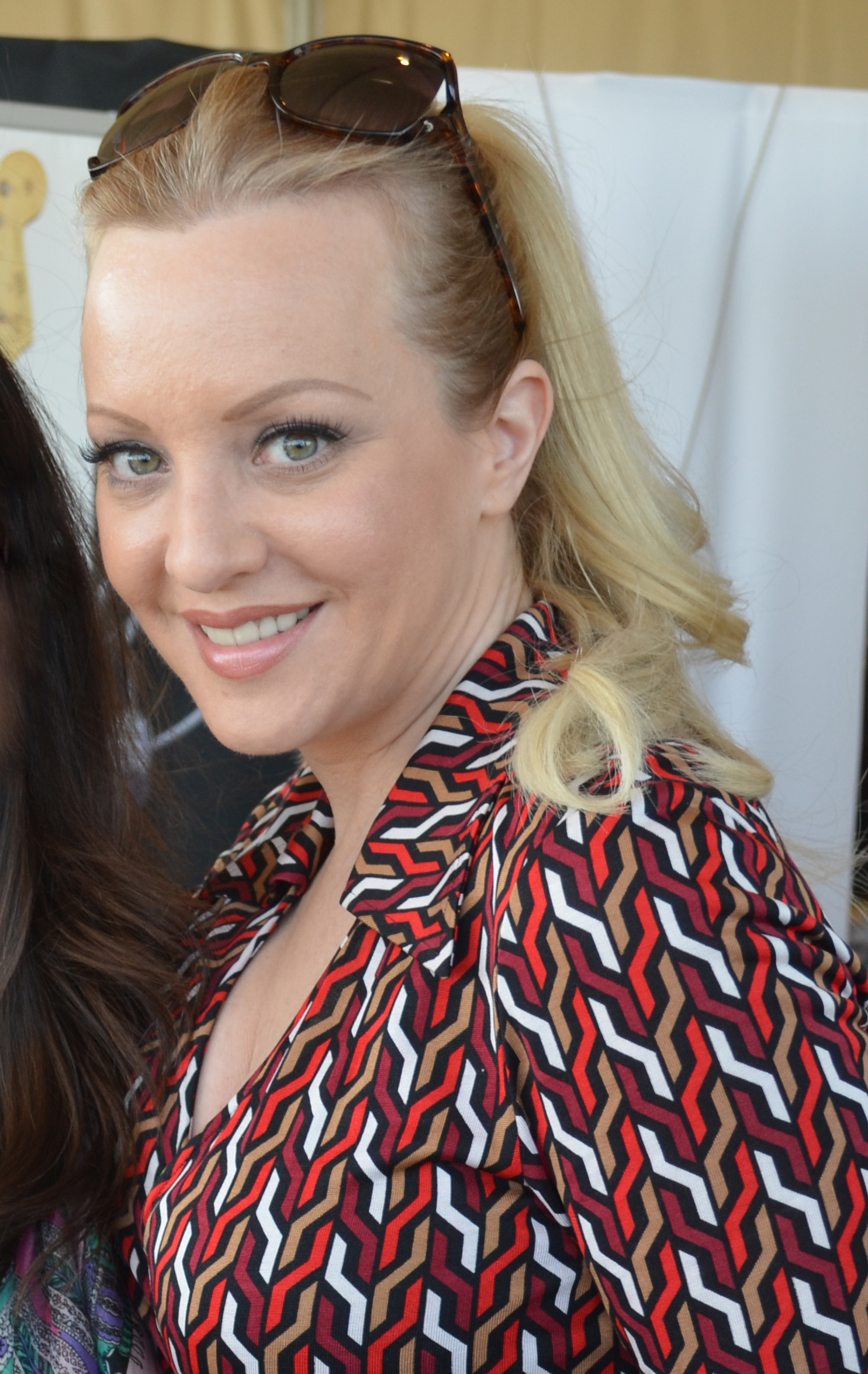
Wendi McLendon-Covey

- 10. Oktober: Robert Quiroga, US-amerikanischer Boxer († 2004)
- 11. Oktober: Andrea Pennacchi, italienischer Schauspieler
- 11. Oktober: Tetjana Tereschtschuk-Antipowa, ukrainische Leichtathletin
- 12. Oktober: Cary Mullen, kanadischer Skirennläufer
- 12. Oktober: Kenta Shimamura, japanischer Automobilrennfahrer
- 13. Oktober: Rhett Akins, US-amerikanischer Countrysänger und Songschreiber
- 13. Oktober: Tal Silberstein, israelischer Unternehmer und PR-Berater
- 13. Oktober: Elmo Kassin, sowjetisch-estnischer Skilangläufer
- 14. Oktober: Christophe Agou, französischer Fotograf († 2015)
- 14. Oktober: Karsten Baumann, deutscher Fußballspieler
- 14. Oktober: P. J. Brown, US-amerikanischer Basketballspieler
- 14. Oktober: David Strickland, US-amerikanischer Filmschauspieler († 1999)
- 15. Oktober: Vítor Baía, portugiesischer Fußballspieler
- 15. Oktober: Markus Freiherr von Rotberg, deutscher Fußballspieler
- 15. Oktober: Bettina Schoeller, deutsche Filmregisseurin
- 16. Oktober: Reinhold Daschner, deutscher Fußballspieler
- 17. Oktober: Ernie Els, südafrikanischer Golfer
- 17. Oktober: Wyclef Jean, haitianischer Musiker, Songwriter und Produzent Wyclef Jean

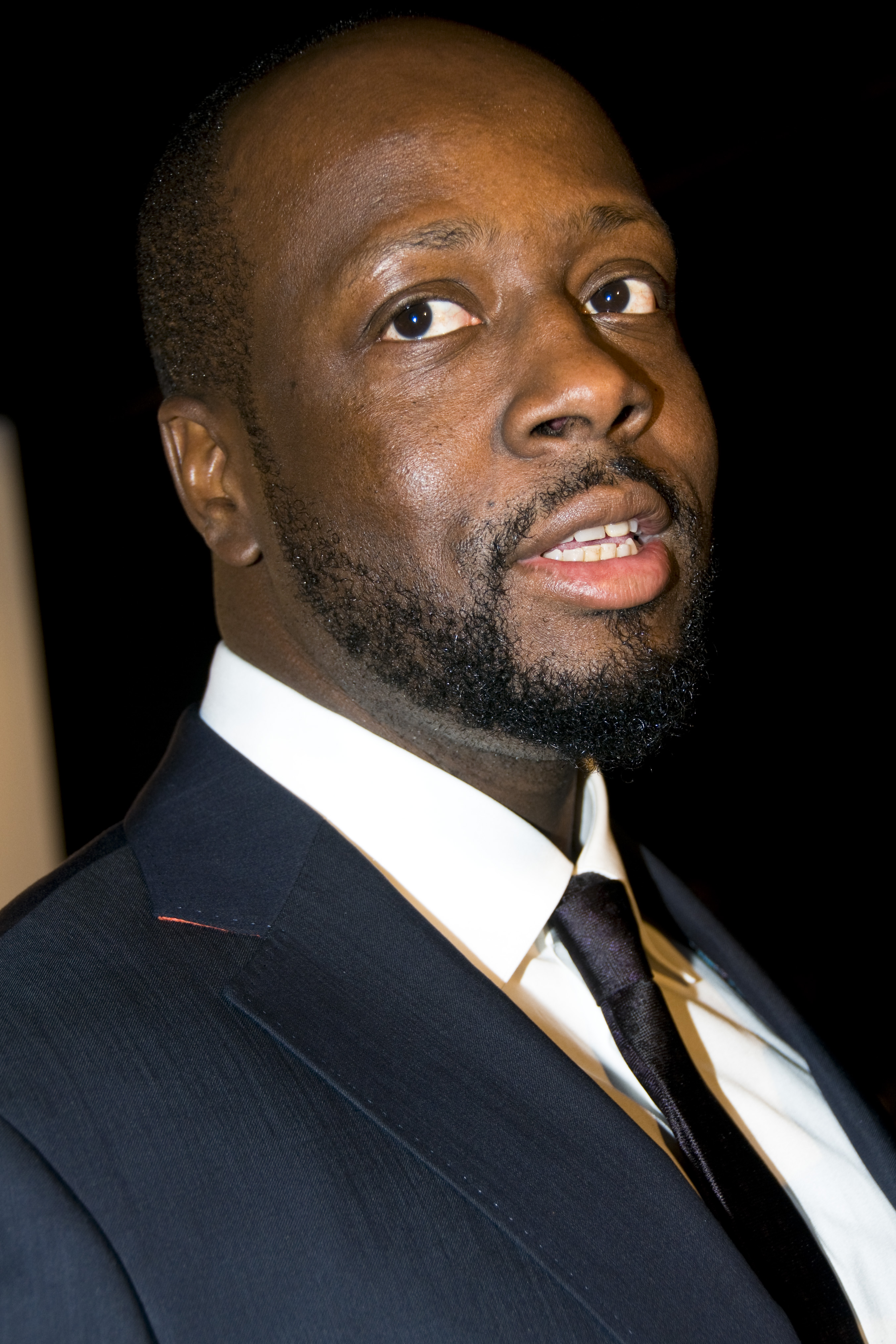
Wyclef Jean

- 17. Oktober: Alexander Rüdiger, österreichischer Entertainer
- 17. Oktober: Toralf Heimdal, norwegischer Skilangläufer und Politiker
- 18. Oktober: Marco Hofschneider, deutscher Schauspieler
- 19. Oktober: Teuta Arifi, mazedonische Politikerin
- 19. Oktober: Dieter Thoma, deutscher Skispringer
- 19. Oktober: Trey Parker, US-amerikanischer Schauspieler, Drehbuchautor, Produzent und Regisseur
- 20. Oktober: Guillermo Pérez Roldán, argentinischer Tennisspieler
- 21. Oktober: Dariusz Edward Adamczuk, polnischer Fußballspieler
- 21. Oktober: Richard Balandras, französischer Automobilrennfahrer
- 21. Oktober: Lucio Cecchinello, italienischer Motorradrennfahrer
- 21. Oktober: Salman bin Hamad bin Isa Al Chalifa, Kronprinz von Bahrain
- 21. Oktober: Daniel Rottmann, deutscher Theologe, Buchhändler und Politiker
- 22. Oktober: James Bailey, australischer Dartspieler
- 22. Oktober: Helmut Lotti, belgischer Startenor
- 22. Oktober: Florian Leis-Bendorff, deutscher Musiker († 2005)
- 23. Oktober: Dolly Buster, tschechische Produzentin, Regisseurin, Schauspielerin, Pornodarstellerin und Autorin
- 23. Oktober: Trudi Canavan, australische Schriftstellerin
- 23. Oktober: Bill O’Brien, US-amerikanischer American-Football-Trainer
- 23. Oktober: Christian Schwarzer, deutscher Handballspieler
- 24. Oktober: Katalin Gödrös, Schweizer Regisseurin, Filmproduzentin und Drehbuchautorin
- 25. Oktober: Josef Beránek, tschechischer Eishockeyspieler
- 25. Oktober: Simone Koch, deutsche Eiskunstläuferin
- 25. Oktober: Ilham Tohti, chinesischer Wirtschaftswissenschaftler, Hochschullehrer und Regimekritiker aus der Ethnie der Uiguren
- 25. Oktober: Alex Webster, US-amerikanischer Metal-Bassist
- 26. Oktober: Robert Maillet, kanadischer Wrestler und Schauspieler
- 26. Oktober: Tetsushi Suwa, japanischer Schriftsteller
- 27. Oktober: Heiko Herlofson, deutscher Pornodarsteller Sachsen-Paule, Schauspieler, Sänger
- 27. Oktober: Hee Oh, südkoreanische Mathematikerin
- 27. Oktober: Michael Tarnat, deutscher Fußballspieler
- 27. Oktober: Alexander Worobjow, russischer Skilangläufer
- 28. Oktober: René Richter, deutscher Kameramann
- 29. Oktober: Mirco Nontschew, deutscher Komiker († 2021)
- 29. Oktober: DJ Sammy, spanischer DJ und Musikproduzent
- 29. Oktober: Serenity, US-amerikanische Pornodarstellerin
- 30. Oktober: Jens Büchner, deutscher Schlagersänger († 2018)
- 30. Oktober: Philipp van Endert, deutscher Jazz-Gitarrist und Komponist
- 30. Oktober: Stanislav Gross, tschechischer Politiker († 2015)
- 30. Oktober: Ilia Gruev, bulgarisch-deutscher Fußballspieler
- 30. Oktober: Krisztián Ungváry, ungarischer Historiker und Zeitgeschichtler
- 31. Oktober: Dieter Ramusch, österreichischer Fußballspieler
- 00. Oktober: Patrick von Blume, deutscher Schauspieler, Musiker und Sänger

### November
- 01. November: Eversley Linley, vincentischer Leichtathlet
- 02. November: Reginald Arvizu, US-amerikanischer Musiker
- 02. November: Jaraslawa Paulowitsch, belarussische Steuerfrau im Rudern
- 02. November: Sigrid Wille, deutsche Skilangläuferin
- 03. November: Fabio Babini, italienischer Automobilrennfahrer
- 03. November: Mattia Binotto, italienischer Teamchef der Scuderia Ferrari
- 03. November: Ivonne Bloche, deutsche Medienmanagerin
- 03. November: Robert Miles, italienischer Pop- und Dreamhouse-Musiker († 2017)
- 03. November: Dachhiri Dawa Sherpa, nepalesischer Berg- und Ultramarathonläufer sowie Skilangläufer
- 04. November: Jan Apell, schwedischer Tennisspieler

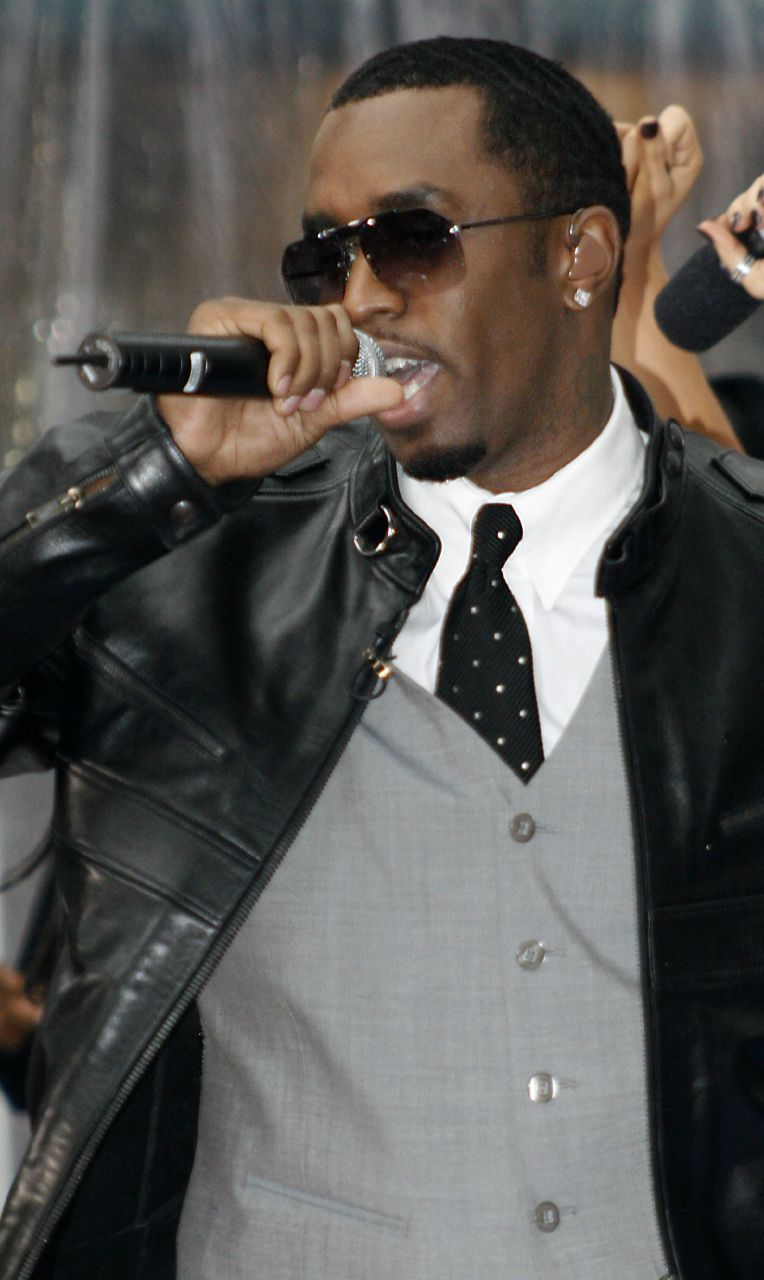
Sean Combs

- 04. November: Sean Combs, US-amerikanischer Rapper
- 04. November: Thomas Luther, deutscher Schachgroßmeister

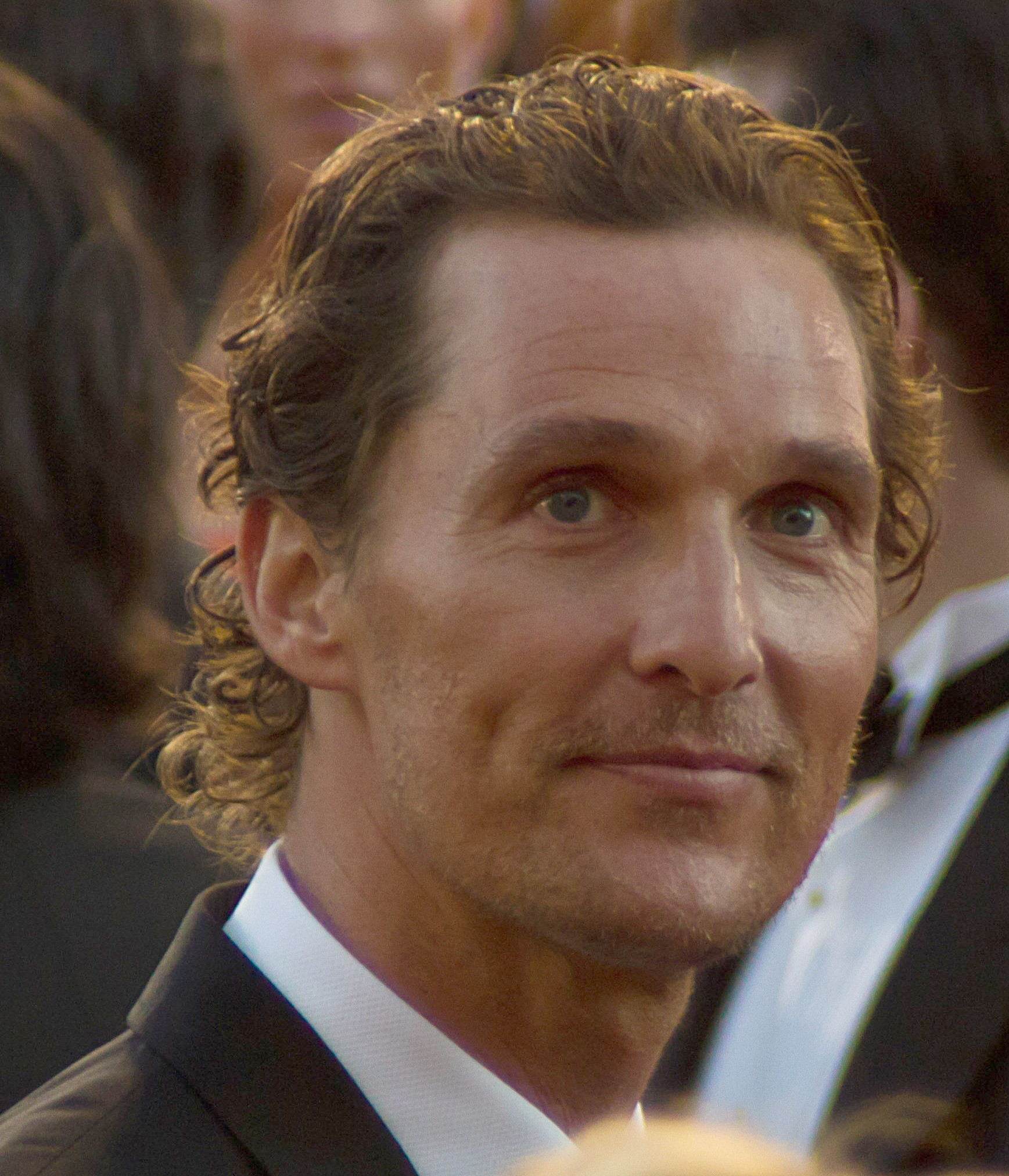
Matthew McConaughey

- 04. November: Matthew McConaughey, US-amerikanischer Schauspieler
- 05. November: Markus Braun, österreichischer Wirtschafts-Manager
- 05. November: Oliver Ferenc, serbischer Dartspieler
- 06. November: Manou Lubowski, deutscher Schauspieler und Synchronsprecher
- 06. November: Sophie Villeneuve, französische Skilangläuferin und Mountainbikerin
- 07. November: Hélène Grimaud, französische Pianistin
- 07. November: Carsten Heinze, deutscher Pädagoge und Hochschullehrer
- 10. November: Faustino Hernán Asprilla Hinestroza, kolumbianischer Fußballspieler
- 10. November: Bruce Goodin, neuseeländischer Springreiter

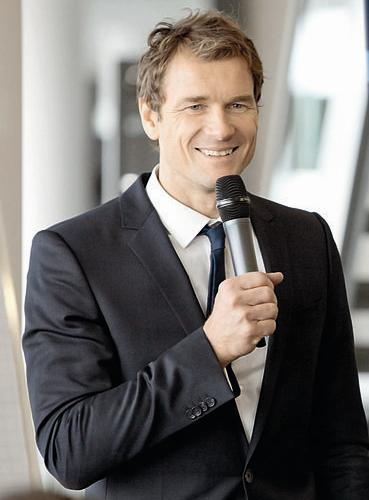
Jens Lehmann

- 10. November: Jens Lehmann, deutscher Fußballspieler
- 10. November: Nicola Minali, italienischer Radrennfahrer
- 10. November: Ellen Pompeo, US-amerikanische Schauspielerin
- 10. November: Mari Hietala, finnische Skilangläuferin
- 11. November: Gary Powell, US-amerikanischer Schlagzeuger
- 11. November: Kirsten Winkelmann, deutsche Schriftstellerin
- 12. November: Harry Attison, Fußballschiedsrichter aus Vanuatu
- 12. November: Cho Jun-hyun, südkoreanischer Fußballspieler († 2022)
- 13. November: Patrik Augusta, tschechischer Eishockeyspieler
- 13. November: Gerard Butler, schottischer Schauspieler
- 13. November: Ayaan Hirsi Ali, niederländische Politikerin
- 14. November: Greg Andrusak, kanadischer Eishockeyspieler
- 14. November: Isabelle Attard, französische Politikerin
- 14. November: Rino Mastronardi, italienischer Automobilrennfahrer
- 15. November: Big Hawk, US-amerikanischer Rapper († 2006)
- 15. November: Judith Engel, deutsche Schauspielerin
- 15. November: Harry Koch, deutscher Fußballspieler
- 18. November: Duncan Sheik, US-amerikanischer Singer-Songwriter und Gitarrist
- 19. November: Philippe Adams, belgischer Automobilrennfahrer
- 19. November: Richard Virenque, französischer Radrennfahrer
- 20. November: Ron Holzschuh, deutscher Schauspieler († 2020)
- 20. November: Wolfgang Stark, deutscher Fußball-Schiedsrichter
- 21. November: Audrey Gallagher, nordirische Sängerin

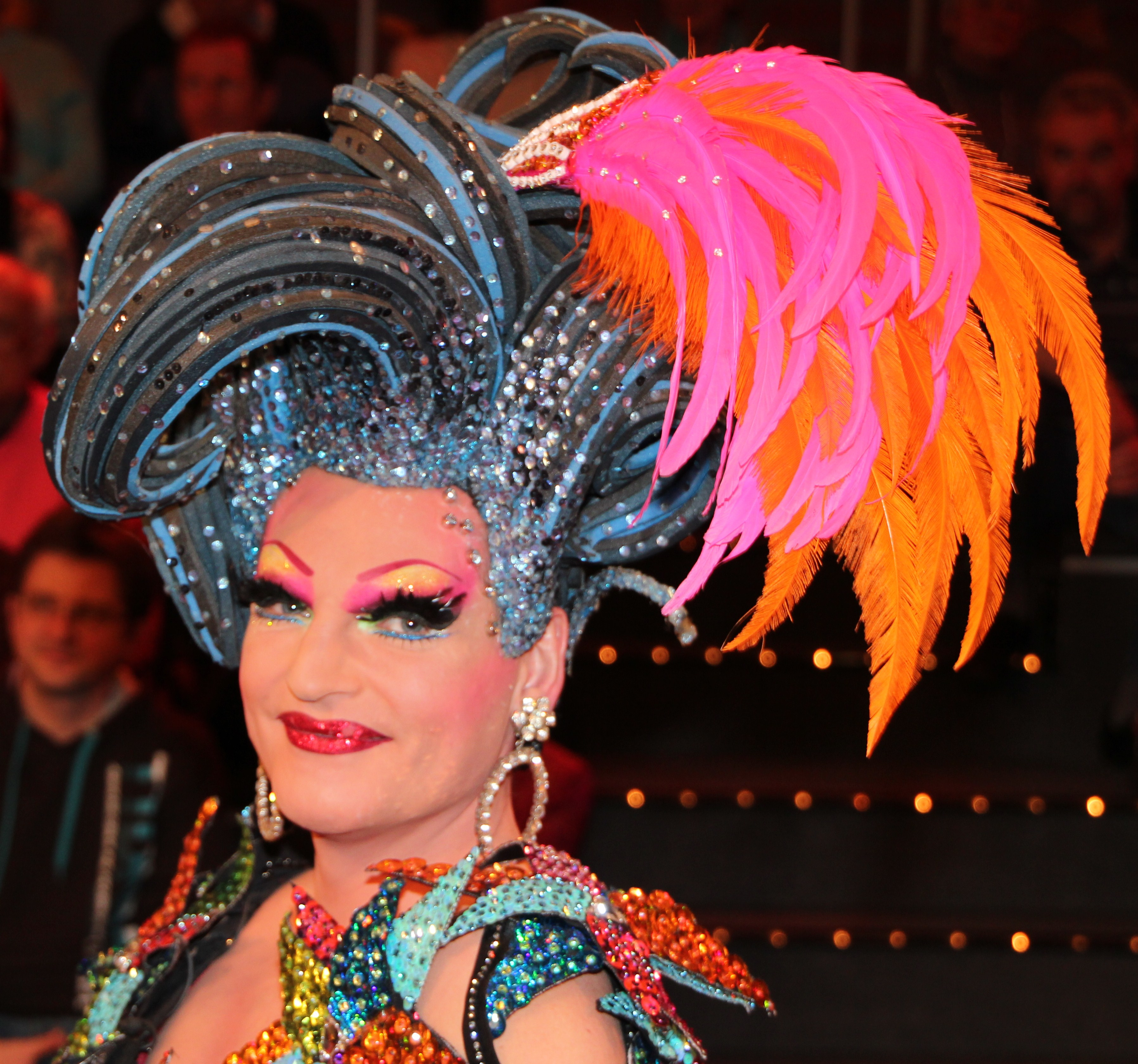
Olivia Jones

- 21. November: Olivia Jones, deutsche Politikerin und Drag-Queen

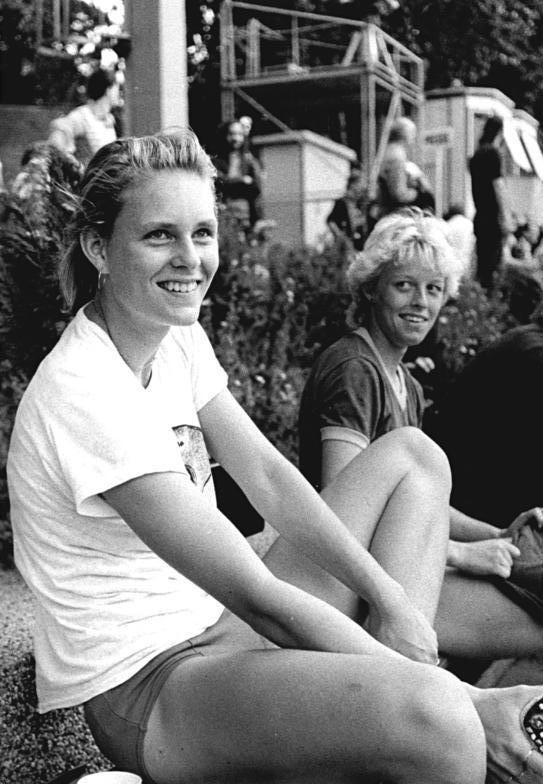
Katrin Krabbe

- 22. November: Katrin Krabbe, deutsche Kurzstreckenläuferin
- 23. November: Olivier Beretta, monegassischer Automobilrennfahrer
- 23. November: Byron Moreno, ecuadorianischer Fußballschiedsrichter
- 24. November: David Adeang, nauruischer Politiker
- 24. November: Robert Andersson, schwedischer Handballspieler und Handballtrainer
- 24. November: Benoist Apparu, französischer Politiker
- 24. November: Günther Dissertori, italienischer Physiker
- 25. November: Kim Ofstad, norwegischer Pop-, Rock- und Jazzschlagzeuger
- 26. November: Shawn Kemp, US-amerikanischer Basketballspieler
- 26. November: Gisela Stang, deutsche Politikerin
- 26. November: Kara Walker, US-amerikanische Künstlerin
- 27. November: Samuel Adamson, australischer Dramatiker und Drehbuchautor
- 27. November: Johannes Gabriel, deutscher Schauspieler († 2022)
- 27. November: Julia Grimpe, deutsche Schauspielerin
- 27. November: Douglas Sharp, US-amerikanischer Bobfahrer
- 28. November: Martin Cummins, kanadischer Schauspieler und Regisseur
- 28. November: Sonia O’Sullivan, irische Leichtathletin und Olympionikin
- 28. November: Lexington Steele, US-amerikanischer Pornodarsteller und -regisseur
- 28. November: Trace Worthington, US-amerikanischer Freestyle-Skier
- 28. November: Iskren Plankow, bulgarischer Skilangläufer
- 29. November: Kasey Keller, US-amerikanischer Fußballspieler
- 29. November: Fredrik Ljungkvist, schwedischer Jazzsaxophonist und -klarinettist
- 30. November: David Auburn, US-amerikanischer Dramatiker und Regisseur
- 30. November: Tomas Axnér, schwedischer Handballspieler
- 30. November: Marc Goossens, belgischer Automobilrennfahrer
- 30. November: Amy Ryan, US-amerikanische Schauspielerin

### Dezember
- 02. Dezember: Tanya Plibersek, australische Politikerin
- 02. Dezember: Peggy Sander, deutsche Synchronsprecherin
- 03. Dezember: Dagmar Andres, deutsche Politikerin
- 03. Dezember: Halvard Hanevold, norwegischer Biathlet († 2019)

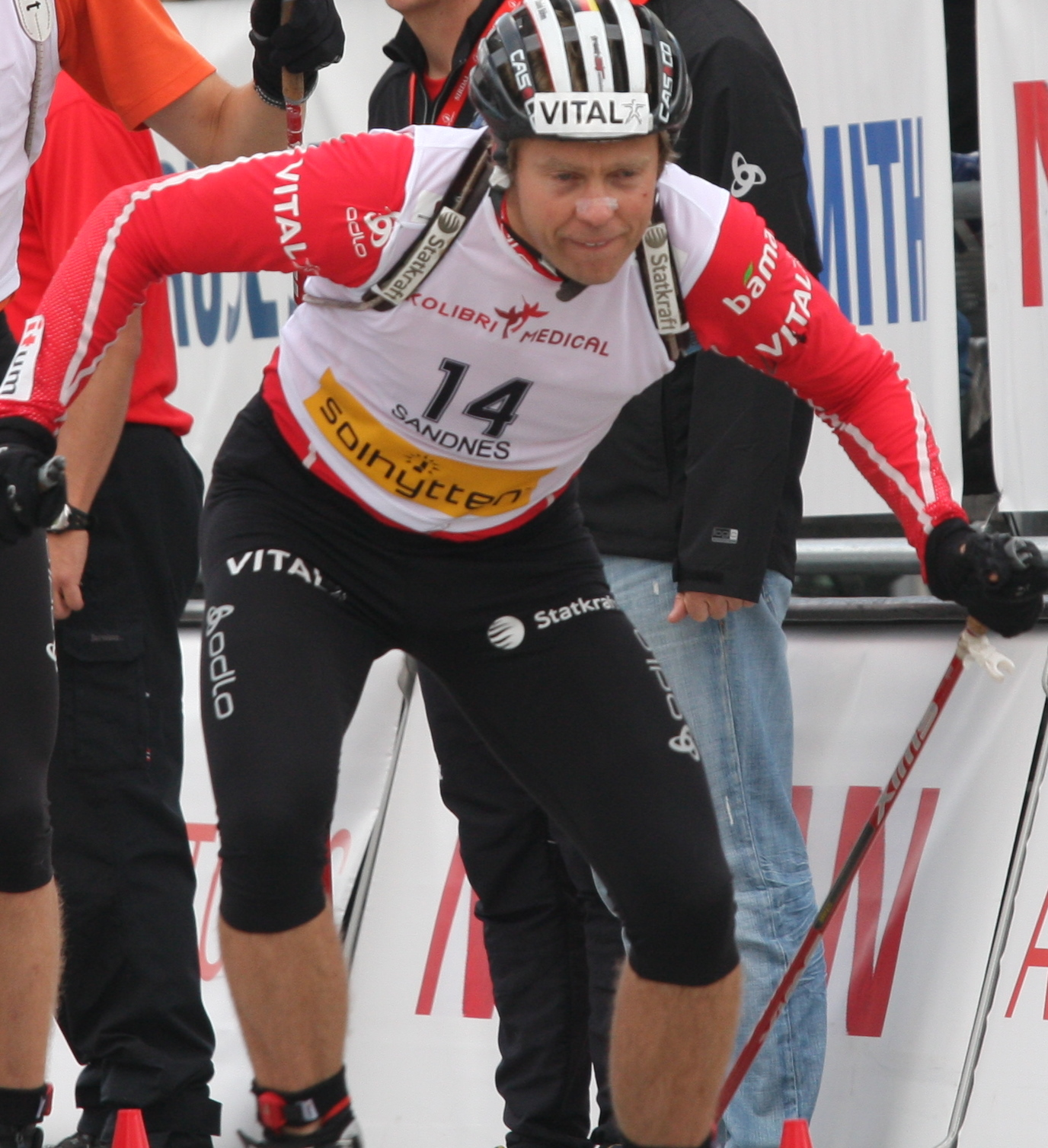
Halvard Hanevold

- 04. Dezember: Yui Asaka, japanische Sängerin und Schauspielerin
- 04. Dezember: Jay-Z, US-amerikanischer Rapper und Musikproduzent

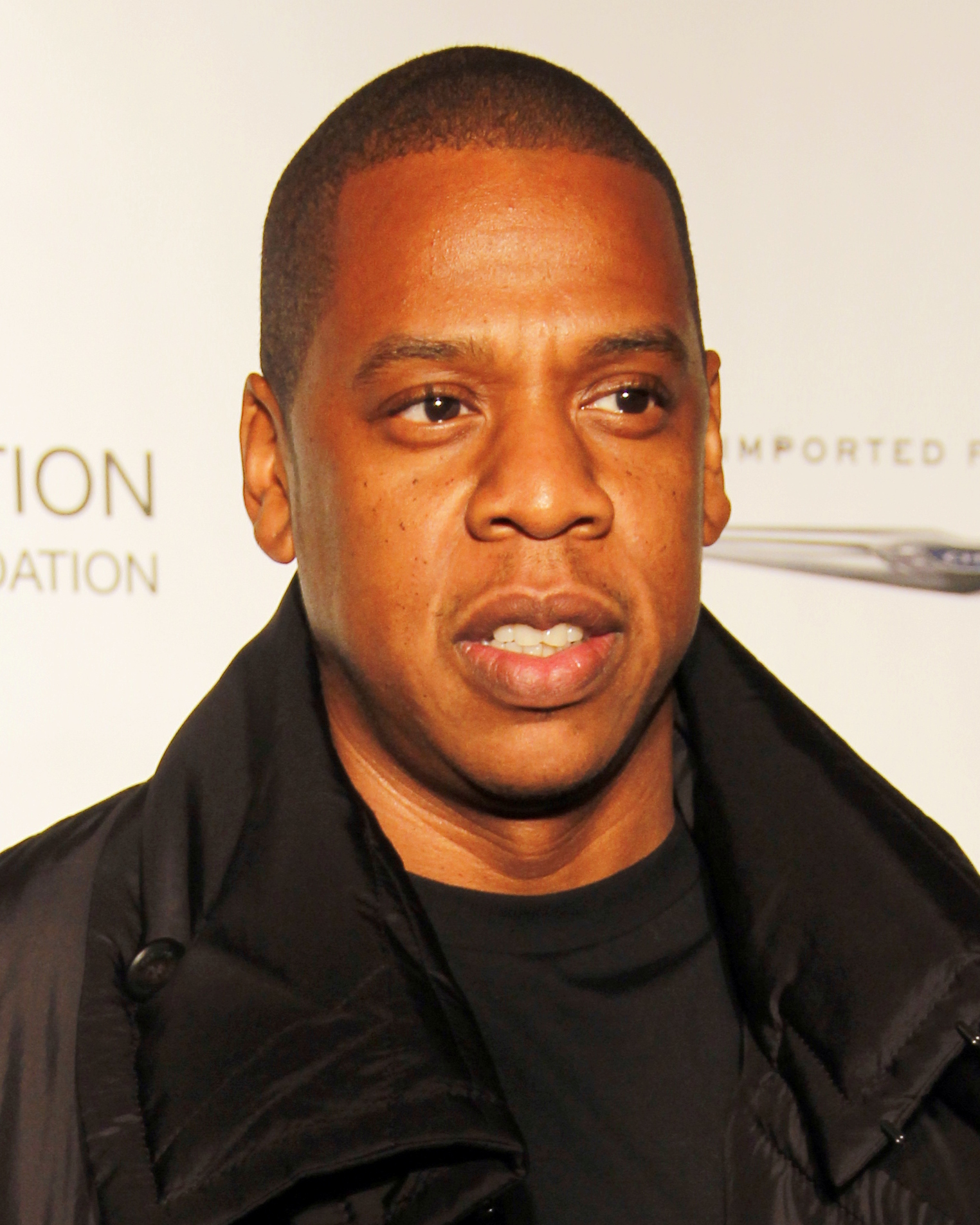
Jay-Z

- 05. Dezember: Gunda Ebert, deutsche Schauspielerin
- 05. Dezember: Ramón Ramírez, mexikanischer Fußballspieler
- 05. Dezember: Ray Scott, US-amerikanischer Country-Musiker
- 06. Dezember: Christophe Agnolutto, französischer Radrennfahrer
- 06. Dezember: Irene Grandi, italienische Sängerin und Filmschauspielerin
- 06. Dezember: Jörg Heinrich, deutscher Fußballspieler
- 08. Dezember: Bernd Hollerbach, deutscher Fußballspieler
- 09. Dezember: Gunther Gillian, österreichischer Schauspieler
- 09. Dezember: Horst Heldt, deutscher Fußballspieler und -funktionär
- 09. Dezember: Bixente Lizarazu, französischer Fußballspieler
- 10. Dezember: Rob Blake, kanadischer Eishockeyspieler
- 10. Dezember: Austin Scott, US-amerikanischer Politiker Austin Scott

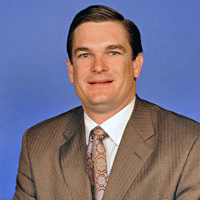
Austin Scott

- 10. Dezember: Christian Sievers, deutscher Fernsehjournalist
- 10. Dezember: Martin Freinademetz, österreichischer Snowboarder
- 11. Dezember: Viswanathan Anand, indischer Schachspieler
- 11. Dezember: Takehiko Asanowaka, japanischer Sumōringer
- 11. Dezember: Stacey Blumer, US-amerikanische Freestyle-Skierin
- 11. Dezember: Tony Martinez, belgisch-spanischer Dartspieler
- 12. Dezember: Michael Möllenbeck, deutscher Leichtathlet († 2022)
- 13. Dezember: Dragan Adžić, montenegrinischer Handballspieler und -trainer
- 13. Dezember: Paul Attwood, britischer Bobfahrer
- 13. Dezember: Tony Curran, schottischer Schauspieler
- 13. Dezember: Ibou Faye, senegalesischer Leichtathlet († 2025)
- 13. Dezember: Sergei Fjodorow, russischer Eishockeyspieler
- 14. Dezember: Ildebrando D’Arcangelo, italienischer Opernsänger
- 15. Dezember: Rick Law, US-amerikanischer Comiczeichner
- 15. Dezember: Nick Moss, US-amerikanischer Bluesmusiker
- 15. Dezember: Peter Müller, deutscher Fußballspieler
- 15. Dezember: Marion Poschmann, deutsche Autorin
- 16. Dezember: Henning Bürger, deutscher Fußballspieler
- 16. Dezember: Adam Riess, US-amerikanischer Astronom
- 16. Dezember: Michelle Smith, irische Schwimmerin
- 17. Dezember: Mikaela Fabricius-Bjerre, finnische Dressurreiterin († 2023)
- 17. Dezember: Wolfram Grandezka, deutscher Schauspieler
- 17. Dezember: Scott Player, US-amerikanischer American-Football-Spieler
- 18. Dezember: Santiago Cañizares, spanischer Fußballspieler
- 18. Dezember: Florian Funk, ehemaliger deutscher Eishockeyspieler und heutiger -trainer
- 18. Dezember: Akira Iida, japanischer Automobilrennfahrer
- 18. Dezember: Christophe Tinseau, französischer Automobilrennfahrer
- 18. Dezember: Wilhelm Aschwanden, Schweizer Skilangläufer
- 19. Dezember: Lucilla Andreucci, italienische Langstreckenläuferin
- 19. Dezember: Richard Hammond, britischer Fernsehmoderator
- 19. Dezember: Kristy Swanson, US-amerikanische Schauspielerin
- 19. Dezember: Aziza Mustafa Zadeh, aserbaidschanische Komponistin, Pianistin und Sängerin
- 20. Dezember: Alain de Botton, schweizerisch-britischer Schriftsteller
- 20. Dezember: Israel Adrián Caetano, argentinischer Regisseur
- 20. Dezember: Michael Fellmann, deutscher Segelsportler
- 20. Dezember: Paul T. Grasshoff, deutscher Schauspieler
- 20. Dezember: Serhij Holubyzkyj, ukrainischer Fechter
- 21. Dezember: Julie Delpy, französische Schauspielerin Julie Delpy

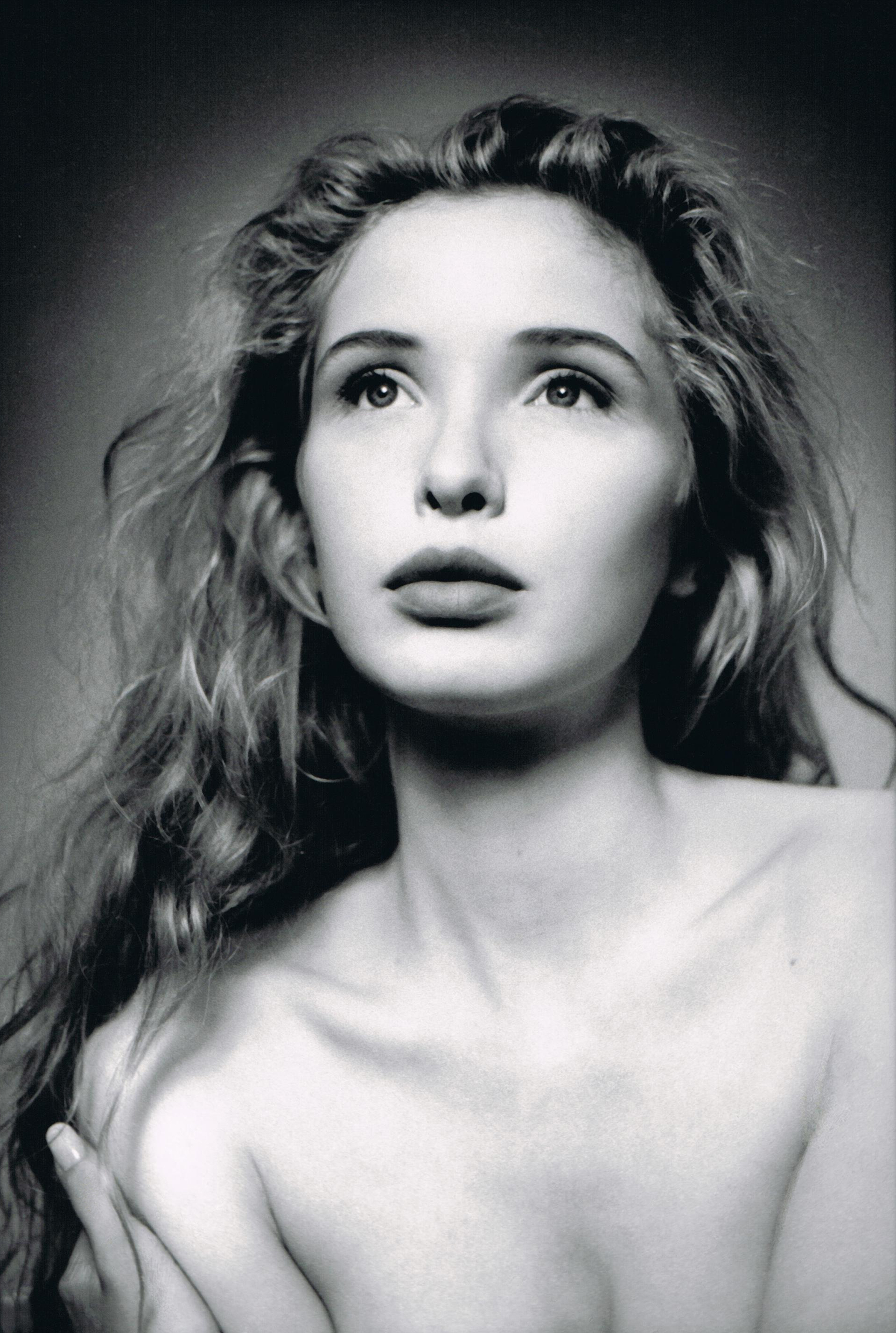
Julie Delpy

- 22. Dezember: Myriam Bédard, kanadische Biathletin und zweifache Olympiasiegerin
- 22. Dezember: Dagmar Hase, deutsche Schwimmerin
- 22. Dezember: Martin Schmidt, deutscher Handballspieler
- 23. Dezember: John Bickerton, englischer Profigolfer der European Tour
- 23. Dezember: Angelika Neuner, österreichische Rodelsportlerin
- 23. Dezember: Günter Perl, deutscher Fußballschiedsrichter
- 24. Dezember: Milan Blagojevic, australischer Fußballspieler
- 24. Dezember: Leavander Johnson, US-amerikanischer Profiboxer († 2005)
- 25. Dezember: Jörn Knebel, deutscher Schauspieler
- 25. Dezember: AnNa R., deutsche Sängerin († 2025)
- 26. Dezember: Heike Aumüller, deutsche Künstlerin und Musikerin
- 26. Dezember: Shayla LaVeaux, US-amerikanische Pornodarstellerin, -Produzentin
- 26. Dezember: Thomas Linke, deutscher Fußballspieler
- 27. Dezember: Marco Antonio Regil, mexikanischer Fernsehmoderator
- 27. Dezember: Hans Rosendahl, schwedischer Schwimmer († 2021)
- 28. Dezember: Heike Dederer, deutsche Politikerin, MdL
- 28. Dezember: Marius No.1, DJ und Produzent
- 28. Dezember: Linus Torvalds, Gründer des Software-Projekts Linux
- 29. Dezember: Jennifer Ehle, US-amerikanische Schauspielerin
- 30. Dezember: Angel, spanischer Comiczeichner
- 30. Dezember: Emmanuel Clérico, französischer Automobilrennfahrer
- 30. Dezember: Eddie Duffy, schottischer Bassist
- 30. Dezember: Jens Eriksen, dänischer Badmintonspieler
- 30. Dezember: Shane McConkey, kanadisch-US-amerikanischer Extremskifahrer und Basejumper († 2009)
- 30. Dezember: Jay Kay, Sänger der Popmusik-Gruppe Jamiroquai
- 31. Dezember: Claudia Kleinert, deutsche Fernsehmoderatorin
- 31. Dezember: Pit-Arne Pietz, deutscher Schauspieler

### Tag unbekannt
- Steve William Abana, salomonischer Politiker
- Jörg Abbing, deutscher Organist und Musikwissenschaftler
- Dirar Abu Sisi, palästinensischer Ingenieur
- Patrick K. Addai, ghanaischer Kinderbuchautor und Schauspieler
- Toyin Adewale-Gabriel, nigerianische Dichterin
- Nilüfer Akbal, türkische Sängerin
- Selda Akhan, deutsch-türkische Schauspielerin und Regisseurin
- Ulf Aminde, deutscher Künstler
- Maurizio Anania, italienischer Filmregisseur und Autor
- Benjamin Anastas, US-amerikanischer Autor
- Roger Andermatt, Schweizer Krimineller
- Michael Anderson, US-amerikanischer Jazztrompeter
- Kai Arzheimer, deutscher Politikwissenschaftler
- Kerstin Asbar, deutsche Volleyball- und Beachvolleyballspielerin
- Can Atilla, türkischer Komponist und Musiker
- Dave Audé, US-amerikanischer Remixer und House-DJ
- Andreas Bernard, deutscher Journalist und Wissenschaftler
- Oliver Biehler, deutscher Komponist
- Julia Blankenburg, deutsche Schauspielerin
- Silke Böschen, deutsche Journalistin, Fernsehmoderatorin und Schriftstellerin
- Jason Brown, britischer Musiker und College-Lehrer
- Chen Hualan, chinesische Virologin
- Inga Dietrich, deutsche Schauspielerin
- Paule Domingue, seychellische Schachspielerin und -funktionärin
- Ferdinand Dörfler, deutscher Schauspieler
- Gesine Dornblüth, deutsche Slawistin und Hörfunkjournalistin
- Susana Fernandes Genebra, deutsche Schauspielerin und Hörspielsprecherin
- Frank Forst, deutscher Professor für Fagott und Musiker
- Markus L. Frank, deutscher Musiker und Dirigent
- Alice Garner, australische Schauspielerin
- Holger Gehring, deutscher Kreuzorganist
- Alban Gerhardt, deutscher Cellist

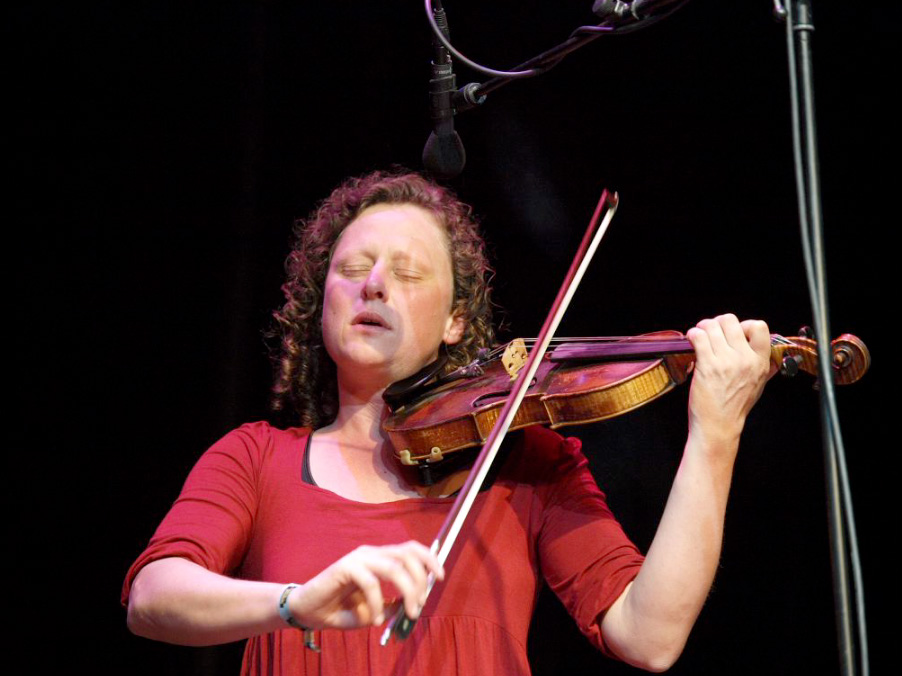
Gunda Gottschalk

- Gunda Gottschalk, deutsche Violinistin
- Karlo Hackenberger, deutscher Synchronsprecher, Schauspieler, Sänger und Autor
- He Cui, chinesischer Chengspieler, Musikpädagoge und -produzent
- Jörn Hentschel, deutscher Schauspielerdeutsche Hörspiel- und Drehbuchautorin
- Britta Höper, deutsche Hörspiel- und Drehbuchautorin
- Nicola Hüsing, deutsche Chemikerin und Materialwissenschaftlerin
- Wang Jinfen, chinesische Skilangläuferin und Biathletin
- Christian Kerepeszki, deutscher Schauspieler und Sprecher
- Rita Kersting, deutsche Kunsthistorikerin und Kuratorin
- V. Narry Kim, südkoreanische Molekularbiologin

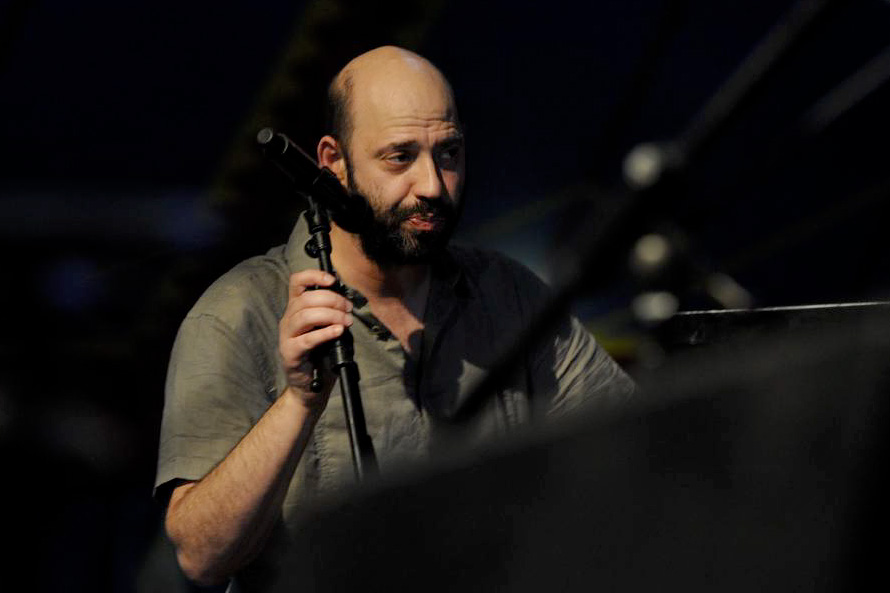
Guillermo Klein

- Guillermo Klein, argentinischer Jazz-Pianist
- Matthias Klink, deutscher Opern- und Operettensänger, Tenor
- Péter Kovács, ungarischer Historiker, Archäologe und Klassischer Philologe
- Ramona Krönke, deutsche Schauspielerin
- Eugen-Daniel Krößner, deutscher Schauspieler
- Matthias Krupa, deutscher Journalist und Redakteur
- Pascal Lalo, französischer Schauspieler
- Arjopa Limburg, deutsche Sängerin, Musikerin und Malerin
- Dirk Lüddecke, deutscher Politikwissenschaftler
- Thorsten Mäder, deutscher Organist, Dirigent und Hochschullehrer
- Jutta Mainhart, österreichische Skilangläuferin
- Martin Müller-Reisinger, österreichischer Schauspieler
- Periklis Papapetropoulos, griechischer Musikpädagoge, Komponist und Lautenist
- Maja Peter, Schweizer Schriftstellerin
- Dirk Powell, US-amerikanischer Fiddle-, Banjo- und Akkordeonspieler, Musikpädagoge und Komponist
- Volker Quaschning, deutscher Ingenieurwissenschaftler
- Christina Rainer, österreichische Schauspielerin
- Steven Ricks, US-amerikanischer Komponist und Musikpädagoge
- Elke Rössler, deutsche Drehbuchautorin
- Vasiliki Roussi, griechisch-deutsche Schauspielerin und Sängerin
- Eva Schmidt, deutsche Journalistin und Fernsehmoderatorin
- Thorsten Schmidt, deutscher Filmregisseur
- Stephan Schuh, deutscher Kameramann
- Margot Lee Shetterly, US-amerikanische Sachbuchautorin
- Peter Sikemsen, grönländischer Gewichtheber und Handballspieler
- Zsolt Sőrés, ungarischer Improvisationsmusiker, Verleger, Klang-, Performance- und Konzeptkünstler
- Daniel Speich Chassé, Historiker
- Marek Stefański, polnischer Organist
- Tim Stolzenburg, deutscher Musiker
- Adelheid Theil, deutsche Schauspielerin
- Peter Trabner, deutscher Schauspieler
- Marco Uggiano, deutscher Kameramann
- Robert Voisey, US-amerikanischer Komponist und Musikproduzent
- Titus Vollmer, deutscher Musiker und Filmkomponist
- Tristan Weddigen, Schweizer Kunsthistoriker

## Gestorben

### Januar
- 04. Januar: Paul Chambers, US-amerikanischer Jazz-Bassist (* 1935)
- 04. Januar: Günther Jacoby, deutscher Philosoph (* 1881)
- 04. Januar: Arthur Loesser, US-amerikanischer Pianist, Musikpädagoge und -schriftsteller (* 1894)
- 04. Januar: Amedeo Varese, italienischer Fußballspieler (* 1890)

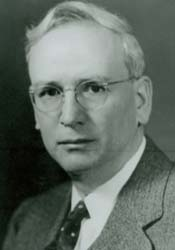
A. Leonard Allen

- 05. Januar: A. Leonard Allen, US-amerikanischer Politiker (* 1891)
- 05. Januar: Franz Theodor Csokor, österreichischer Schriftsteller (* 1885)
- 08. Januar: Albert Hill, britischer Leichtathlet und Olympiasieger (* 1889)
- 09. Januar: Giacomo Acerbo, italienischer Agrarwissenschaftler und Politiker (* 1888)
- 09. Januar: Ladislav Vycpálek, tschechischer Komponist (* 1882)
- 14. Januar: Fritz Reiche, deutscher Physiker (* 1883)
- 16. Januar: Rudolf Martin Argus, deutscher Politiker (* 1888)
- 16. Januar: Jules Jacob, kanadischer Sänger (Tenor) (* 1906)
- 17. Januar: Grażyna Bacewicz, polnische Komponistin (* 1909)
- 17. Januar: Hubertus von Golitschek, deutscher Politiker (* 1910)
- 18. Januar: Hans Freyer, deutscher Soziologe und Philosoph (* 1887)
- 19. Januar: Robert Lusser, deutscher Ingenieur (* 1899)
- 19. Januar: Jan Palach, Student aus der Tschechoslowakei, der sich selbst verbrannte (* 1948)
- 19. Januar: Carlo Salamano, italienischer Automobilrennfahrer (* 1891)
- 19. Januar: Ilse Thouret, deutsche Motorrad- und Automobilrennfahrerin, Sportlerin sowie Sportjournalistin (* 1897)
- 21. Januar: Franz Xaver Arnold, deutscher Theologe und Religionswissenschaftler (* 1898)
- 21. Januar: Giovanni Comisso, italienischer Schriftsteller (* 1895)
- 23. Januar: Robin Christian Andersen, österreichischer Maler (* 1890)
- 23. Januar: Jaroslav Křička, tschechischer Komponist (* 1882)
- 24. Januar: Lothar Kreuz, letzter Rektor der Friedrich-Wilhelm-Universität Berlin (* 1888)
- 24. Januar: Theodor Spitta, deutscher Politiker (* 1873)
- 27. Januar: Willi Albrecht, deutscher Politiker, Gewerkschafter, Widerstand gegen den Nationalsozialismus (* 1896)
- 27. Januar: Hanns Jelinek, österreichischer Komponist und Musikpädagoge (* 1901)
- 28. Januar: Jakob Grimminger, deutscher Nationalsozialist und SS-Mann (* 1892)
- 28. Januar: Louis Villeneuve, französischer Automobilrennfahrer (* 1889)
- 29. Januar: Theodor Boehm, deutscher pharmazeutischer Chemiker (* 1892)
- 29. Januar: William E. Burney, US-amerikanischer Politiker (* 1893)
- 29. Januar: Allen Welsh Dulles, Direktor der CIA (Central Intelligence Agency) von 1953 bis 1961 (* 1893)
- 29. Januar: Julius Gold, US-amerikanischer Geiger, Musikwissenschaftler und -pädagoge (* 1884)

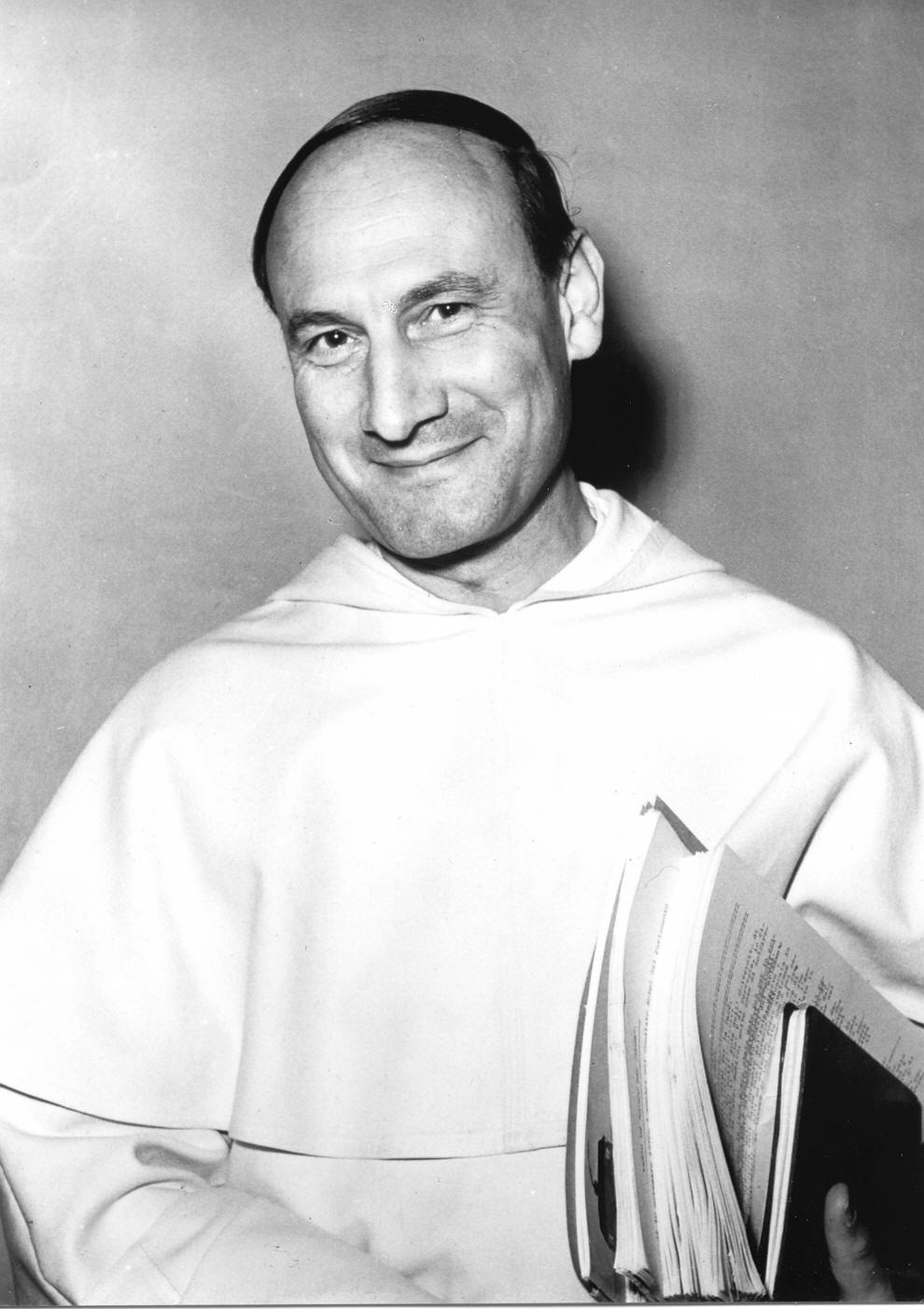
Dominique Pire

- 30. Januar: Theodor Asholt, deutscher Politiker (* 1890)
- 30. Januar: Fritzi Massary, österreichische Sängerin und Schauspielerin (* 1882)
- 30. Januar: Dominique Pire, belgischer Mönch und Friedensnobelpreisträger (* 1910)
- 30. Januar: Li Zongren, chinesischer General, Politiker, Vizepräsident (* 1890)
- 31. Januar: Meher Baba, indischer Guru (* 1894)

### Februar

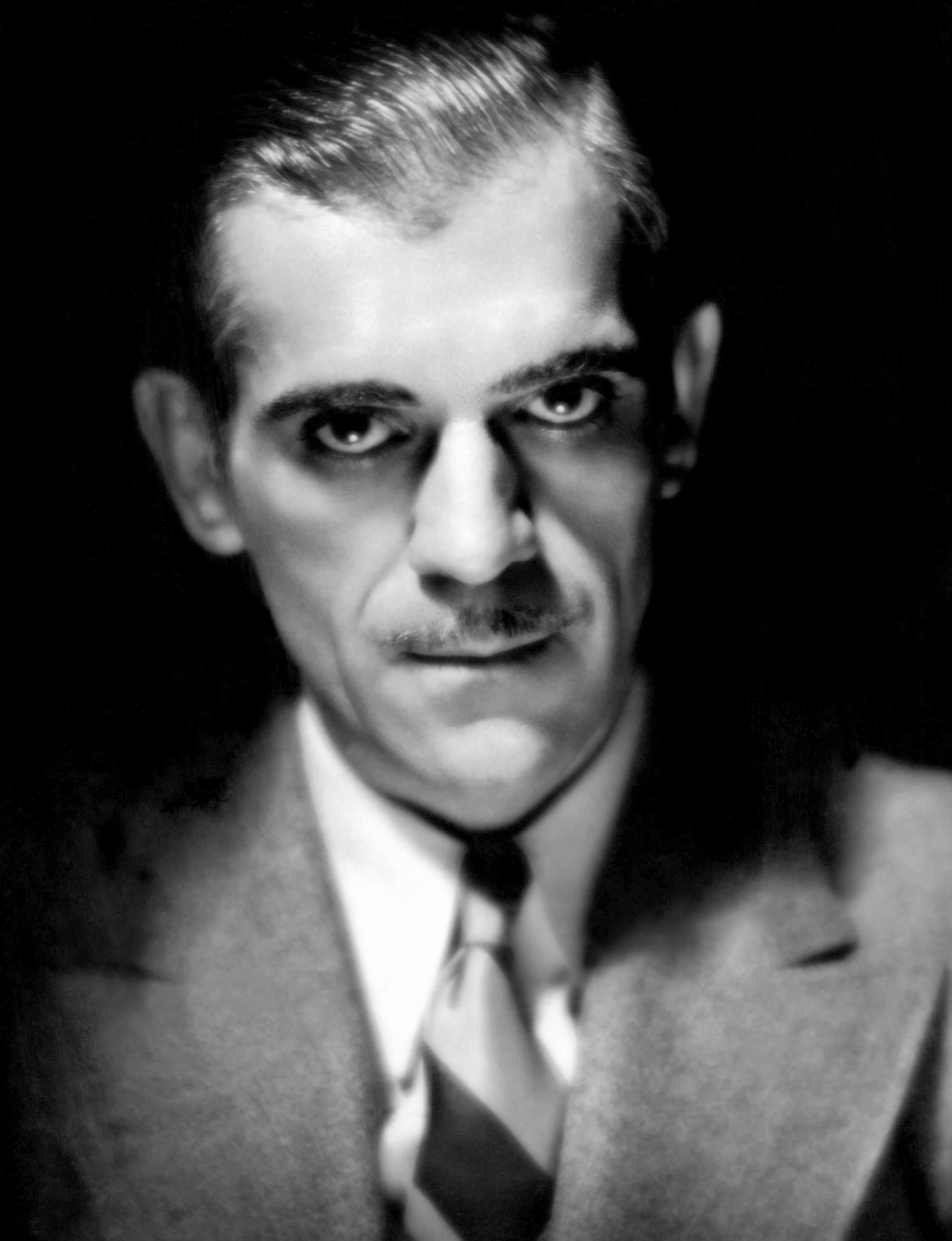
Boris Karloff

- 02. Februar: Boris Karloff, englischer Filmschauspieler (* 1887)
- 03. Februar: Conjeevaram Natarajan Annadurai, indischer Politiker und Autor (* 1909)
- 03. Februar: Al Taliaferro, US-amerikanischer Comiczeichner (* 1905)
- 05. Februar: Alfred Beloë, britischer Autorennfahrer (* 1908)
- 07. Februar: Hans Rademacher, deutscher Mathematiker (* 1892)
- 07. Februar: Alma Rogge, niedersächsische Schriftstellerin (* 1894)
- 07. Februar: Carlos Eduardo de Sabóia Bandeira Melo, brasilianischer Geistlicher und Bischof (* 1902)
- 13. Februar: Georges Jouatte, französischer Tenor und Musikpädagoge (* 1892)
- 13. Februar: Kazimierz Wierzyński, polnischer Schriftsteller (* 1894)
- 14. Februar: Ludolf Malten, deutscher Altphilologe und Religionswissenschaftler (* 1879)
- 16. Februar: Gisela Arendt, deutsche Schwimmerin (* 1918)
- 16. Februar: Gennaro Auricchio, italienischer Industrieller und Motorrad- sowie Automobilrennfahrer (* 1906)
- 18. Februar: Otto Wemper, deutscher Forstmann (* 1894)
- 20. Februar: Ernest Ansermet, Schweizer Dirigent (* 1883)
- 22. Februar: Johannes Dieckmann, deutscher Journalist und Politiker (* 1893)
- 23. Februar: Saud ibn Abd al-Aziz, König von Saudi-Arabien (* 1902)
- 26. Februar: Wladimir Eliasberg, deutscher Psychiater (* 1887)
- 26. Februar: Levi Eschkol, dritter Ministerpräsident von Israel (* 1895)

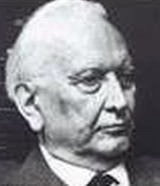
Karl Jaspers

- 26. Februar: Karl Jaspers, deutscher Philosoph und Psychiater (* 1883)
- 26. Februar: Josef Ivar Müller, Schweizer Komponist (* 1892)
- 27. Februar: Karl Deichen, deutscher Brigadegeneral des Heeres der Bundeswehr (* 1914)
- 27. Februar: Marius Barbeau, kanadischer Anthropologe, Ethnologe und Folkloreforscher (* 1883)
- 28. Februar: Gustavo Testa, Kardinal der römisch-katholischen Kirche (* 1886)

### März

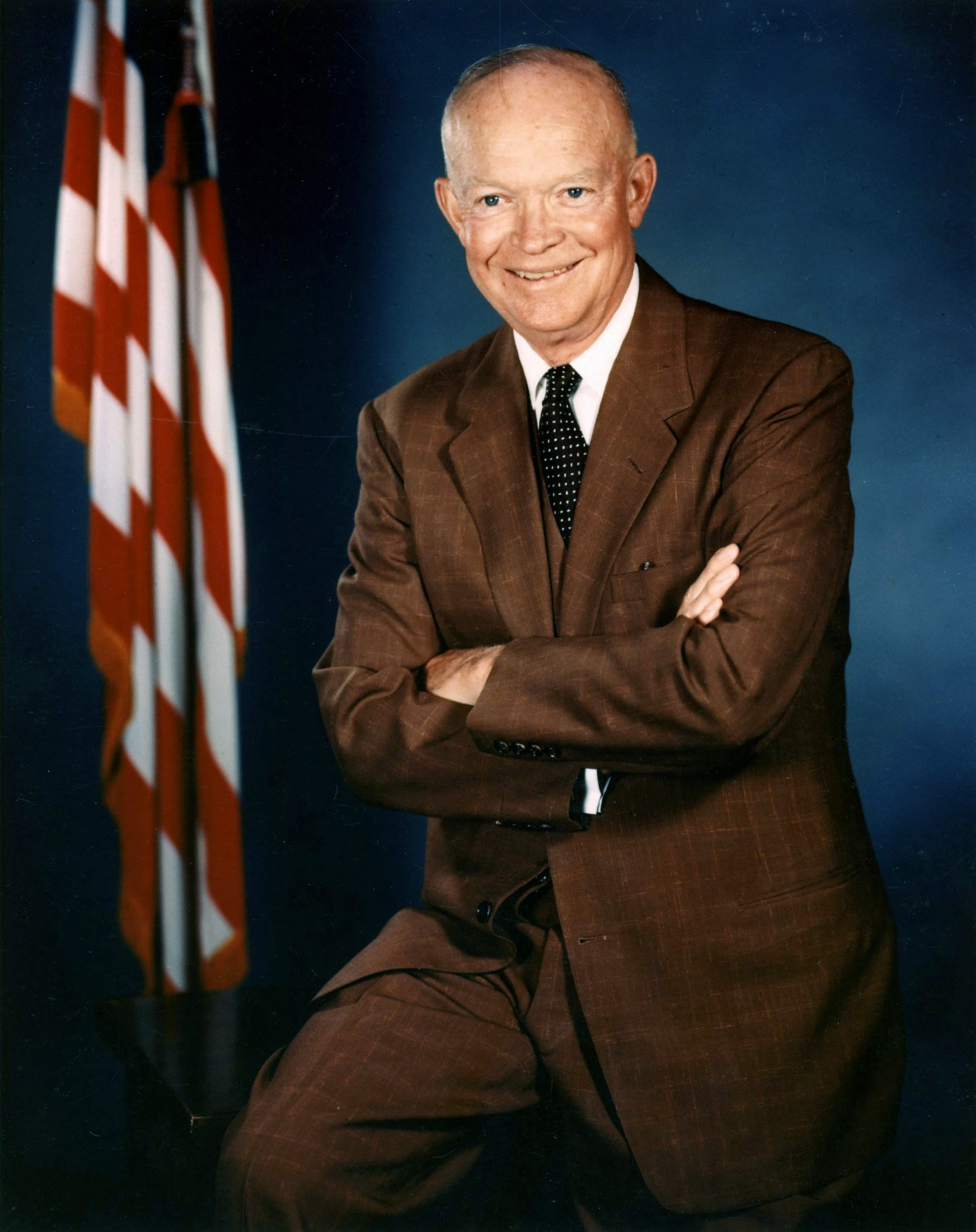
Dwight D. Eisenhower († 28. März)

- 02. März: Walter Müller, österreichischer Schauspieler (* 1911)
- 03. März: Fred Alexander, US-amerikanischer Tennisspieler (* 1880)
- 04. März: Nicholas Schenck, US-amerikanischer Filmpionier (* 1881)
- 05. März: Hans Ekstrand, deutscher Politiker (* 1903)
- 05. März: Bonifacio Ondó Edu, äquatorialguineischer Regierungschef (* 1922)
- 09. März: Walter Christaller, deutscher Geograf (* 1893)
- 09. März: Charles Brackett, US-amerikanischer Drehbuchautor (* 1892)
- 11. März: Hermann Carl Wilhelm Aubin, deutsch-österreichischer Historiker, Wissenschaftsorganisator und Geschichtspolitiker (* 1885)
- 11. März: Ella Scoble Opperman, US-amerikanische Musikpädagogin, Organistin und Pianistin (* 1873)
- 13. März: Charles A. Sprague, US-amerikanischer Politiker (* 1887)
- 14. März: Henry O. Talle, US-amerikanischer Politiker (* 1892)
- 17. März: Marcus Ariowitsch, deutscher Unternehmer (* 1880)
- 18. März: Elna Jørgen-Jensen, dänische Balletttänzerin und Choreographin (* 1890)
- 19. März: Adolf Aeschbach, Schweizer Politiker (* 1888)
- 20. März: Oscar Behrens, deutscher Verwaltungsjurist und Bürgermeister (* 1880)
- 21. März: Gustav Fuchs, deutscher Politiker (* 1900)
- 22. März: José Dolores Cerón, dominikanischer Komponist (* 1897)
- 22. März: Ernst Deutsch, deutscher Schauspieler (* 1890)
- 22. März: Gerhard Fritsch, österreichischer Schriftsteller (* 1924)
- 23. März: Josef Gerstmann, österreichischer, jüdischer Neurologe (* 1887)
- 24. März: Josef Berger, Schweizer Theatergründer, Regisseur und Schauspieler (* 1902)
- 24. März: Renato Cesarini, italienisch-argentinischer Fußballspieler und -trainer (* 1906)
- 24. März: Joseph Kasavubu, erster Präsident der Demokratischen Republik Kongo (* 1910)
- 24. März: Abel Smeets, französischer Automobilrennfahrer (* 1891)
- 25. März: Max Eastman, US-amerikanischer Schriftsteller (* 1883)
- 26. März: B. Traven, deutschsprachiger Schriftsteller (* 1882)
- 27. März: David Lloyd, walisischer Sänger (Tenor) (* 1912)
- 28. März: Dwight D. Eisenhower, US-amerikanischer General, 34. Präsident der USA (* 1890)
- 29. März: Bjarne Aas, norwegischer Segler, Werftbesitzer und Yachtkonstrukteur (* 1886)
- 30. März: Lucien Bianchi, belgischer Automobilrennfahrer und Le-Mans-Sieger (* 1934)
- 30. März: Stanislav Ledinek, Schauspieler und Synchronsprecher (* 1920)

### April
- 01. April: Mario Gualzata, Schweizer Sprachwissenschaftler und Heimatforscher (* 1897)
- 02. April: Hans Wilhelm Hagen, deutscher Journalist, Kunsthistoriker und Kulturfunktionär (* 1907)
- 04. April: Alphonse Auclair, französischer Automobilrennfahrer (* 1898)
- 04. April: Friedrich von Huene, deutscher Wirbeltierpaläontologe (* 1875)
- 06. April: Tzwetta Tzatschewa, bulgarisch-deutsche Schauspielerin (* 1900)
- 07. April: Alexandra Wassiljewna Artjuchina, sowjetische Partei- und Staatsfunktionärin (* 1889)
- 10. April: Claus Back, deutscher Schriftsteller (* 1904)
- 10. April: Harley Earl, US-amerikanischer Fahrzeugdesigner (* 1893)
- 10. April: Werner Rudolf Heinrich Keyßner, deutscher Politiker und Reichstagsabgeordneter (* 1903)
- 10. April: Fernando Ortiz Fernández, kubanischer Wissenschaftler, Politiker und Jurist (* 1881)
- 11. April: Herbie Haymer, US-amerikanischer Jazz-Tenorsaxophonist (* ca. 1936)
- 14. April: Matilde Muñoz Sampedro, spanische Schauspielerin (* 1900)

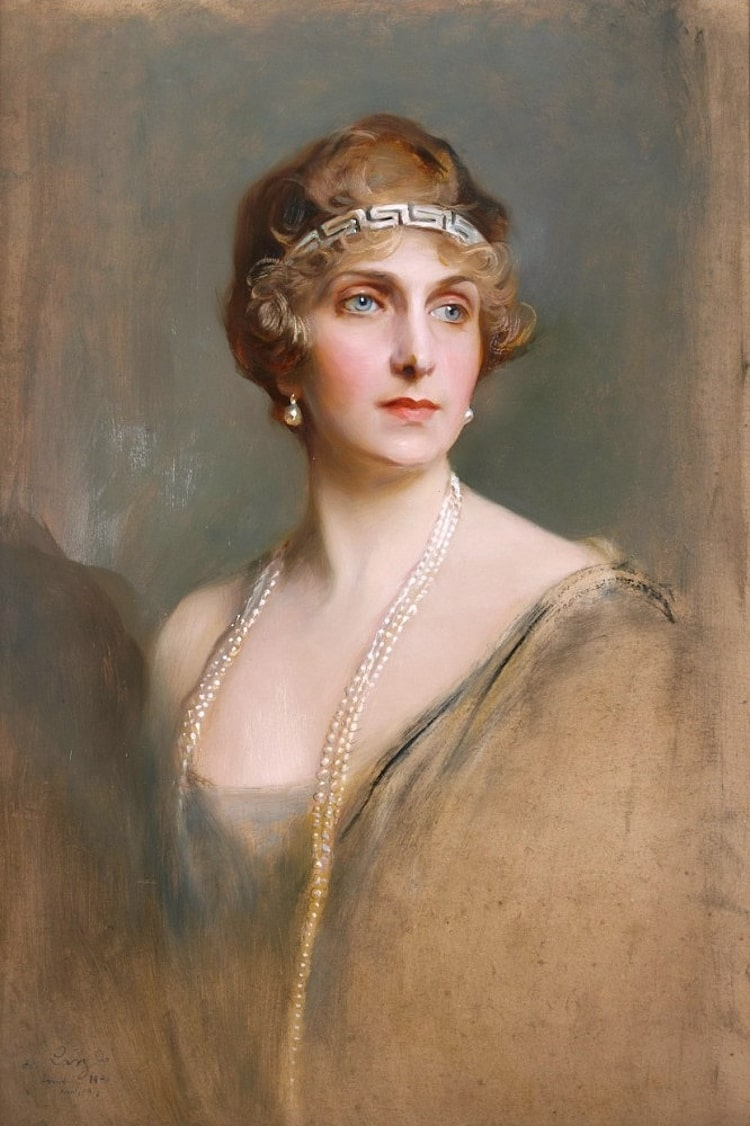
Victoria Eugénie von Spanien

- 15. April: Victoria Eugénie von Battenberg, Königin von Spanien (* 1887)
- 15. April: Daniel Webster Turner, US-amerikanischer Politiker (* 1877)
- 17. April: Emilio Arenales Catalán, guatemaltekischer Politiker (* 1922)
- 20. April: Benny Benjamin, US-amerikanischer Session-Schlagzeuger (* 1925)
- 21. April: Franz Diener, deutscher Schwergewichtsboxer (* 1901)
- 21. April: Rudolf Amelunxen, deutscher Politiker (* 1888)
- 23. April: Krzysztof Komeda, polnischer Musiker (* 1931)
- 25. April: Richard Alan John Asher, britischer Mediziner (* 1912)
- 25. April: Margarita Xirgu, katalanische Schauspielerin (* 1888)
- 26. April: Ed H. Campbell, US-amerikanischer Politiker (* 1882)
- 26. April: Ueshiba Morihei, Begründer der Kampfkunst Aikidō (* 1883)
- 28. April: Hedwig Josephi, deutsche Malerin (* 1884)
- 29. April: Julius Katchen, US-amerikanischer Pianist (* 1926)

### Mai

Franz von Papen

- 02. Mai: Robert Arthur, US-amerikanischer Autor (* 1909)
- 02. Mai: Franz von Papen, deutscher Politiker (* 1879)
- 03. Mai: Willy Bostelmann, deutscher Mediziner und Hochschullehrer (* 1934)
- 03. Mai: Karl Freund, deutscher Kameramann (* 1890)
- 06. Mai: Lajos Czeizler, ungarischer Fußballtrainer (* 1893)
- 06. Mai: Don Drummond, Mitglied der Urbesetzung der Skatalites (* 1934)
- 06. Mai: Jacques de la Presle, französischer Komponist und Musikpädagoge (* 1888)
- 06. Mai: Petán Trujillo, venezolanischer General und Rundfunkdirektor (* 1895)
- 07. Mai: Rudolf Egger, österreichischer Althistoriker und Archäologe (* 1882)
- 08. Mai: Hedwig Anneler, Schweizer Ethnologin und Schriftstellerin (* 1888)
- 09. Mai: Josef Jonsson, schwedischer Komponist (* 1887)
- 10. Mai: Eli Lotar, französischer Fotograf (* 1905)
- 11. Mai: Jim Bowdoin, US-amerikanischer American-Football-Spieler (* 1904)

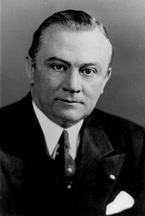
W. Lee O’Daniel

- 11. Mai: W. Lee O’Daniel, US-amerikanischer Politiker (* 1890)
- 12. Mai: Martin Lamble, britischer Folkrockschlagzeuger (* 1949)
- 13. Mai: Paul Merker, SED-Funktionär in der DDR (* 1894)
- 16. Mai: Helena Oleska, polnische Opernsängerin und Gesangspädagogin (* 1875)
- 17. Mai: Wilhelm Abeln, deutscher Politiker (* 1894)
- 17. Mai: Josef Beran, Erzbischof von Prag und Kardinal (* 1888)
- 18. Mai: Ludwig Berger, deutscher Filmregisseur (* 1892)
- 18. Mai: Prentice Cooper, US-amerikanischer Politiker (* 1895)
- 18. Mai: Camille Drevet, französische Feministin, Pazifistin und Antikolonialistin (* 1881)
- 19. Mai: Friedrich Damann Andam, deutscher Schriftsteller, Drehbuchautor und Filmmanager (* 1901)
- 19. Mai: Coleman Hawkins, US-amerikanischer Jazz-Musiker (* 1904)
- 19. Mai: Eberhard von Mackensen, deutscher General (* 1889)
- 23. Mai: Lejaren Hiller, US-amerikanischer Fotograf und Illustrator (* 1880)
- 24. Mai: Hans Weber, deutscher Motorsportler (* 1941)
- 28. Mai: Arnold Kohlschütter, deutscher Astrophysiker (* 1883)
- 29. Mai: Wilhelm von Scholz, deutscher Schriftsteller (* 1874)
- 31. Mai: Hilde Körber, österreichische Schauspielerin (* 1906)

### Juni
- 04. Juni: Rafael Osuna, mexikanischer Tennisspieler (* 1938)
- 05. Juni: Karl Bleyle, österreichischer Musiker und Komponist (* 1880)
- 08. Juni: Guy Cordon, US-amerikanischer Politiker (* 1890)
- 08. Juni: He Long, chinesischer Armeeführer und Politiker (* 1896)
- 08. Juni: Walter Risse, deutscher Fußballspieler (* 1893)

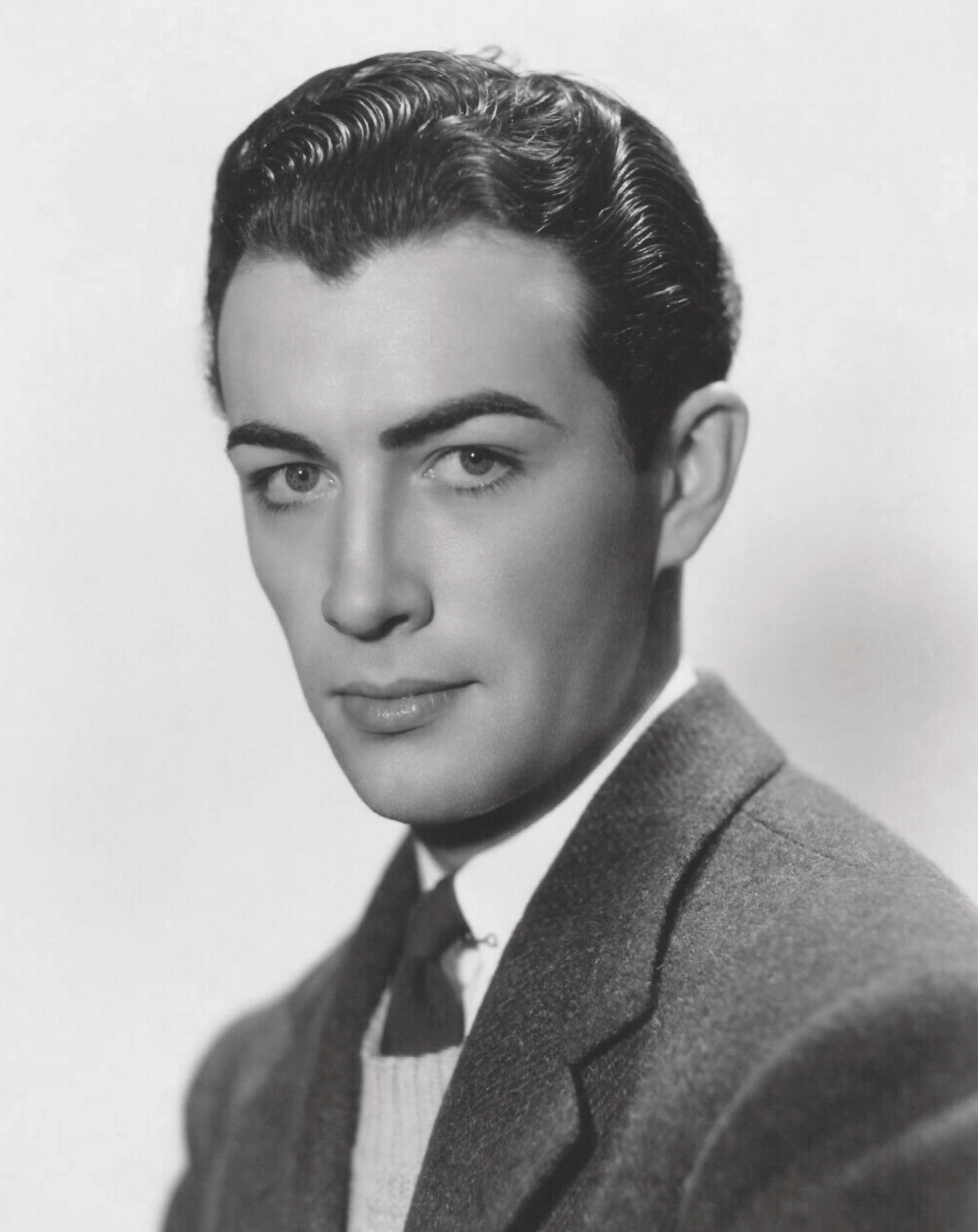
Robert Taylor

- 08. Juni: Robert Taylor, US-amerikanischer Schauspieler (* 1911)
- 11. Juni: Paul Laufer, Abteilungsleiter im Ministerium für Staatssicherheit (* 1904)
- 12. Juni: Alexander Deineka, russischer Maler, Grafiker und Plastiker (* 1899)
- 12. Juni: Emmanuel d’Astier de la Vigerie, französischer Politiker (* 1900)
- 13. Juni: Hans Reimann, deutscher Schriftsteller, Dramatiker und Drehbuchautor (* 1889)
- 14. Juni: Roberto Firpo, argentinischer Tango-Musiker und -Komponist (* 1884)
- 14. Juni: Wynonie Harris, US-amerikanischer Blues-Sänger (* 1915)

Harold Alexander

- 16. Juni: Harold Alexander, britischer Feldmarschall (* 1891)
- 16. Juni: Marie Mayoux, französische Pazifistin (* 1878)
- 17. Juni: Fritz Reinhardt, Staatssekretär im Finanzministerium während der NS-Zeit (* 1895)
- 20. Juni: Rudolf Schwarzkogler, österreichischer Fotograf und Künstler (* 1940)
- 21. Juni: Maureen Connolly, US-amerikanische Tennisspielerin (* 1934)
- 22. Juni: Judy Garland, US-amerikanische Filmschauspielerin und Sängerin (* 1922)
- 22. Juni: Mirko Jelusich, österreichischer Schriftsteller, Theaterkritiker (* 1886)
- 23. Juni: Friedrich Boetzel, deutscher Brigadegeneral (* 1897)
- 23. Juni: Volmari Iso-Hollo, finnischer Leichtathlet, zweifacher Olympiasieger (* 1907)
- 24. Juni: Frank O. King, US-amerikanischer Cartoonist und Comiczeichner (* 1883)
- 24. Juni: Oskar Sima, österreichischer Theater- und Filmschauspieler (* 1896)
- 25. Juni: Franz Klafböck, österreichischer Politiker (* 1906)
- 29. Juni: Moïse Tschombé, kongolesischer Politiker, Präsident von Katanga (* 1919)
- 30. Juni: Roman Richard Atkielski, US-amerikanischer Weihbischof (* 1898)
- 000Juni: Hassan Arsanǰānī, persischer Rechtsanwalt, Journalist und Landwirtschaftsminister (* 1923)

### Juli
- 03. Juli: Wilhelm Heinrich Erwin Adolf Friedrich Martin von Apell, deutscher Offizier (* 1892)
- 03. Juli: Hermann Grabner, österreichischer Komponist (* 1886)
- 03. Juli: Brian Jones, britischer Musiker (* 1942)
- 05. Juli: Wilhelm Backhaus, deutscher Pianist (* 1884)

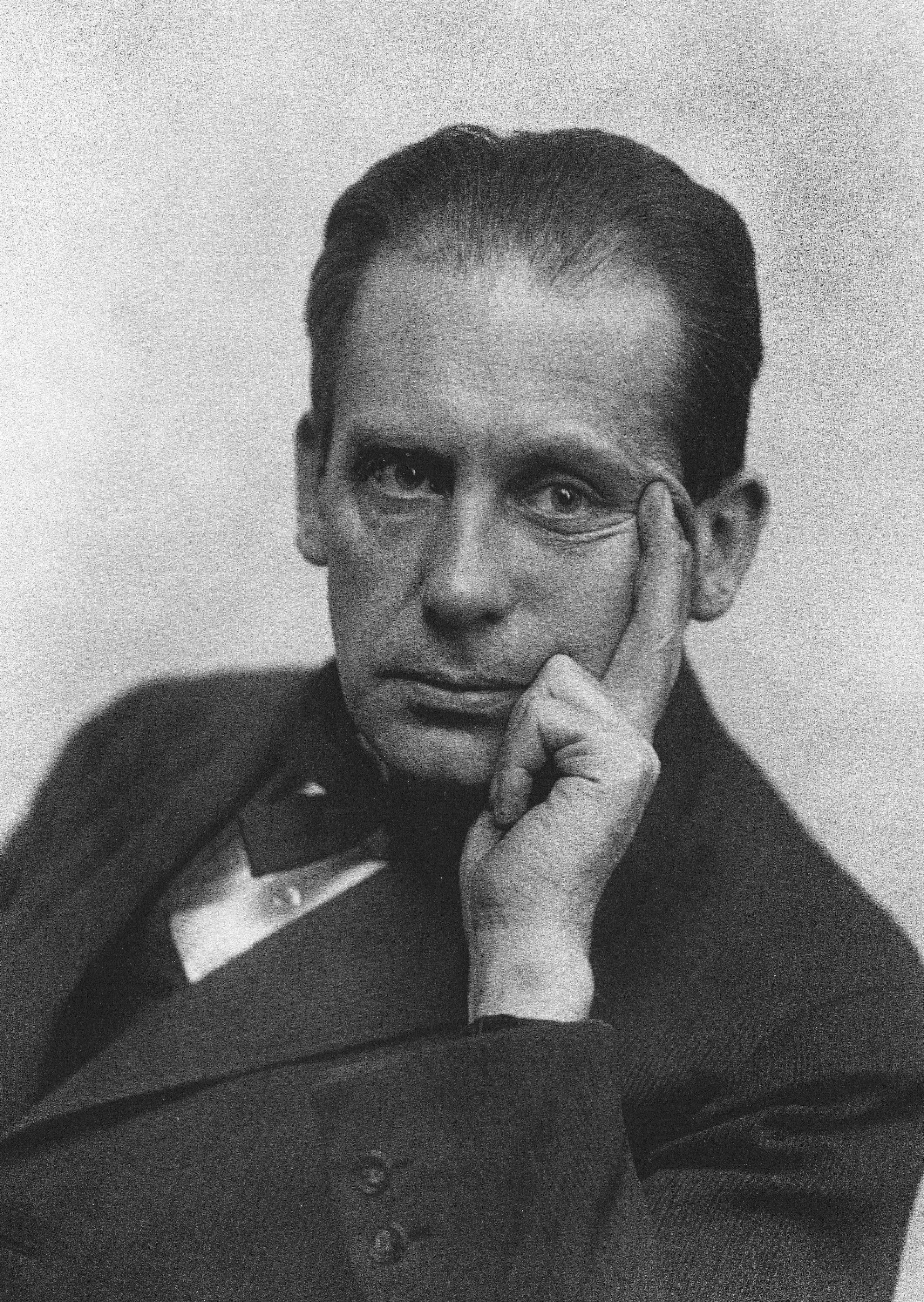
Walter Gropius

- 05. Juli: Walter Gropius, deutscher Architekt, Gründer und langjähriger Leiter der Hochschule Bauhaus (* 1883)
- 05. Juli: Leo McCarey, US-amerikanischer Regisseur, Filmproduzent und Drehbuchautor (* 1898)
- 07. Juli: Gustav Adolf Steengracht von Moyland, deutscher Diplomat und Politiker (* 1902)
- 10. Juli: Paul Heuäcker, deutscher Schachproblem- und Studienkomponist (* 1899)
- 12. Juli: Bill Ivy, britischer Motorradrennfahrer (* 1942)
- 15. Juli: Peter van Eyck, deutscher Schauspieler (* 1913)
- 16. Juli: Max Gablonsky, deutscher Fußballspieler und Leichtathlet (* 1890)
- 16. Juli: James Scott-Douglas, britischer Automobilrennfahrer (* 1930)
- 18. Juli: Charlotte Armstrong, US-amerikanische Autorin von Kriminalromanen (* 1905)
- 19. Juli: Carl Jörns, deutscher Automobilrennfahrer (* 1875)
- 21. Juli: Walter Hinrichsen, deutsch-amerikanischer Musikverleger (* 1907)
- 23. Juli: Jörg Lehne, deutscher Bergsteiger (* 1936)

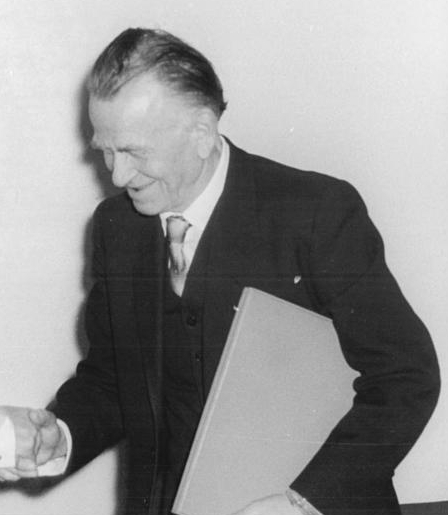
Otto Dix

- 25. Juli: Otto Dix, deutscher Maler (* 1891)
- 25. Juli: Witold Gombrowicz, polnischer Schriftsteller (* 1904)
- 25. Juli: Douglas Moore, US-amerikanischer Komponist (* 1893)
- 26. Juli: Léon Dernier, belgischer Automobilrennfahrer (* 1912)
- 26. Juli: Walter Reppe, deutscher Chemiker (* 1892)
- 27. Juli: Moisés Solana, mexikanischer Automobilrennfahrer (* 1935)
- 28. Juli: Ramón Grau San Martín, kubanischer Präsident (* 1882)
- 29. Juli: Friedrich Arnold, deutscher Politiker (* 1912)
- 30. Juli: Konstantin Prinz von Bayern, deutscher Politiker, MdB (* 1920)
- 31. Juli: Alexandra, deutsche Sängerin (* 1942)
- 31. Juli: Charles Edison, US-amerikanischer Politiker (* 1890)
- 00.Juli: Justin Löwenthal, deutsch-US-amerikanischer Getreidegroßhändler und Opfer nationalsozialistischer Verfolgung (* 1893)

### August
- 01. August: Gerhard Mitter, deutscher Motorrad- und Automobilrennfahrer (* 1935)
- 02. August: Clarence Dickinson, US-amerikanischer Organist, Komponist und Musikpädagoge (* 1873)

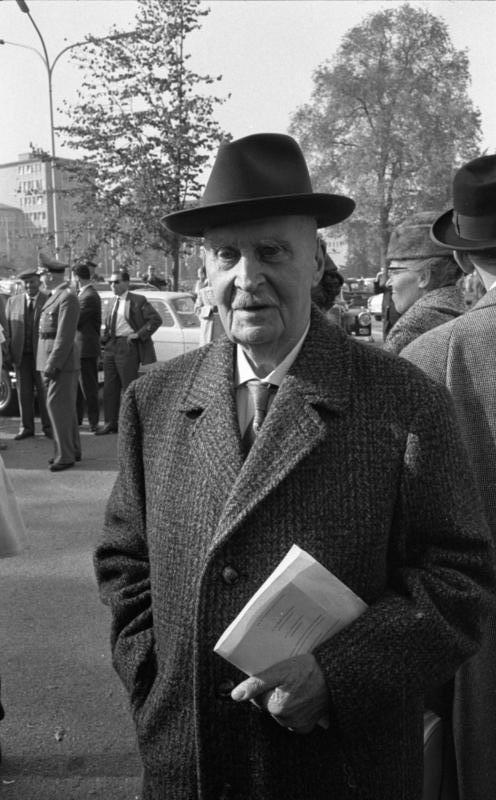
Adolf Friedrich Herzog zu Mecklenburg

- 04. August: Wilhelm Apel, deutscher Politiker (* 1905)
- 05. August: Charlotte Ander, deutsche Schauspielerin (* 1902)
- 05. August: Adolf Friedrich zu Mecklenburg, deutscher Kolonialbeamter und erster Präsident des NOK (* 1873)
- 06. August: Theodor W. Adorno, deutscher Soziologe, Philosoph und Komponist (* 1903)
- 06. August: Gary Hemming, US-amerikanischer Bergsteiger (* 1934)
- 07. August: Morris Goldenberg, US-amerikanischer Perkussionist und Musikpädagoge (* 1911)
- 07. August: Joseph Kosma, österreichischer Komponist (* 1905)
- 07. August: Russ Morgan, US-amerikanischer Bandleader, Pianist, Posaunist und Komponist (* 1904)
- 08. August: Otmar Freiherr von Verschuer, deutscher Mediziner und Humangenetiker (* 1896)
- 09. August: Cecil Powell, englischer Atomphysiker, Nobelpreisträger (* 1903)
- 09. August: Johannes Härtel, deutscher Generalmajor des Heeres der Bundeswehr (* 1908)
- 09. August: Sharon Tate, US-amerikanisches Fotomodell und Filmschauspielerin. (* 1943)
- 12. August: Hans-Egon Hass, deutscher Jurist, Germanist und Hochschullehrer (* 1916)
- 12. August: Hugh Hodgson, US-amerikanischer Musikpädagoge, Pianist, Dirigent und Komponist (* 1893)
- 13. August: Jacob do Bandolim, brasilianischer Mandolinist und Komponist (* 1918)
- 13. August: Nicolás Fasolino, Erzbischof von Santa Fe und Kardinal (* 1887)
- 17. August: Wilhelm Heile, deutscher Politiker (* 1881)

- 17. August: Ludwig Mies van der Rohe, deutscher Architekt (* 1886)

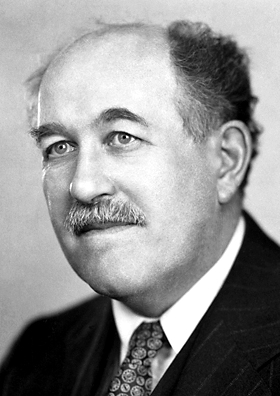
Otto Stern

- 17. August: Otto Stern, deutsch-US-amerikanischer Physiker, Nobelpreisträger (* 1888)
- 19. August: Nakayama Gishū, japanischer Schriftsteller (* 1900)
- 20. August: Conrad Albrecht, deutscher Admiral im Ersten Weltkrieg (* 1880)
- 20. August: Marty Barry, kanadischer Eishockeyspieler (* 1904)
- 23. August: Hans Hoff, österreichischer Psychiater (* 1897)
- 27. August: Erika Mann, deutsche Schauspielerin, Kabarettistin und Schriftstellerin (* 1905)
- 28. August: Robert Sparr, US-amerikanischer Filmregisseur, Filmeditor und Drehbuchautor (* 1915)
- 29. August: Seyyed Zia al Din Tabatabai, iranischer Journalist und Politiker (* 1888)
- 31. August: Ottmar Gerster, deutscher Komponist (* 1897)
- 31. August: Rocky Marciano, US-amerikanischer Boxer (* 1923)

### September
- 02. September: Willy Mairesse, belgischer Automobilrennfahrer (* 1928)

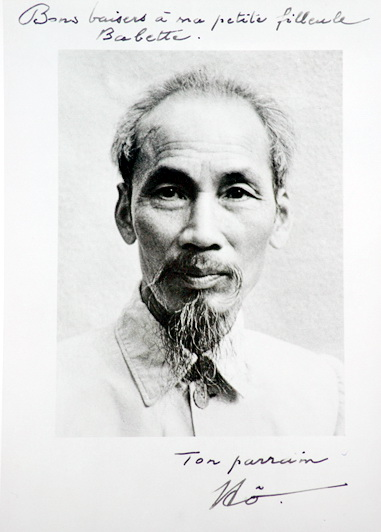
Ho Chi Minh

- 02. September: Ho Chi Minh, vietnamesischer Revolutionär und Staatsmann (* 1890)
- 04. September: Marcel Riesz, ungarischer Mathematiker (* 1886)
- 05. September: Jan Bontjes van Beek, deutscher Bildhauer und Keramiker (* 1899)
- 05. September: Henk Bijvanck, niederländischer Komponist (* 1909)
- 05. September: Hans-Joachim Rehse, Richter am Volksgerichtshof (* 1902)
- 06. September: Arthur Friedenreich, brasilianischer Fußballer (* 1892)
- 07. September: Everett Dirksen, US-amerikanischer Politiker (* 1896)
- 08. September: Guido Calgari, Schweizer Politiker, Hochschullehrer und Schriftsteller (* 1905)
- 08. September: Alexandra David-Néel, französische Reiseschriftstellerin (* 1868)
- 09. September: Dschalāl Āl-e Ahmad, persischer Schriftsteller (* 1923)
- 11. September: Leon Payne, US-amerikanischer Country-Musiker (* 1917)
- 12. September: Robert Geritzmann, deutscher Politiker (* 1893)
- 17. September: Giovanni Urbani, Patriarch von Venedig und Kardinal der römisch-katholischen Kirche (* 1900)
- 18. September: Félix López, dominikanischer Songwriter (* 1917)
- 18. September: Rudolf Wagner-Régeny, deutscher Komponist rumänischer Herkunft (* 1903)
- 22. September: Bernd Scholz, deutscher Komponist (* 1911)
- 24. September: Rodolfo Biagi, argentinischer Tangomusiker (* 1906)
- 24. September: Warren McCulloch, US-amerikanischer Neurophysiologe und Kybernetiker (* 1898)
- 25. September: Paul Scherrer, Schweizer Physiker (* 1890)
- 27. September: Nicolas Grunitzky, togolesischer Politiker (* 1913)
- 29. September: Andrej Stojanow, bulgarischer Komponist, Pianist und Musikpädagoge (* 1890)
- 30. September: Nikola Atanassow, bulgarischer Komponist und Musikpädagoge (* 1886)

### Oktober
- 01. Oktober: Gunnar Andersson, schwedischer Fußballspieler (* 1928)
- 03. Oktober: Richard Hammer, deutscher Politiker (* 1897)
- 03. Oktober: Skip James, US-amerikanischer Bluessänger, -gitarrist und -pianist (* 1902)
- 03. Oktober: Eugen Fürst zu Oettingen-Wallerstein, deutscher Politiker (* 1885)
- 04. Oktober: Guilherme Rebelo de Andrade, portugiesischer Architekt (* 1891)
- 04. Oktober: Alfred Rotsch, deutscher Chemiker und Getreideforscher (* 1906)
- 07. Oktober: Hermann Quistorf, deutscher Schriftsteller und Übersetzer (* 1884)
- 07. Oktober: Léon Scieur, belgischer Radrennfahrer und Sieger der Tour de France 1921 (* 1888)
- 08. Oktober: Emil Dovifat, deutscher Publizistikwissenschaftler (* 1890)
- 09. Oktober: Elsa Rendschmidt, deutsche Eiskunstläuferin (* 1886)
- 10. Oktober: Dora Schlatter, deutsch-schweizerische Politikerin (* 1890)

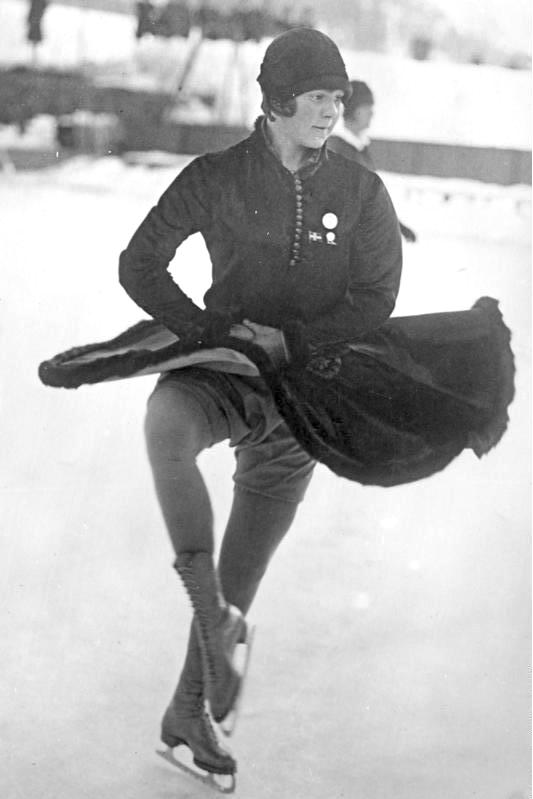
Sonja Henie († 12. Oktober)

- 12. Oktober: Sonja Henie, norwegische Eiskunstläuferin (* 1912)
- 12. Oktober: Carlo Speroni, italienischer Langstreckenläufer (* 1895)
- 13. Oktober: Wilhelm Gontrum, deutscher Politiker (* 1910)
- 13. Oktober: Pierre Meyrat, französischer Automobilrennfahrer (* 1916)
- 13. Oktober: Helene Wessel, deutsche Politikerin, eine der vier „Mütter des Grundgesetzes“ (* 1898)
- 14. Oktober: Hans Mühlenfeld, deutscher Politiker (* 1901)
- 15. Oktober: Karl Saller, deutscher Anthropologe und Arzt (* 1902)
- 15. Oktober: Abdirashid Ali Shermarke, erster Premierminister und zweiter Präsident von Somalia (* 1919)
- 16. Oktober: Leonard Chess, polnisch-US-amerikanischer Unternehmer (* 1917)
- 16. Oktober: Billy Munro, amerikanisch-kanadischer Pianist und Komponist (* 1894)
- 18. Oktober: Martin Gusinde, österreichischer Anthropologe, Priester (* 1886)
- 18. Oktober: Antoni Sadlak, US-amerikanischer Politiker (* 1908)
- 21. Oktober: Jack Kerouac, US-amerikanischer Schriftsteller (* 1922)
- 21. Oktober: Wacław Sierpiński, polnischer Mathematiker (* 1882)
- 22. Oktober: Alfons von Czibulka, österreichischer Schriftsteller und Maler (* 1888)
- 22. Oktober: Ralph Staub, US-amerikanischer Produzent von Kurzfilmen (* 1899)
- 22. Oktober: Fritz Steinhoff, deutscher Politiker (* 1897)
- 23. Oktober: Robert Dussaut, französischer Komponist und Musiktheoretiker (* 1896)
- 23. Oktober: Mongi Slim, tunesischer Politiker (* 1908)
- 24. Oktober: Loys Masson, französischer Schriftsteller (* 1915)
- 25. Oktober: Will-Erich Peuckert, deutscher Volkskundler und Schriftsteller (* 1895)
- 25. Oktober: Edward Herbert Rees, US-amerikanischer Politiker (* 1886)
- 26. Oktober: Gustav Seitz, deutscher Bildhauer und Zeichner (* 1906)
- 28. Oktober: Teodoro Fuchs, argentinischer Dirigent und Musikpädagoge (* 1908)
- 28. Oktober: Kornei Tschukowski, russischer Dichter (* 1882)
- 30. Oktober: Anton Plankensteiner, österreichischer Landeshauptmann von Vorarlberg (* 1890)
- 31. Oktober: Carlos Alberto Arroyo del Río, ecuadorianischer Präsident (* 1893)

### November
- 04. November: Frank G. Clement, US-amerikanischer Politiker (* 1920)

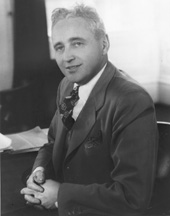
Ernest Gibson

- 04. November: Ernest Gibson, US-amerikanischer Politiker (* 1901)
- 04. November: Carlos Marighella, brasilianischer Revolutionär und Theoretiker der Stadtguerilla (* 1911)
- 04. November: Ferenc Szabó, ungarischer Komponist (* 1902)
- 05. November: Brunolf Baade, deutscher Ingenieur der Flugzeugindustrie (* 1904)
- 06. November: Max Knoll, deutscher Elektrotechniker (* 1897)
- 07. November: Ernesto Nathan Rogers, italienischer Architekt (* 1909)
- 08. November: Dave O’Brien, US-amerikanischer Schauspieler, Drehbuchautor und Regisseur (* 1912)
- 08. November: Vesto Slipher, US-amerikanischer Astronom (* 1875)
- 09. November: Valentine Ackland, britische Dichterin (* 1906)
- 09. November: Werner Hofmann, deutscher Soziologe (* 1922)
- 11. November: Jan Petersen, deutscher Schriftsteller (* 1906)
- 12. November: William Friedman, US-amerikanischer Militärkryptologe beim SIS (* 1891)

Liú Shàoqí

- 12. November: Liu Shaoqi, Präsident der Volksrepublik China (* 1898)
- 14. November: Fanny Rosenfeld, kanadische Leichtathletin und Olympiasiegerin (* um 1904)
- 15. November: Ignacio Aldecoa, spanischer Schriftsteller (* 1925)
- 15. November: Friedrich Holzapfel, deutscher Politiker (* 1900)
- 15. November: Itō Sei, japanischer Schriftsteller, Übersetzer und Literaturkritiker (* 1905)
- 16. November: Charles W. Henney, US-amerikanischer Politiker (* 1884)
- 18. November: Ted Heath, britischer Posaunist und Bandleader (* 1902)
- 18. November: Joseph P. Kennedy, US-amerikanischer Geschäftsmann und Diplomat (* 1888)
- 21. November: Rosalia Angeleri, italienische Schauspielerin (* 1922)
- 21. November: Ishida Hakyō, japanischer Lyriker (* 1913)
- 21. November: Edward Mutesa, König von Buganda und Präsident von Uganda (* 1924)
- 23. November: Spade Cooley, US-amerikanischer Country-Musiker und Bandleader (* 1910)
- 24. November: Howell Glynne, walisischer Opernsänger und Gesangspädagoge (* 1906)
- 24. November: Walter Hahn, deutscher Fotograf (* 1889)
- 24. November: Howard Marion-Crawford, britischer Schauspieler (* 1914)
- 25. November: Henri Fabre, französischer Journalist (* 1876)
- 27. November: László Székely, ungarischer Fußballspieler und -trainer (* 1910)

### Dezember
- 01. Dezember: Magic Sam, US-amerikanischer Blues-Gitarrist und -Sänger (* 1937)
- 02. Dezember: José María Arguedas, peruanischer Schriftsteller (* 1911)

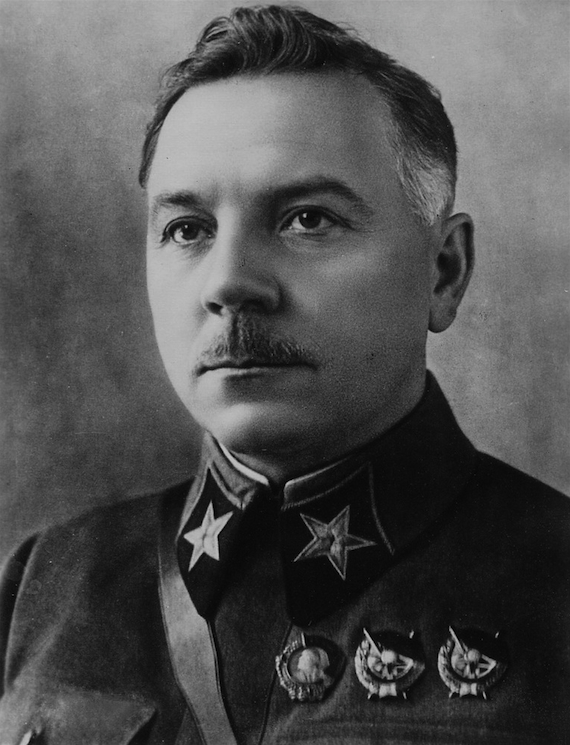
Kliment Woroschilow

- 02. Dezember: Kliment Woroschilow, Partei- und Staatsfunktionär, Marschall der Sowjetunion (* 1881)
- 03. Dezember: Mathias Wieman, deutscher Schauspieler (* 1902)
- 04. Dezember: Karl Kaufmann, NS-Gauleiter in Hamburg (* 1900)
- 05. Dezember: Alice von Battenberg, Schwiegermutter von Königin Elisabeth II. (* 1885)
- 05. Dezember: Claude Dornier, deutscher Flugzeugkonstrukteur (* 1884)
- 05. Dezember: Katsuji Yamashita, Professor für Betriebswirtschaftslehre (* 1906)
- 06. Dezember: Walther Aeschbacher, Schweizer Dirigent und Komponist (* 1901)
- 06. Dezember: Siegfried Aufhäuser, deutscher Gewerkschaftsführer und Politiker (* 1884)
- 07. Dezember: Maria Kasterska, polnische Schriftstellerin und Literaturwissenschaftlerin (* 1894)
- 08. Dezember: Edolf Aasen, norwegischer Buchdrucker (* 1877)
- 08. Dezember: Fritz Arndt, deutscher Chemiker (* 1885)
- 08. Dezember: Karl Fiehler, deutscher Politiker (* 1895)
- 09. Dezember: Fanny Jensen, dänische sozialdemokratische Politikerin (* 1890)
- 10. Dezember: Franco Capuana, italienischer Dirigent und Komponist (* 1894)
- 11. Dezember: Gostan Zarian, armenischer Schriftsteller, Dichter und Maler (* 1885)
- 13. Dezember: Shishi Bunroku, japanischer Schriftsteller (* 1893)
- 13. Dezember: Raymond A. Spruance, US-amerikanischer Admiral (* 1886)
- 17. Dezember: Artur da Costa e Silva, Präsident von Brasilien während der Militärdiktatur (* 1899)
- 19. Dezember: Rolf Dahlgrün, deutscher Politiker (* 1908)
- 19. Dezember: Kurt Fischer, deutscher Bürgermeister (* 1910)
- 20. Dezember: James H. Duff, US-amerikanischer Politiker (* 1883)
- 21. Dezember: Georges Catroux, französischer General und Diplomat (* 1877)
- 21. Dezember: Ilse Steppat, deutsche Schauspielerin (* 1917)
- 22. Dezember: Olga Körner, deutsche Politikerin (* 1887)
- 22. Dezember: August Momberger, deutscher Automobilrennfahrer und Ingenieur (* 1905)
- 22. Dezember: Josef von Sternberg, österreichisch-amerikanischer Regisseur (* 1894)
- 23. Dezember: Tiburcio Carías Andino, Präsident von Honduras (* 1876)
- 23. Dezember: Henri Trébor, französischer Automobilrennfahrer (* 1901)
- 24. Dezember: Mary Barratt Due, norwegische Pianistin und Musikpädagogin (* 1888)
- 25. Dezember: Theodor Dombart, deutscher Architekt, Hochschullehrer und Münchner Heimatforscher (* 1884)
- 26. Dezember: Jakob Diel, deutscher Politiker (* 1886)

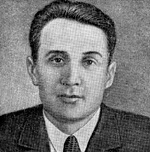
Alexei Pawlowitsch Sokolski

- 27. Dezember: Dan Breen, irischer Politiker (Fianna Fáil) und Freiwilliger der Irisch-Republikanischen Armee (* 1894)
- 27. Dezember: Alexei Sokolski, sowjetischer Schachspieler (* 1908)
- 29. Dezember: Peter Nellen, deutscher Politiker (* 1912)
- 29. Dezember: Ricardo Adolfo de la Guardia Arango, 21. Staatspräsident von Panama (* 1899)
- 29. Dezember: Franz Koch, deutsch-österreichischer Germanist und Literaturhistoriker (* 1888)
- 29. Dezember: William Quindt, deutscher Journalist und Schriftsteller (* 1898)
- 29. Dezember: Kurt Richter, deutscher Schachspieler (* 1900)
- 31. Dezember: Carl-Christian Arfsten, deutscher Politiker (* 1889)
- 31. Dezember: Ernst Flückiger, Schweizer Schuldirektor, Heimatforscher und Bühnenautor (* 1890)
- 31. Dezember: Theodor Reik, österreichisch-amerikanischer Psychoanalytiker (* 1888)

### Tag unbekannt
- Leslie Walter Allan Ahrendt, englischer Botaniker (* 1903)
- Marianne von Angern, deutsche Schriftstellerin (* 1898)
- Anton von Avanzini, österreichischer Politiker (* 1890)
- Bruno Bandini, argentinischer Bratschist, Dirigent und Musikpädagoge italienischer Herkunft (* 1889)
- Augusto Eguiluz, chilenischer Maler (* 1893)
- Otto Georgi, chilenischer Maler (* 1890)
- Rupert Viktor Oppenauer, österreichischer Chemiker (* 1910)
- Hans Staehler, deutscher Agrarwissenschaftler (* 1898)
- Andy Tipaldi, kanadischer Banjospieler (* 1894)

## Wissenschaftspreise

### Nobelpreise
- Physik: Murray Gell-Mann

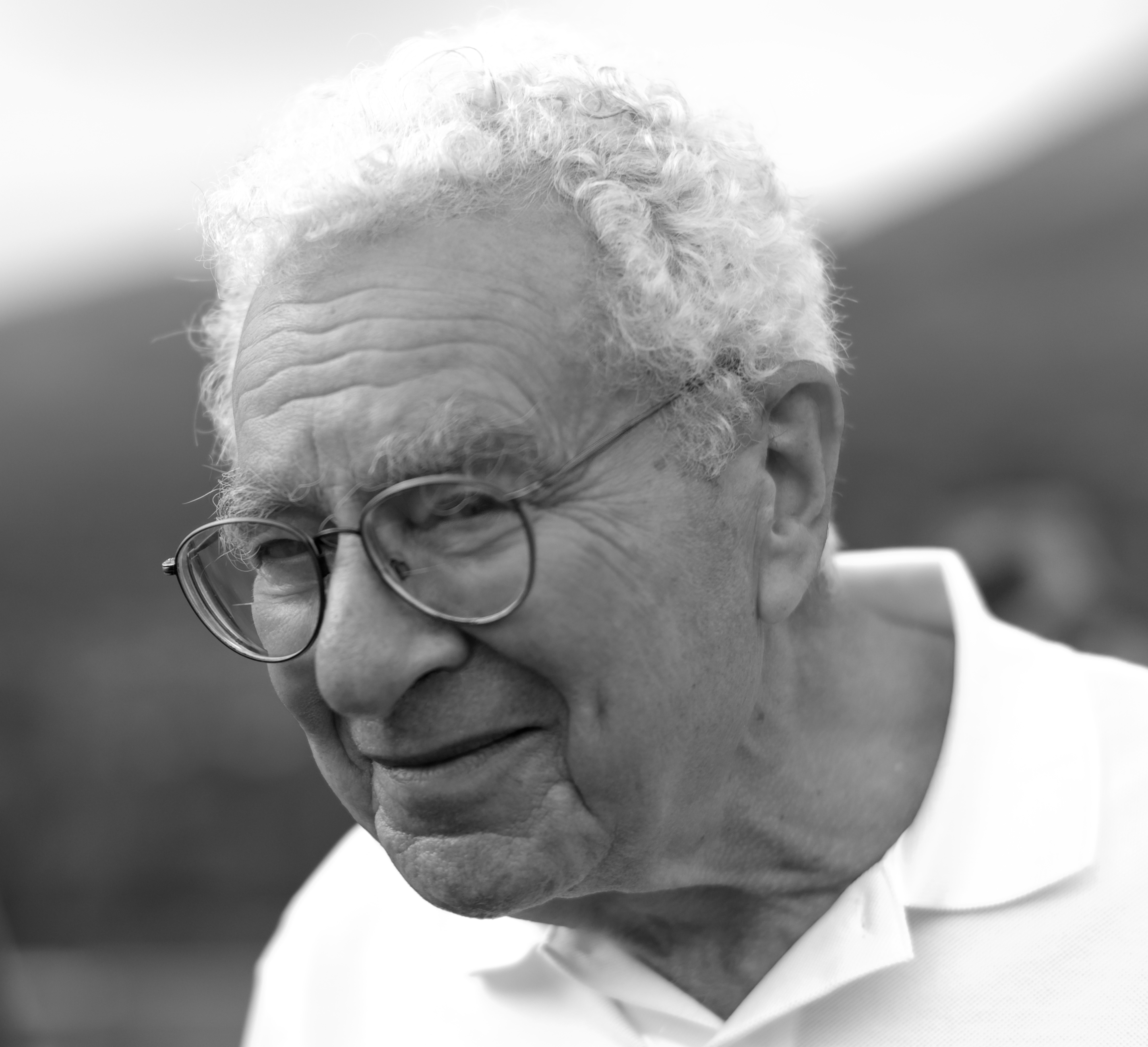
Murray Gell-Mann

- Chemie: Derek H. R. Barton und Odd Hassel
- Medizin: Max Delbrück, Alfred Day Hershey und Salvador Edward Luria
- Literatur: Samuel Beckett
- Friedensnobelpreis: Internationale Arbeitsorganisation (IAO), Genf
- Wirtschaftswissenschaft: Ragnar Frisch und Jan Tinbergen

### Turing Award
- Marvin Minsky, für Künstliche Intelligenz.